# Proteste in der Türkei 2013
Als Proteste in der Türkei 2013, auch Gezi-Proteste, werden Demonstrationen und Aktionen von Bürgern in der Türkei gegen die Regierung von Ministerpräsident Recep Tayyip Erdoğan zusammengefasst. Die Protestwelle begann am 28. Mai 2013 in Istanbul mit Demonstrationen gegen ein geplantes Bauprojekt auf dem Gelände des Gezi-Parks, der unmittelbar an den Taksim-Platz angrenzt. Nach der Eskalation des Konfliktes infolge eines gewaltsamen Polizeieinsatzes am 31. Mai 2013 opponierten Demonstranten in mehreren türkischen Großstädten gegen die als autoritär empfundene Politik der islamisch-konservativen Regierungspartei Adalet ve Kalkınma Partisi (AKP).
Die Protestbewegung erhielt über breite Solidarisierungen durch türkische Diaspora-Gemeinschaften ab Juni 2013 einen transnationalen Charakter. Der Gezi-Park wurde dabei zu einem Symbol zivilgesellschaftlichen Widerstandes gegen das Regierungssystem und gegen überzogene Polizeigewalt. Er wurde am 15. Juni von der Polizei gewaltsam geräumt und erst rund drei Wochen später erstmals für wenige Stunden wiedereröffnet.
Eine wichtige Rolle spielte bei der auch „Occupy-Gezi“ genannten Protestbewegung die Besetzung des Taksim-Platzes. Um den Platz fanden heftige Auseinandersetzungen mit der Polizei statt, wie bei seiner gewaltsamen Räumung am 12. Juni. In den Medien wurden die Proteste, in Anlehnung an den Arabischen Frühling, teilweise als Türkischer Frühling bezeichnet. Diese begriffliche Analogie wird jedoch von verschiedenen Seiten zurückgewiesen oder auf die Rolle der sozialen Netzwerke und Neuen Medien begrenzt.
Neben Istanbul wurde besonders Ankara Schauplatz anhaltender Proteste und gewalttätiger Auseinandersetzungen mit der Polizei, insbesondere am Kızılay-Platz, im Kuğulu-Park und im Dikmen-Viertel. In der multiethnischen Provinz Hatay nahe der syrischen Grenze, in der die Spannungen auch im allgemein ruhigeren August auf hohem Niveau verblieben, befand sich insbesondere in Antakya-Armutlu ein weiterer Brennpunkt der Proteste, die Anfang September erneut eskalierten. Die schwersten Zusammenstöße zwischen Demonstranten und Polizeikräften während der Unruhen fanden in von Aleviten dominierten Vierteln und in der Provinz Hatay statt. Nach offiziellen Angaben nahmen während der ersten drei Monate mehr als 3,5 Millionen Menschen an rund 5.000 Protestaktionen teil.
Es kam im Laufe der Proteste zu Solidaritätskundgebungen mit ethnisch-kurdischen Protesten, die Ende Juni in der Provinz Diyarbakır stattfanden und bei denen ein Demonstrant kurdischer Ethnie getötet worden war. Umgekehrt fand in der Türkei eine begrenzte Solidarisierung pro-kurdischer Organisationen mit der Gezi-Park-Protestbewegung statt.
Bis zum 1. August 2013 kamen während der Proteste nach Angaben des türkischen Ärzteverbandes TTB vier Zivilisten und ein Polizist ums Leben. Zu diesem Zeitpunkt schwebte noch eine Person in Lebensgefahr. Medienberichten zufolge wurde in der Nacht vom 9. auf den 10. September ein weiterer Demonstrant bei einer in Zusammenhang mit den Gezi-Park-Protesten stehenden Demonstration tödlich verletzt. Die türkischen Sicherheitsbehörden registrierten für den Zeitraum von 112 Tagen ab Ende Mai fünf Tote. Bei den getöteten Protestierenden handelte es sich mehrheitlich oder gänzlich um Mitglieder der alevitischen Minderheit, von denen drei aus Antakya stammten.
Der TTB registrierte über 8100 Verletzte, die türkischen Sicherheitsbehörden 4329, darunter 697 Polizisten.
Von mehr als 5000 Personen, die verhaftet wurden, sollen nach Angaben türkischer Sicherheitsbehörden fast 80 Prozent Aleviten gewesen sein.

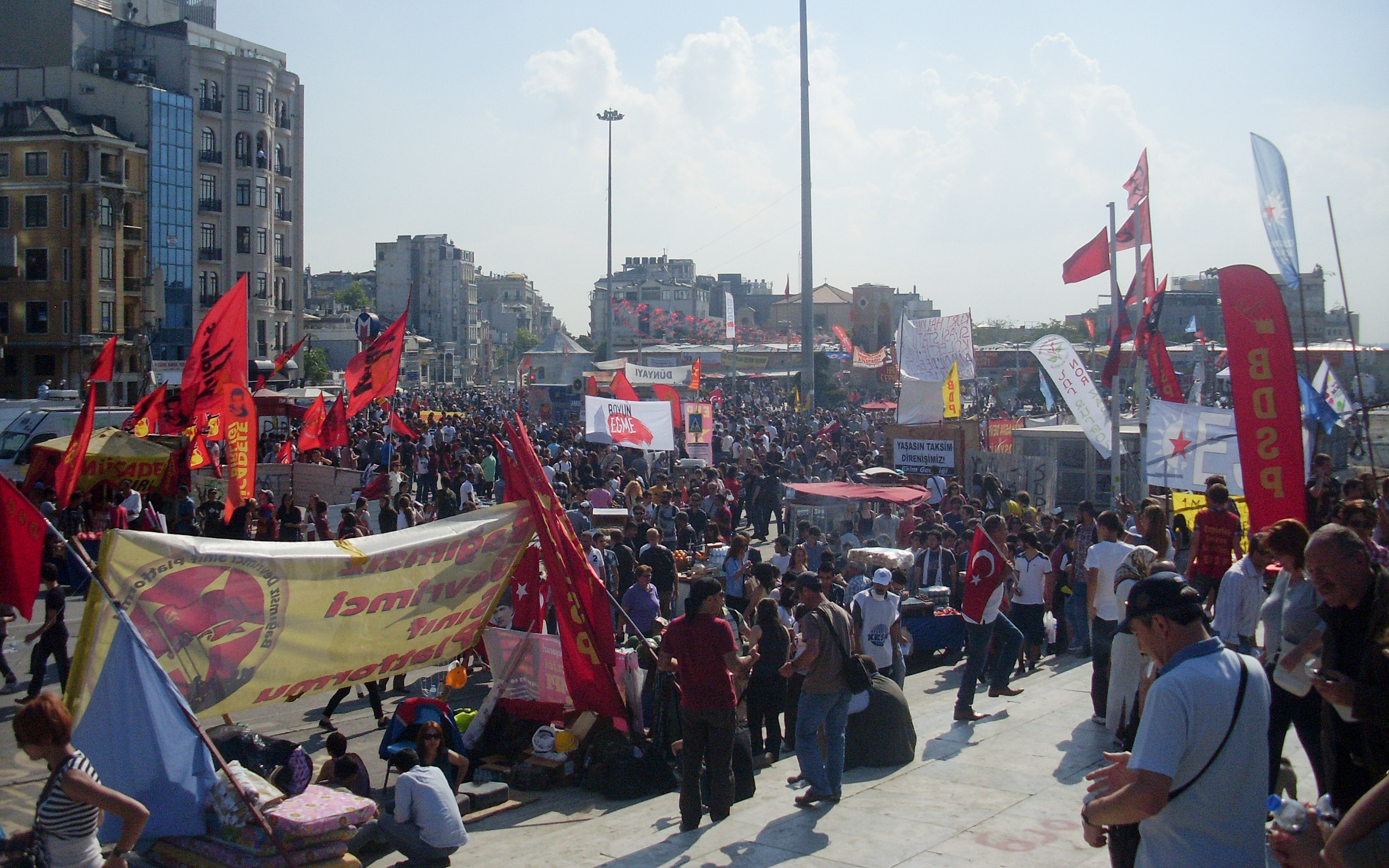
Demonstranten auf dem Taksim-Platz am 4. Juni 2013

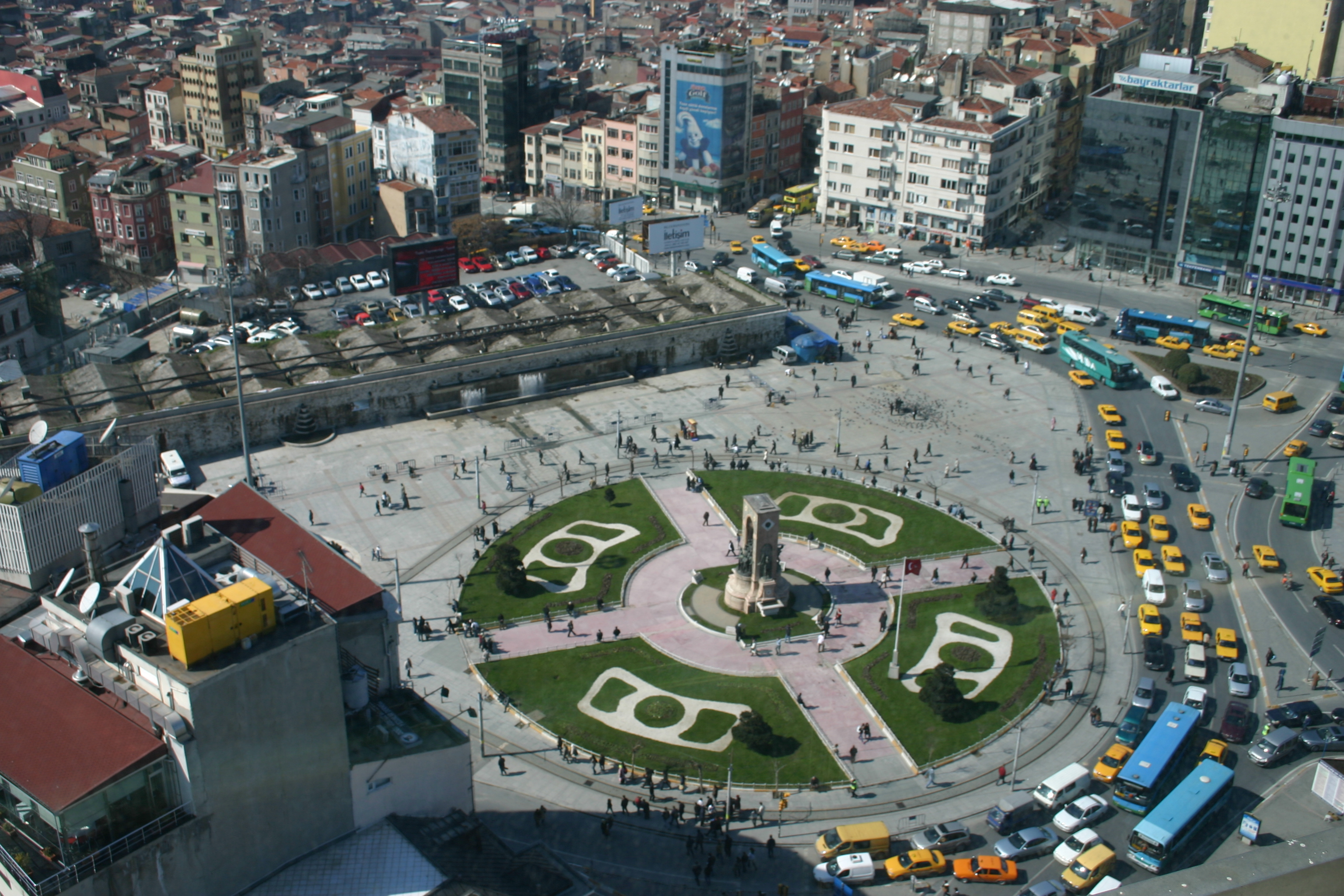
Luftaufnahme des Taksim-Platzes in Istanbul

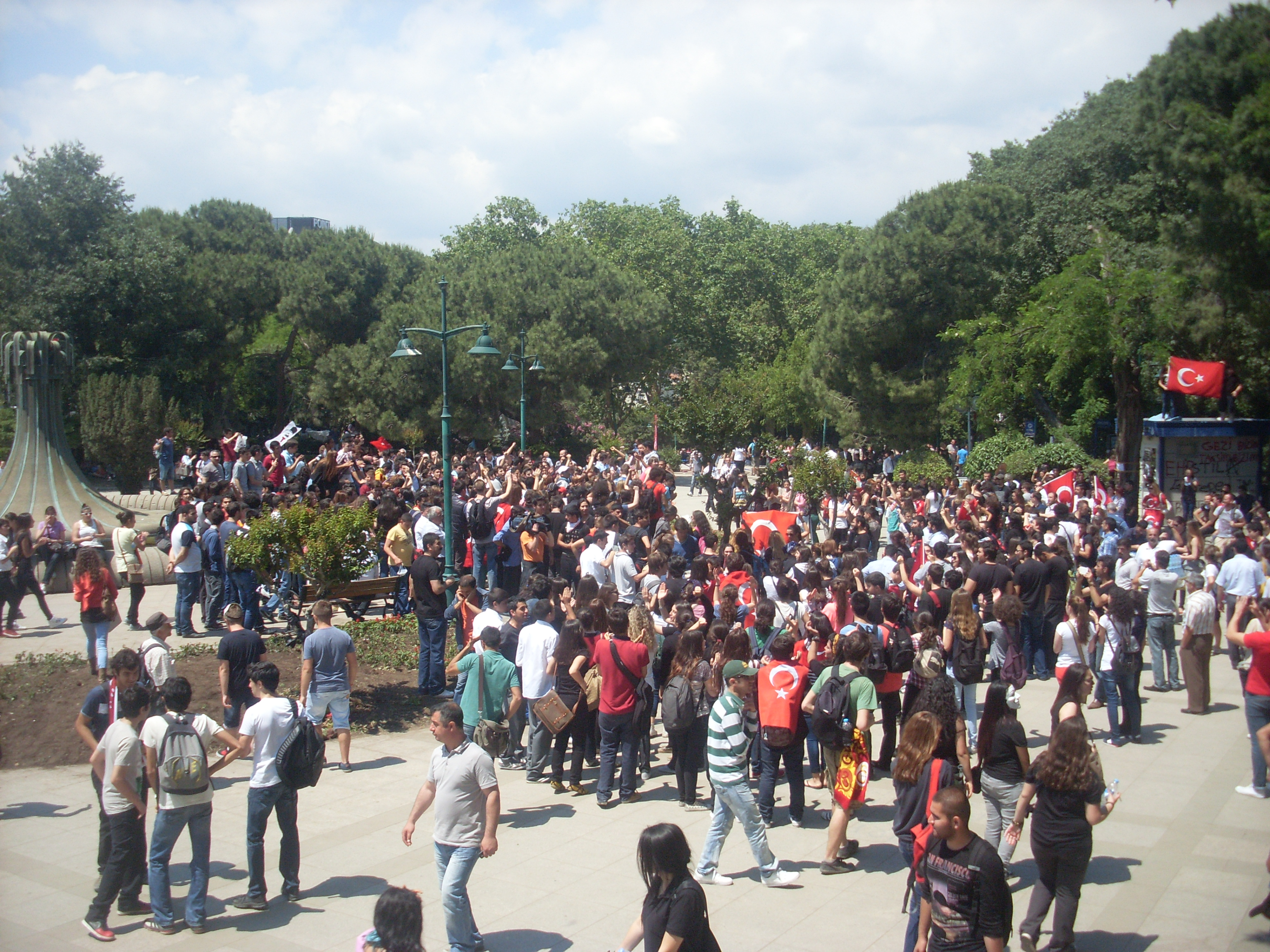
Demonstranten im Gezi-Park am 3. Juni 2013

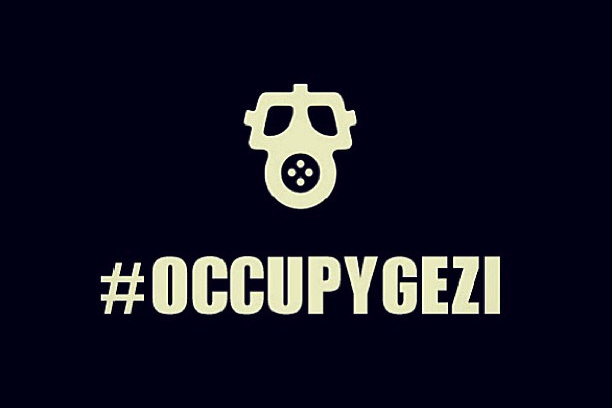
Occupy-Gezi als Teil der Occupy-Bewegung

## Vorgeschichte

Die Proteste richten sich gegen die Regierung des türkischen Ministerpräsidenten Recep Tayyip Erdoğan.

### Hintergrund

#### Wahlerfolge der AKP
Die Parlamentswahlen am 12. Juni 2011 ergaben 49,8 % für die AKP, 26,0 % für die CHP und 13 % für die MHP; alle anderen Parteien scheiterten an der 10-%-Sperrklausel; das Kabinett Erdoğan III regierte seit 2011.
Die AKP war seit der Einführung des Mehrparteiensystems im Jahr 1945/1946 die Partei, die das Land am längsten ununterbrochen allein regiert hat. Dabei erwarb sich Erdoğan in den ersten zwei Amtszeiten viele Sympathien im türkischen Volk und politisches Lob auch von Liberalen und Wechselwählern damit, dass er den Prozess zum Beitritt zur Europäischen Union verfolgte und Generäle, Staatsanwälte und Richter von politischer Einflussnahme ausschloss. Die resultierende politische Stabilität und das rapide Wirtschaftswachstum sicherten ihm die Zustimmung der Geschäftswelt. Ablehnung rief dagegen insbesondere die Politik seiner dritten Amtszeit hervor, in der Themen wie Beschränkung im Ausschank und Verkauf von Alkohol, Vermeidung von Abtreibung und Kaiserschnitt, die Kampagne zum Kinderreichtum oder Veränderungen im Schul- und Erziehungssystem zunehmend als Gegensatz islamischer Agenda und säkularer Orientierung aufgefasst wurden.

#### Eliten- und Kulturkonflikt
Seit der Anfangszeit der Republik nach ihrer Ausrufung durch Atatürk im Jahr 1923 „genoss eine autoritäre bürokratische Elite, die sich ethnisch-türkisch und streng säkularistisch verstand, zahlreiche politische und materielle Privilegien“ (Seufert). Sie gestaltete das öffentliche Leben der Türkei nach ihren Interessen und errang mit ihrem westlichen Lebensstil kulturelle und politische Vorrangstellung über konkurrierende Identitäten wie die von konservativen Muslimen, Aleviten, Kurden und nichtmuslimischen Minderheiten.
Mit Machtzuwachs und Regierungsübernahme der AKP ging im politischen Machtgefüge der Türkei ein Elitenwechsel einher, der laut dem Zentrum für Türkeistudien (ZfTI) ein beträchtliches gesellschaftliches Spaltungspotenzial politischer Ausrichtung birgt. Eine neue, ursprünglich nicht urbane Elite, die ihre Zentren auch in anatolischen Städten und Orten außerhalb der türkischen Metropolen Istanbul, Ankara oder Izmir hat, stellte den Dominanzanspruch der kemalistisch orientierten und über Jahrzehnte etablierten Oberschicht in Frage. Es bildeten sich Ressourcen- und Deutungskämpfe aus, die eng mit der Sozialstruktur und den Gegensätzen zwischen ländlichen und städtischen Regionen und Gesellschaften sowie zwischen islamischer und laizistischer Ausrichtung verbunden sind.
Mit den wiederholten Wahlsiegen der AKP löste diese anatolisch und islamisch geprägte Mittelschicht die westlich gebildete, kemalistische und religiös indifferente Elite Istanbuls und Ankaras als Träger von Staat, Gesellschaft und Wirtschaft ab. Armee und Justiz, als die beiden wichtigsten Säulen der autoritär ausgerichteten „kemalistischen Gründungsideologie“, gaben ihren Widerstand nach den demokratisch errungenen Erfolgen der AKP unter Recep Tayyip Erdoğan seit 2002 nahezu auf.
Die „alte politische Klasse“, die Justiz und die Presse hatten zuvor vergeblich versucht, die AKP-Regierung und Erdoğan durch Massenproteste (2007) und ein AKP-Verbot (2008) zu schwächen. Als Resultat der politisch aufgeheizten Auseinandersetzungen kann eine verstärkte Polarisierung in „unversöhnliches Lagerdenken“ betrachtet werden. Es gelang der Regierung Erdoğan letztlich nicht, den seit der Republikgründung zumindest latent vorhandenen Kulturkampf zwischen traditionell-konservativ und säkular-liberal orientierten Bevölkerungsteilen zu befrieden.

#### Demokratisierungsprozess und Wirtschaftsliberalisierung
Mit der Fortsetzung der im Zuge der Verhandlungen mit der EU begonnenen Demokratisierung durch die AKP-Regierung betrieb die Regierung Erdoğan in den ersten beiden Legislaturperioden eine Demokratisierung der Türkei in einem Umfang, wie sie laut einer Veröffentlichung des ZfTI zuvor über Jahrzehnte hinweg nicht erfolgt war. Dazu mobilisierte sie die Unterstützung islamistisch-konservativer Bevölkerungsteile für eine EU-Mitgliedschaft der Türkei, überzeugte sie von der Notwendigkeit unpopulärer Wirtschaftsreformen, setzte eine deutliche Beschneidung der politischen Machtposition des Militärs durch und weitete demokratische Rechte und individuelle Freiheiten aus.
Sie war somit laut dem ZfTI die erste demokratisch gewählte Regierung, die Konflikte mit der Armee erfolgreich bestand. Artikel 35 des türkischen Militärgesetzes verpflichtet die Streitkräfte nicht nur zur Verteidigung des Landes gegen äußere Bedrohungen, sondern weist ihnen auch eine innenpolitische Wächterfunktion für Republik und Verfassung zu. Unter Berufung auf diese Wächterrolle hatten die türkischen Militärs mehrmals in der Republiksgeschichte (1960, 1971 und 1980) durch Putsch die Macht übernommen und 1997 Necmettin Erbakan wegen islamistischer Umtriebe durch einen „postmodernen Coup“ entmachtet. Die AKP-Regierung setzte dagegen eine Reformierung des von der Armee dominierten Nationalen Sicherheitsrats durch. Erstmals wurden Aktivitäten des Militärs vor Gericht verhandelt. Ein kemalistischer Justizputschversuch gegen die Regierung wurde vereitelt. Erdoğan gelang es, den traditionell großen Einfluss der türkischen Streitkräfte auf die Politik zu beschränken. Anfang 2010 wurden Armeeangehörige des Militärs verhaftet und im Jahr 2012 verurteilt, weil diese angeblich unter dem Deckmantel Balyoz den Sturz der 58. Regierung der Republik Türkei geplant hätten.
Die lange Zeit verbotene kurdische Sprache etablierte sich weiter, es wurde sogar ein staatlicher Fernsehkanal in Kurdisch eingerichtet. Die Regierung strebte eine Einigung des Vielvölkerstaates Türkei im Rahmen religiöser Werte als Gegenentwurf zum kemalistischen Nationalstaatsprinzip an und förderte neue Ansätze in der Kurdenpolitik, die einen Ausgleich mit den Kurden versprachen.
Eine Rehabilitierung des Islams im öffentlichen Leben wurde durchgeführt, bei der die Aufhebung des Kopftuchverbots an Hochschulen durch eine Verfassungsänderung im Jahr 2008 oft als Beitrag zur Erweiterung der individuellen Religionsfreiheit gedeutet wurde. Dies entsprach einer langen Entwicklung, die auf die Zurückdrängung der Religion aus dem öffentlich-staatlichen Bereich durch die säkularen Reformen nach der Republikgründung gefolgt war. Schon nach dem Übergang zum Mehrparteiensystem war es Islamisten zunächst unter der Schirmherrschaft von konservativ liberalen Mitte-rechts-Regierungen, in den 1990ern dann auch eigenständig gelungen, den radikalen Laizismus zurückzudrängen und den Islam als politische Einflussgröße zu rehabilitieren und den politischen Diskurs zu bestimmen.
Die AKP-Regierung führte die Wirtschaftsliberalisierung und den EU-Reformprozess fort und „brach die Hegemonie der autoritären etablierten Eliten und Institutionen nachhaltig“. Es gelang ihr dabei in den Augen der Öffentlichkeit anfangs, auf die Herausforderungen der neoliberalen Marktwirtschaft und der Globalisierung zu reagieren, ohne die islamische Tradition zu ignorieren. Die Führung eines als solide und pragmatisch bewerteten wirtschaftlichen Kurses trug 2005 zur Aufnahme der Beitrittsverhandlungen mit der EU bei. Ein enormer ökonomischer Aufschwung – der „steilste und nachhaltigste“ (Handelsblatt) in der jüngeren Geschichte der Türkei – führte zur Verdreifachung des statistischen Pro-Kopf-Einkommens und schuf in Zentralanatolien riesige Industriegebiete. Die Türkei wurde zum Exportland, in der eine neue Mittelklasse wuchs, die erstmals die Mehrheit der türkischen Gesellschaft stellte. Die neo-liberale Wirtschaftspolitik verschaffte der AKP auch die Unterstützung säkularer Unternehmer. Der Wirtschaftsboom zog ausländische Investoren an und trug dazu bei, dem „Modell Türkei“ als Verbindung aus parlamentarischer Demokratie, liberaler Wirtschaftspolitik und islamischem Wertkonservatismus eine Vorbildfunktion in islamischen Nachbarländern zu verschaffen.
Die Zurückdrängung des politischen Einflusses des Militärs, der bereits vier Monate währende Waffenstillstand mit der PKK und das seit zehn Jahren anhaltende hohe Wirtschaftswachstum können als drei zentrale Erfolge der Regierung Erdoğan angesehen werden. Sie ermöglichten, so urteilt Günter Seufert für die SWP, Demonstrationen, wie sie noch während der Vorherrschaft des Militärs und der Vordringlichkeit des Kurdenkonflikts mit Lebensgefahr für die Protestteilnehmer verbunden gewesen wären. Durch die Beilegung oder Bewältigung der Konflikte mit dem Militär und mit der PKK traten neue politische Anliegen in den Vordergrund und begünstigten die Entwicklung ziviler Protestformen. Der Wirtschaftsaufschwung und die damit verbundene Stärkung und Ausdehnung der Mittelschichten erzeugte eine gut ausgebildete und international vernetzte junge Generation, die selbstbewusst individuelle Autonomie und demokratische Rechte wie Pressefreiheit, Versammlungsrecht, Umweltschutz und disparate politische Partizipation einforderte.

#### Autoritärer Regierungsstil
In ihrer dritten Amtszeit zeigte die Regierung Erdoğan – nach Einschätzung des ZfTI – zunehmend autoritäre Züge. Die AKP-Regierung ersetzte nicht die Tradition des paternalistischen Staates und entwickelte sich in fortschreitendem Maße von einer reformierenden in eine konservative Kraft. Der Wechsel der Elite hatte nicht die von Vielen erhoffte politische Gleichheit für die Angehörigen unterschiedlicher kultureller Gruppen hergestellt. Stattdessen neigte die AKP in den letzten Jahren vor den Protesten dazu, ihre eigenen Normen über die Gesamtgesellschaft zu erheben und den öffentlichen Raum entsprechend zu gestalten. Erstmals waren auch die säkularen Mittelschichten von der sozialen Abwertung konkurrierender Identitäten und Lebensstile betroffen, wie dies für die kulturellen Gruppen der Aleviten und die Kurden bereits traditionell der Fall war. Die Regierung wies sowohl die Erwartungen des säkularen Bürgertums nach Wahrung ihrer westlichen Lebensweise und Identität zurück als auch die politischen Forderungen von Gewerkschaften, sozialistischen Gruppen, Umweltschützern und Menschenrechtlern. Erdoğan selbst zog mit seinem autoritären Führungsstil den Unmut säkular liberaler Bevölkerungsteile auf sich.
Die Propagierung des Islams wurde inzwischen weniger als Förderung des sozialen Pluralismus verstanden denn als Durchsetzung eines religiösen Dominanzanspruchs. Nach Angaben der Europäischen Union fehlte es, trotz Verbesserungen im Reformprozess, nach wie vor an „Unabhängigkeit, Unparteilichkeit und Effizienz der Justiz“. Der mit einer absoluten Mehrheit im Parlament dominierenden AKP-Regierung stand offenbar keine als korrigierende Instanz wirkende, starke parlamentarische Opposition, unabhängige Justiz und freie und selbstbewusste Presse mehr gegenüber.
Die Presse- und Meinungsfreiheit wurde immer stärker eingeschränkt. Gegen kurdische Bürgermeister oder kritische Journalisten wurden unter dem Vorwurf der Mitgliedschaft in einer Terrororganisation Prozesse geführt und Haftstrafen verhängt. Erdoğans Pläne zum Umbau des politischen Systems in Richtung einer Präsidialdemokratie wurden als Streben nach weiterer Machtfülle unter dem von Erdoğan nach der dritten Legislaturperiode angestrebten Präsidentenamt aufgefasst. Als auslösende Ereignisse für die Proteste können schließlich mehrere Großbauprojekte angesehen werden, bei denen die Machtkonzentration der Regierung dazu genutzt wurde, administrative Zuständigkeiten zu umgehen.

##### Einschränkung der Meinungsfreiheit

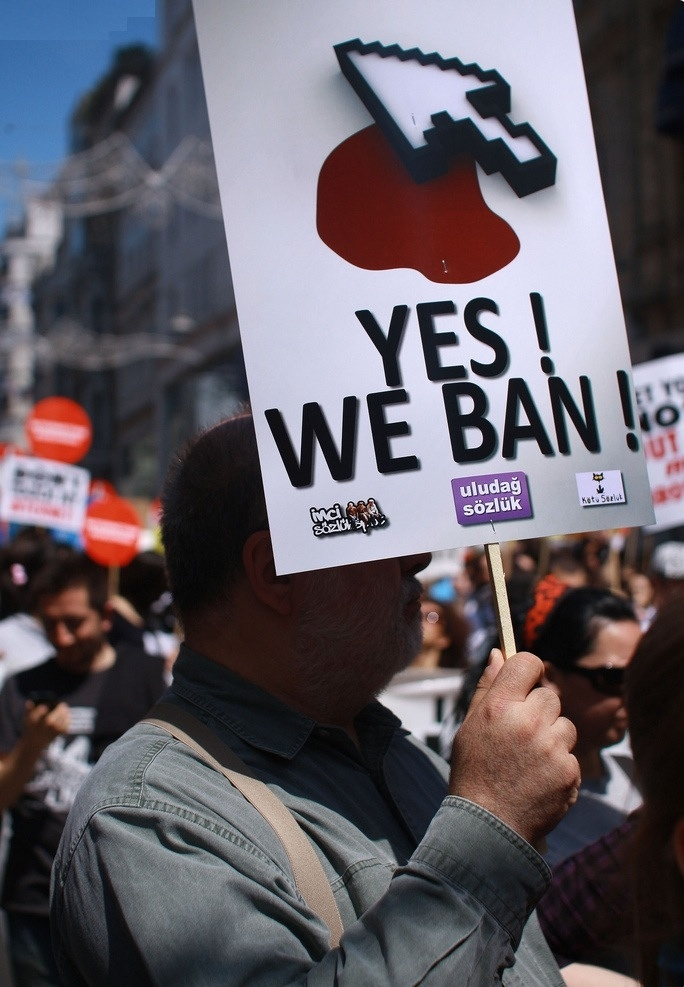
Ja! Wir sperren es! – Ein Plakat auf einer Demonstration gegen die Filterung von Inhalten im Internet im Juni 2011. Die Wortwahl ist eine Anspielung auf den Wahlkampf-Slogan Yes We Can von Barack Obama.

Die Türkei lag im Jahr 2010 in der von Reporter ohne Grenzen herausgegebenen Rangliste der Pressefreiheit auf Platz 138 von 176 untersuchten Ländern. Nach Angaben der Organisation saßen in der Türkei „seit dem Ende des Militärregimes 1983 […] zu keiner Zeit so viele Journalisten im Gefängnis wie heute“. Das Internationale Presseinstitut warf der Türkei im April 2011 vor, „kritische Journalisten mit juristischen Mitteln wie den Anti-Terror-Gesetzen mundtot zu machen“. Im Juni 2011 führten von Erdoğan unterstützte Einschränkungen des Internetzugangs (Filtern von bestimmten Inhalten) zu heftigen Protesten innerhalb und außerhalb der Türkei. Der britische EU-Abgeordnete Richard Howitt kritisierte, dass „der Kampf der Regierung Erdoğan gegen [Meinungsfreiheit im] Internet [die Türkei] diskreditiere und [das Land] auf eine Stufe mit Ländern wie die Volksrepublik China und Iran“ stelle. „Wörter zu verbannen“ sei gefährlich, äußerte sich die niederländische Parlamentarierin Marietje Schaake. Eine solche Einschränkung der Meinungsfreiheit stelle eine „Gefahr für die Demokratie“ dar.
Human Rights Watch betonte, Individuen würden oft wegen gewaltfreier Reden oder Artikel angeklagt. Das Außenministerium der Vereinigten Staaten kommentierte, Anklagen und Verhaftungen von Journalisten, Schriftstellern, kurdischen Intellektuellen und politischen Aktivisten hätten eine abschreckende Wirkung auf die Meinungsfreiheit.

##### Pläne zur Umstrukturierung des politischen Systems
Erdoğan äußerte, die Republik Türkei mindestens bis zu ihrem hundertjährigen Bestehen im Jahr 2023[veraltet] regieren und grundlegend umstrukturieren zu wollen. Da das Militär nach dem Militärputsch 1980 an der aktuellen Verfassung mitgeschrieben hatte, sollte die Türkei eine neue Verfassung erhalten. Nach elf Jahren als Ministerpräsident plante er sich im Jahr 2014 zum Staatspräsidenten wählen zu lassen.

### Auslösende Ereignisse

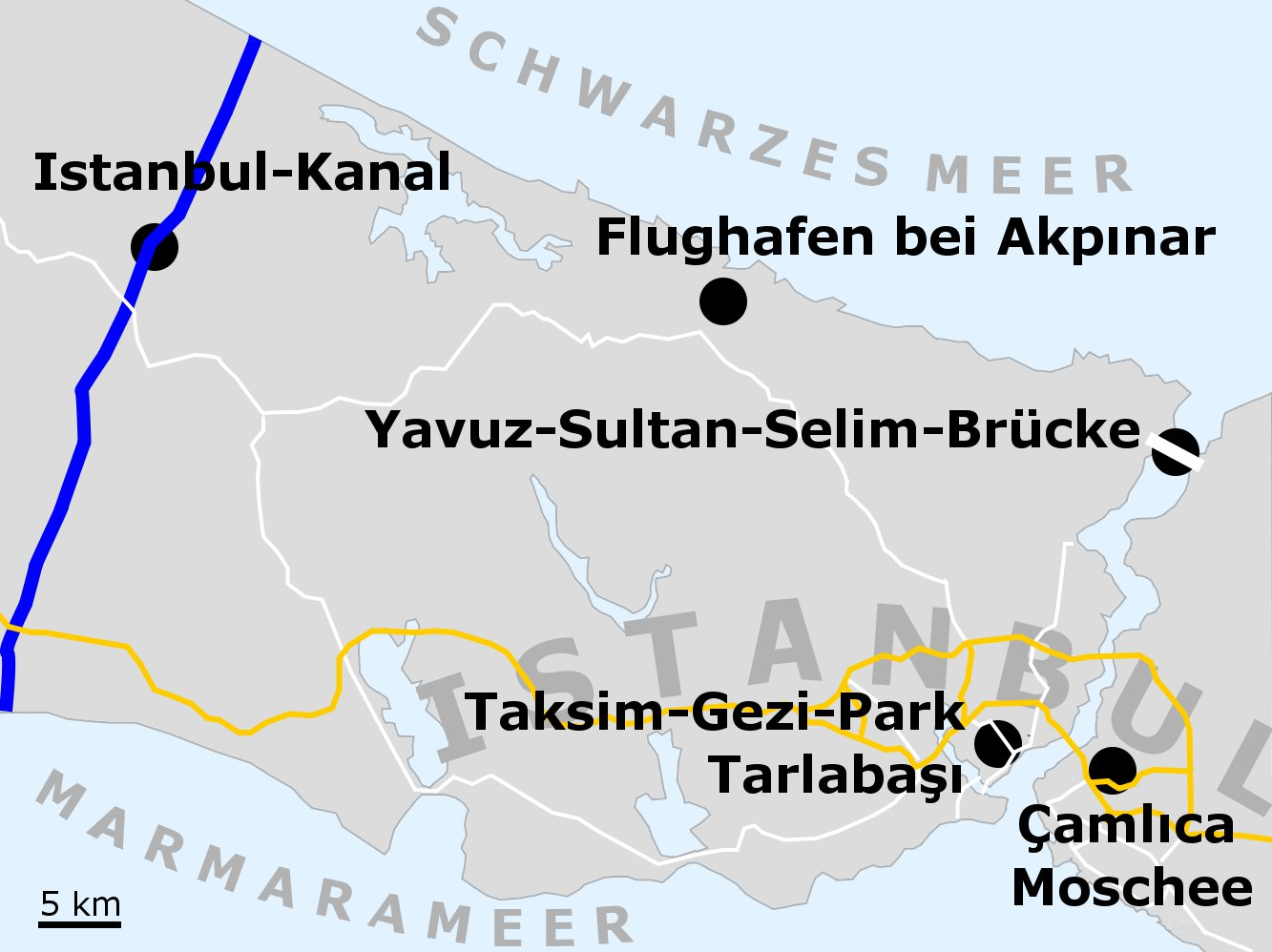
Großbauprojekte in der Region Istanbul gelten als auslösende Elemente der Proteste.

Als ursprüngliches Anliegen der Demonstrationen kann die Forderung nach Bürgerbeteiligung als Mittel zur
Bekämpfung von Korruption, von Rentenökonomie im Immobiliensektor und von sozial unverträglicher Gentrifizierung ganzer Stadtteile angesehen werden. Die AKP-Regierung wurde kritisiert, bei der Vergabe von Staatsaufträgen an Baufirmen oder bei der Besetzung von staatlichen Ämtern Personen mit religiös-konservativem Lebensstil zu bevorzugen, was die Verdrängungsängste säkular-liberaler Bevölkerungsteile verstärkte. Gigantische Bauprojekte wurden mit Vetternwirtschaft und Korruption in Verbindung gebracht.

#### Geplanter Umbau des Gezi-Parks

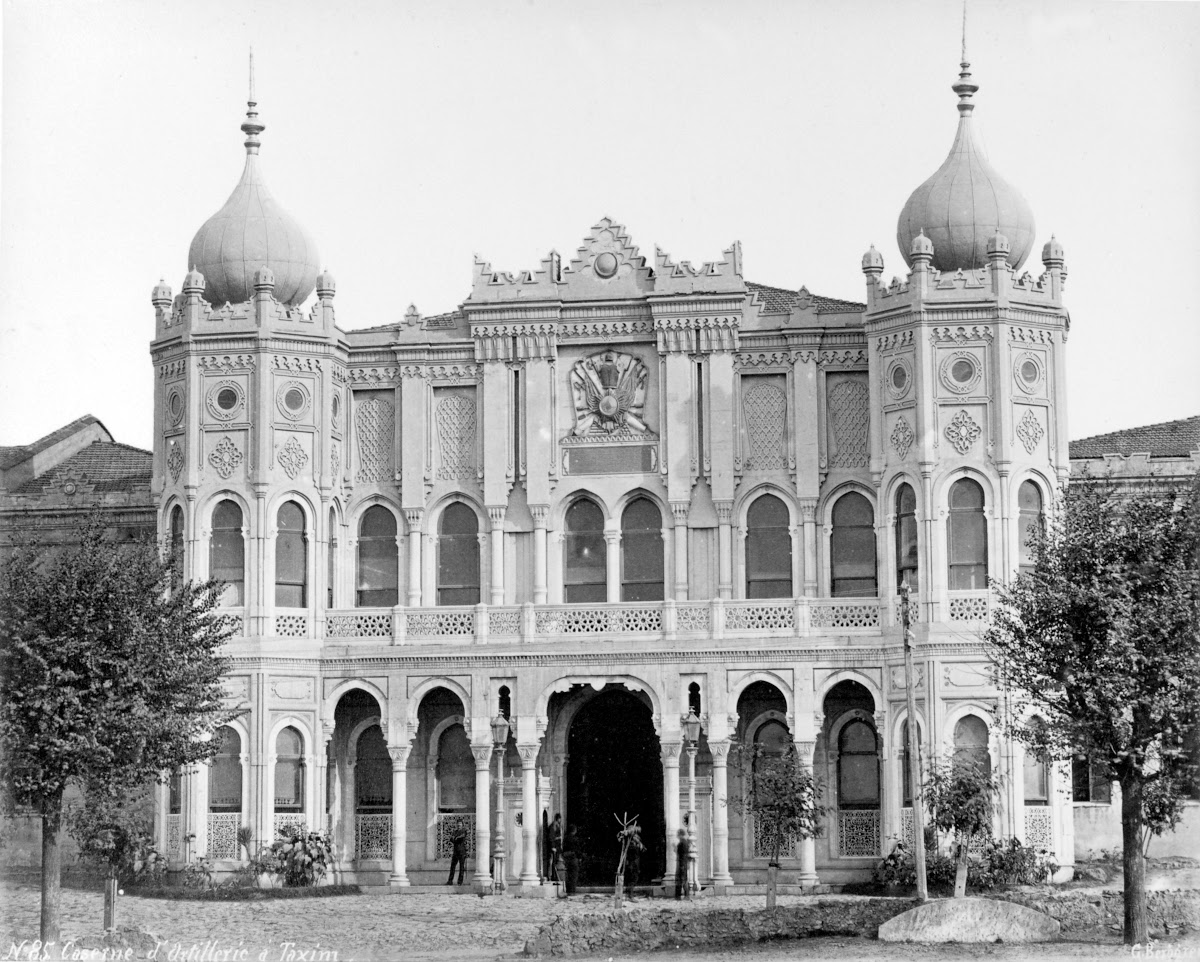
Das Einkaufszentrum soll die Fassade der 1940 abgerissenen Topçu-Kaserne bekommen.

Der Widerstand gegen die Umstrukturierung des Gezi-Parks geht auf zwei Jahre Arbeit der „Taksim-Solidaritätsgruppe“ zurück, die über 50 Gruppen umfasst – Berufsverbände, Vereine, Gewerkschaften, Ärzte- und Architektenvereinigungen und politische Gruppen. Die Gruppe stellt die geplanten Großbauprojekte einer dritten Bosporusbrücke, des dritten Istanbuler Flughafens, dreier Atomkraftwerke, hunderter Staudämme und Gentrifizierungsprojekte in den Städten der Türkei in Frage.
Es handelt sich beim Gezi-Park um eine der letzten verbliebenen Grünflächen mit Bäumen in der Innenstadt der türkischen Metropole. Dort soll ein Einkaufszentrum entstehen, dessen Fassade an die dort im Jahre 1940 abgerissene osmanische Topçu-Kaserne erinnern soll.[veraltet] Das Bauprojekt wurde von Ministerpräsident Erdoğan persönlich vorangetrieben.
Nach der gewaltsamen Räumung des Gezi-Parks durch die Polizei richteten sich die Proteste bald allgemein gegen die islamisch-konservative Regierung Erdoğan, der vor allem junge und liberale Türken Eingriffe in ihren persönlichen Lebensstil, aber auch religiöse Minderheiten diskriminierende Entscheidungen vorwerfen.

#### Einschränkung des Alkoholkonsums

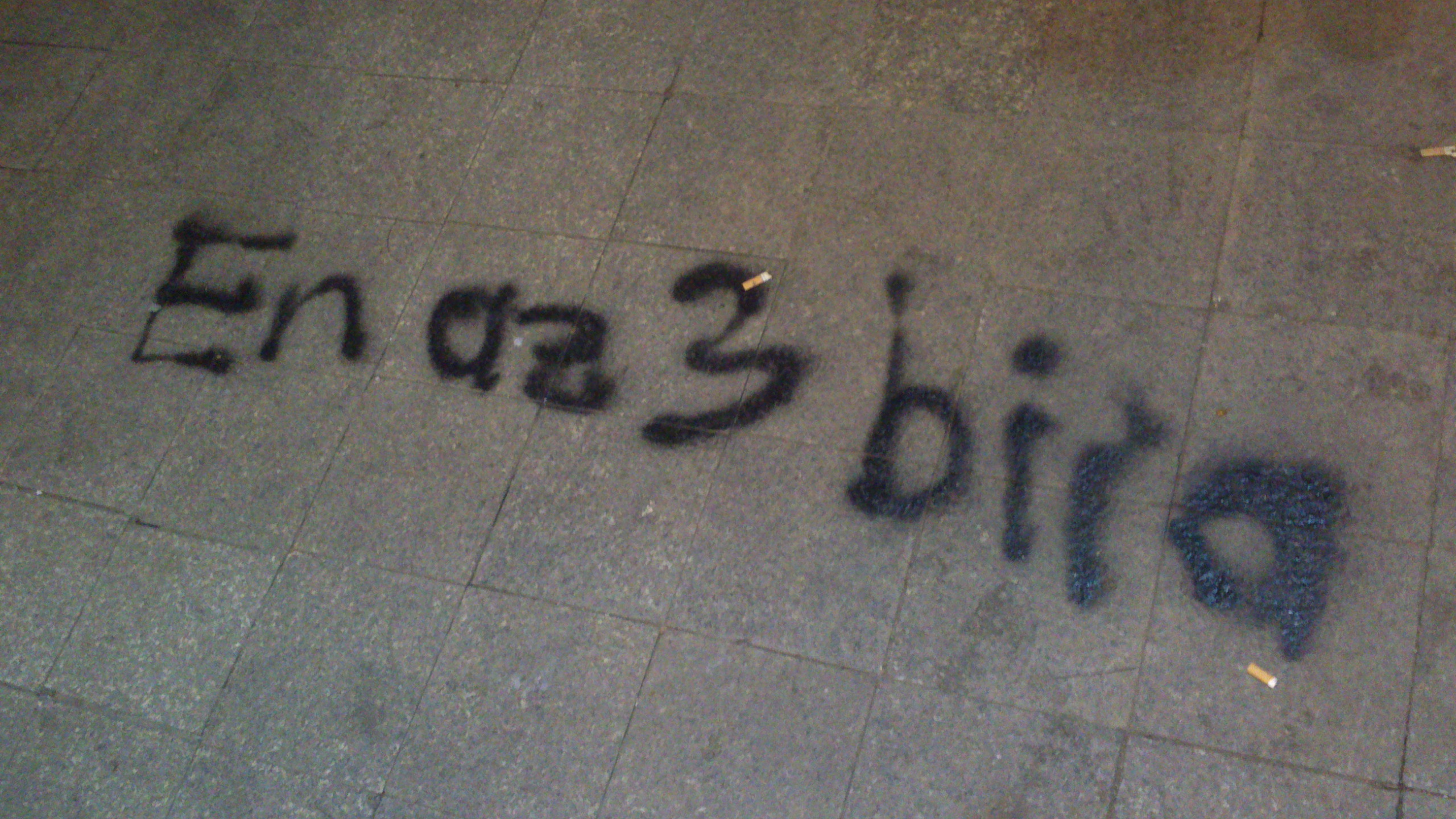
Mindestens drei Bier – Ein Graffito, das die Gesetzgebung Erdoğans zum Alkoholkonsum und die mindestens-drei-Kinder-Politik parodiert.

Ein neues Gesetz gegen den Ausschank von Alkohol wird von liberalen Türken als Symbol einer fortschreitenden Islamisierung der Türkei empfunden. In Bezug auf diese Debatte fragte Erdoğan im türkischen Parlament, ob „dem Gesetz zweier Säufer […] oder dem Gesetz Gottes“ zu folgen sei. Wen er damit meinte, ist unklar, jedoch wird vermutet, dass dies eine Anspielung auf den Staatsgründer Mustafa Kemal Atatürk und dessen Weggefährten İsmet İnönü war, da beide im Amt waren, als im Jahr 1926 das Alkoholverbot fiel.
Das Verbot bezieht sich auf den Verkauf von alkoholischen Getränken nach 22 Uhr und betrifft Restaurants, Bildungseinrichtungen, Raststätten und Stadien.

#### Geplante Änderungen in der Familienpolitik
Bei einer Rede in Konya forderte Erdoğan: „Es sollten mehr als drei [Kinder] sein, nicht weniger“. Im Juni 2012 erklärte er, sein Ziel sei ein Bevölkerungswachstum von 75 auf 90 Millionen Einwohner der Türkei bis zu deren 100-jährigem Bestehen. Daher äußerte er, „jede türkische Familie möge mindestens drei, besser noch fünf Kinder haben“.
Erdoğan kündigte ursprünglich an, bis Ende Juni 2013 die bisher geltende Fristenregelung in Bezug auf Abtreibungen in der Türkei ändern zu wollen. Diese sollen nur noch bis zur vierten Schwangerschaftswoche und nur in medizinischen Notfällen erlaubt sein. Auch Schwangerschaftsabbrüche nach Vergewaltigungen sollten nach Ansicht einiger AKP-Politiker verboten werden. Zudem soll die Zahl der Kaiserschnitte reduziert werden. Erdoğan bezeichnete sie als Hindernis für das nötige Bevölkerungswachstum. Erdoğan bezeichnete zudem Homosexualität als Widerspruch zur Kultur des Islam. Am 21. Juni 2012 gab der stellvertretende AKP-Fraktionsvorsitzende Canikli bekannt, diese von Erdoğan angekündigten Gesetzesänderungen zu Schwangerschaftsabbrüchen würden nicht ins Parlament eingebracht. Erdoğan propagiert – auf Risiken einer alternden Gesellschaft verweisend – weiterhin mindestens drei Kinder pro Familie.

#### Neue Bauvorhaben

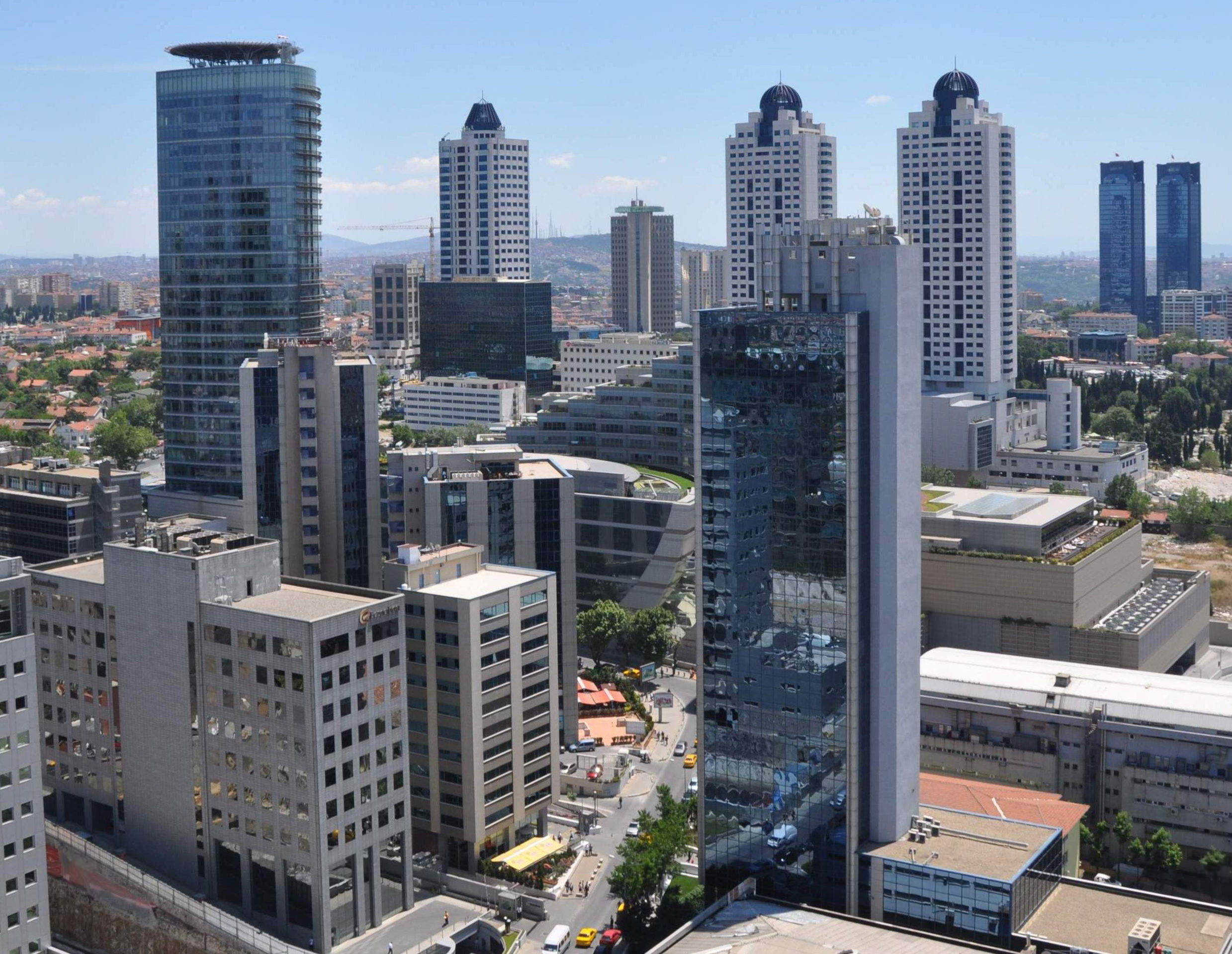
Der Levent Business District, ist einer der wichtigsten Finanzplätze der Türkei.

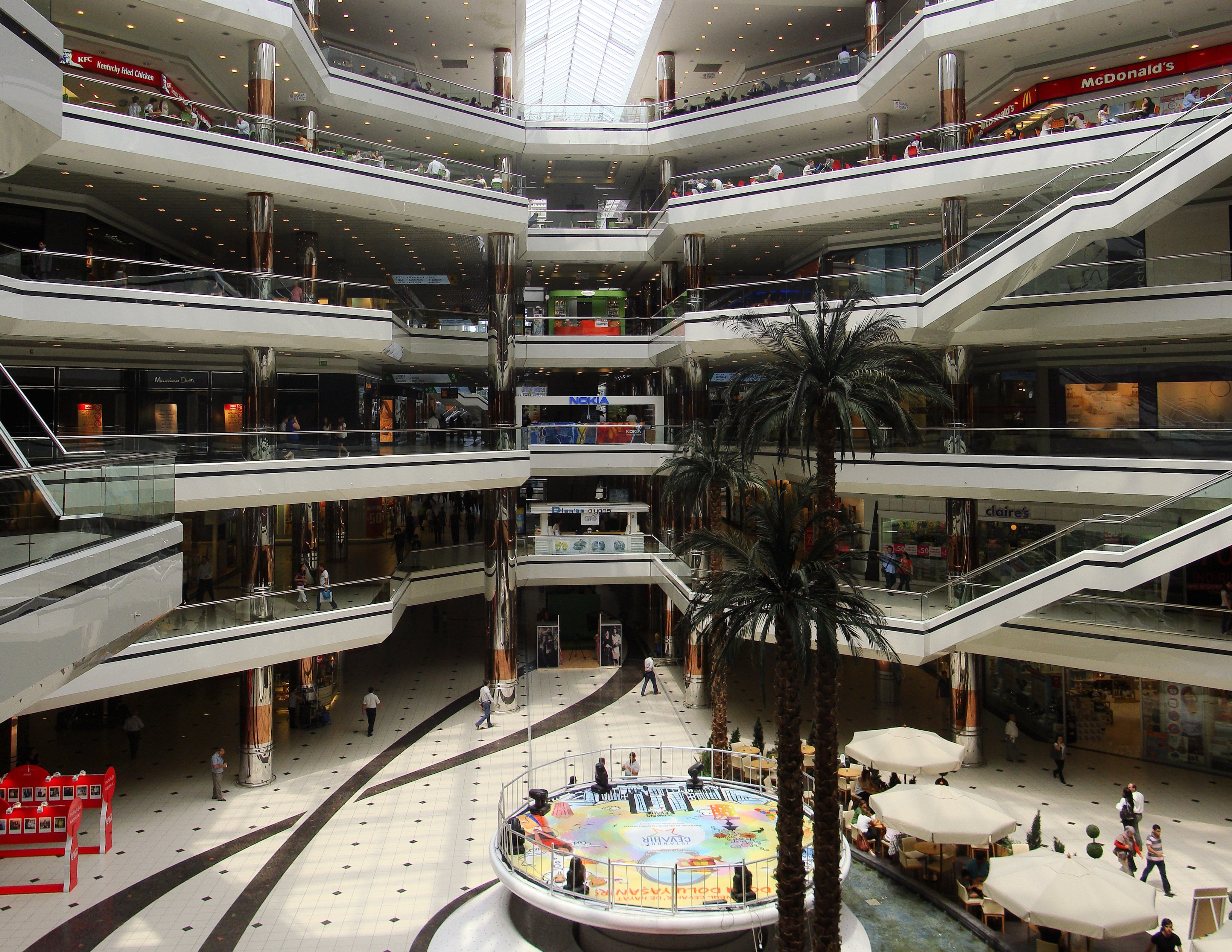
Die Cevahir Shopping Mall in Istanbul war 2013 das zweitgrößte Einkaufszentrum Europas.

Der Bau von Einkaufszentren ist zu einem Markenzeichen der seit über zehn Jahren regierenden Partei von Ministerpräsident Erdoğan geworden. Opponenten kritisieren diese und die Vielzahl neuer Einkaufszentren im ganzen Land, insbesondere in Istanbul. Laut einem Bericht einer Vereinigung türkischer Immobilienagenturen ist bis 2015 in der Türkei der Bau von 100 neuen Einkaufszentren geplant; mehr als 80 davon sollen in Istanbul und Ankara gebaut werden, obwohl Fachleute warnen, dass der Markt in den beiden Städten bereits übersättigt sei. Die Zeitung Hürriyet berichtete, allein in Istanbul hätten in jüngster Zeit elf Einkaufszentren mangels Nachfrage geschlossen werden müssen. Dazu kommen umstrittene Großbauprojekte wie etwa eine dritte Autobahnbrücke über den Bosporus, die Yavuz-Sultan-Selim-Brücke. Mit einer Länge von 1408 Metern soll sie die längste Brücke zwischen Europa und Asien werden. Zum Bau dieser Brücke sollen auf beiden Seiten des Bosporus wichtige Waldgebiete, die unter anderem der Versorgung mit Trinkwasser dienen, durchschnitten und zu Bauland werden. Erdoğan äußerte den Wunsch, die Bauarbeiten bereits fünf Monate früher als geplant, also am 29. Mai 2015, zu vollenden. Damit fiele der Tag der Einweihung nicht – wie ursprünglich geplant – auf den Tag der Republikgründung 1923, sondern auf den Jahrestag der Eroberung Konstantinopels. Die Brücke wurde von Erdoğan nach dem osmanischen Sultan Selim I. benannt, auf dessen Befehl zehntausende Mitglieder der religiösen Minderheit der Aleviten verfolgt und getötet worden sind und dem deshalb der Beiname „Der Grausame“ verliehen wurde.
Schon im April 2013 kam es zu Protesten und Demonstrationen vornehmlich der Kulturszene gegen den Abriss des Emek-Kinos im Gebäudekomplex des Cercle-d’Orient-Hauses. Dieses traditionsreiche Gebäude und der Filmsaal, in dem 23 Jahre lang das International Istanbul Film Festival abgehalten wurde, sollen ebenfalls einem Einkaufszentrum weichen. Kritiker sehen hier generell eine Politik der Stadterneuerung, die bevorzugt Baudenkmale des Kemalismus und der Verwestlichung aufs Korn zu nehmen scheint. Ihre Fortsetzung fanden diese Ereignisse in der Kontroverse um den Gezi-Park.
Die Proteste richten sich ferner gegen den Bau des dritten Flughafens Istanbul, der zum größten Luftverkehrsdrehkreuz der Welt werden soll, und gegen einen „zweiten Bosporus“, den Istanbul-Kanal.
Die Çalık Holding, eine türkische Aktiengesellschaft, die von Ahmet Çalık, einem „enge[n] Freund Erdoğan[s]“, geleitet wird, wurde beauftragt, historische Stadtteile Istanbuls abzureißen und „im kitschig-luxuriösen Stil des modernen Islam“ wieder aufzubauen. Im Vorstand von Çalık Holding sitzt Erdoğans Schwiegersohn Berat Albayrak. Erdoğan wird Korruption und fehlende Verantwortung vorgeworfen. Cengiz Aktar, führender Fachmann der türkischen Beziehungen zur Europäischen Union, äußerte, dass „Erdoğan denkt, er habe das Recht, mit öffentlichen Geldern nach Belieben umzugehen, da er in demokratischen Wahlen 50 % der Stimmen erhalten hat“.

### Historischer Symbolwert des Taksim-Platzes

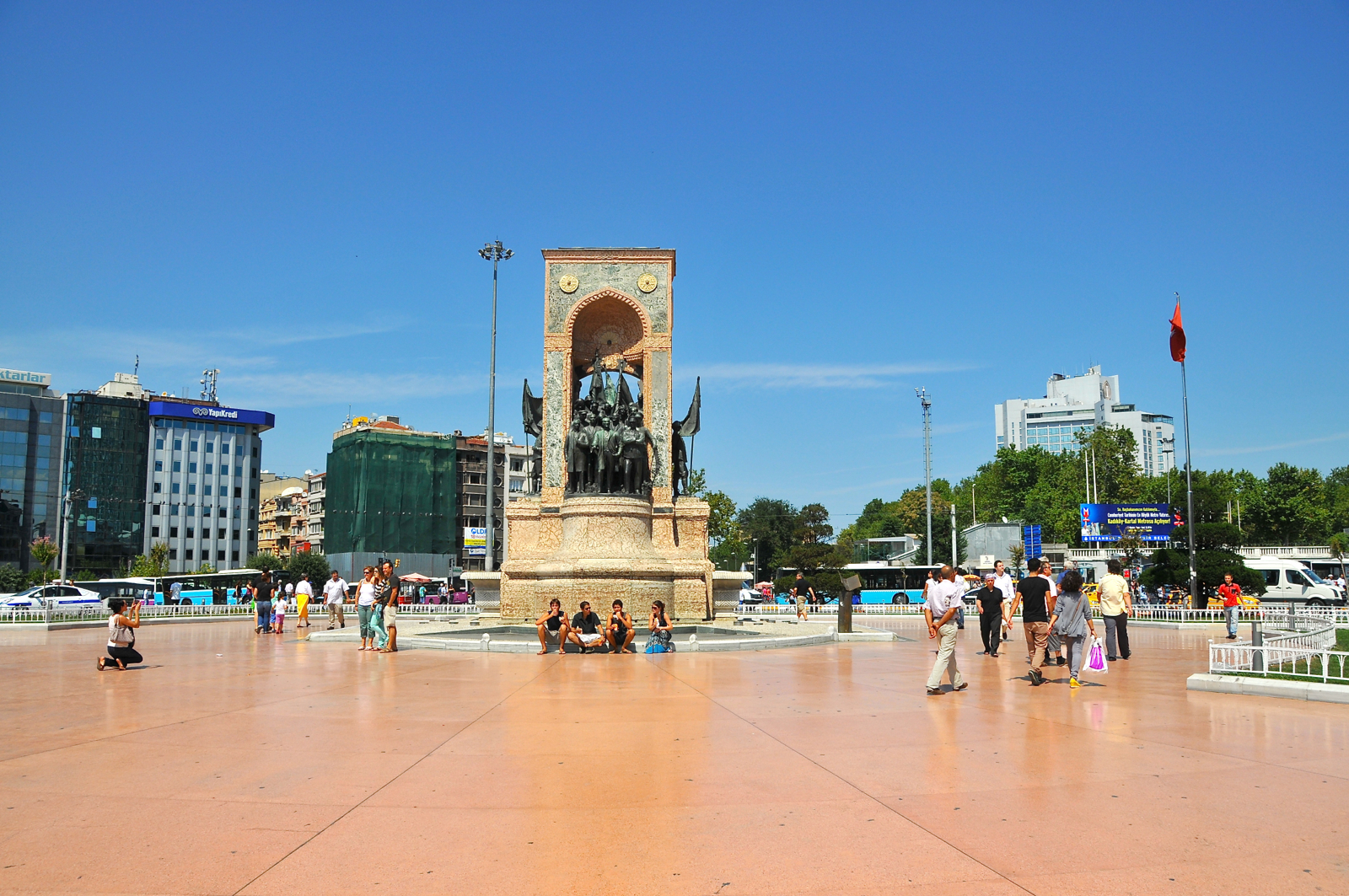
Der Taksim-Platz mit dem Denkmal der Republik in dessen Mitte.

Der Taksim-Platz hat insbesondere für Gewerkschaften und linksgerichtete politische Gruppen eine lange Tradition als Symbol des „Staatsterrors“.
So wird besonders die Erinnerung an das Taksim-Massaker vom 1. Mai 1977 als Blutiger 1. Mai (türkisch Kanlı 1 Mayıs) gepflegt, als am Taksim-Platz Unbekannte von den Dächern umstehender Gebäude auf die Gewerkschafter schossen und 36 von ihnen durch Schüsse und in der ausbrechenden Panik auf dem überfüllten Platz getötet wurden. Seit 1977 herrschte daraufhin am Taksim-Platz Demonstrationsverbot.
Am 1. Mai 2013 wurde die 17-jährige Schülerin Dilan Alp während der 1.-Mai-Feier in Istanbul schwer verletzt, als Sicherheitskräfte sich über den ganzen Tag hinweg Schlachten mit Protestteilnehmern lieferten, die den Taksimplatz trotz des offiziellen Verbots erreichen wollten. Es tauchten Videos auf, die die Schülerin bewusstlos am Boden mit dem Kopf neben einer rauchenden Tränengasbombe zeigten. Die Polizei hatte Alp, die versuchte einer Polizeisperre zu entkommen, einen Tränengaskanister in den Kopf geschossen. Die Abgeordneten der pro-kurdischen Partei BDP Sırrı Süreyya Önder und Sebahat Tuncel besuchten die Schülerin im Taksim-Notfall-Krankenhaus, wo sie operiert wurde, und Önder gab an, Alp befinde sich in kritischem Zustand, die Polizei habe Tränengaskanister als Projektile verwendet und Staatsterrorismus ausgeübt. Die Polizeibehörde habe dagegen – so Önder – behauptet, Alp sei von einer Treppe gefallen. Gencer Özcan, Leiter der politikwissenschaftlichen Fakultät der Istanbuler Bilgi-Universität, sah die 1.-Mai-Demonstration 2013 am Taksim-Platz bereits als Beginn der Unruhen in der türkischen Bevölkerung an: „Die Regierung hat die Maidemonstration am Taksim-Platz verboten, die für die linksorientierte politische Bewegung von symbolischer Natur ist. Die Regierung hat den gesamten öffentlichen Transport in der Stadt gestoppt. Die Polizisten sind schon damals sehr gewaltsam gegen die Demonstranten vorgegangen“.
Nach Meinung von Yaşar Aydın, Türkeiexperte der SWP, besitzt der Taksim-Platz neben seinem großen Symbolwert für Linke, Liberale und Gewerkschaftler durch das Taksim-Massaker auch eine hohe Bedeutung für säkulare Liberale, weil er an Szene-Viertel mit vielen nahegelegenen Lokalen, Cafés und die westlich geprägte Wohngegend Harbiye im Südosten des Stadtbezirks Şişli grenzt.

## Verlauf der Ereignisse

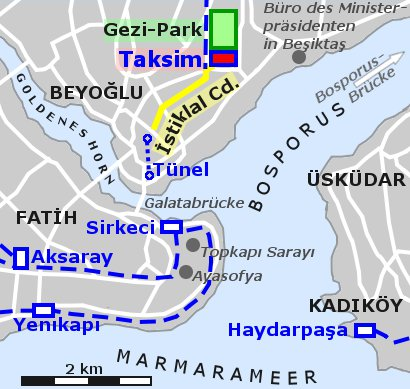
Lage von Gezi-Park (grün), Taksim-Platz (rot) und Unabhängigkeitsstraße (gelb) in Istanbul

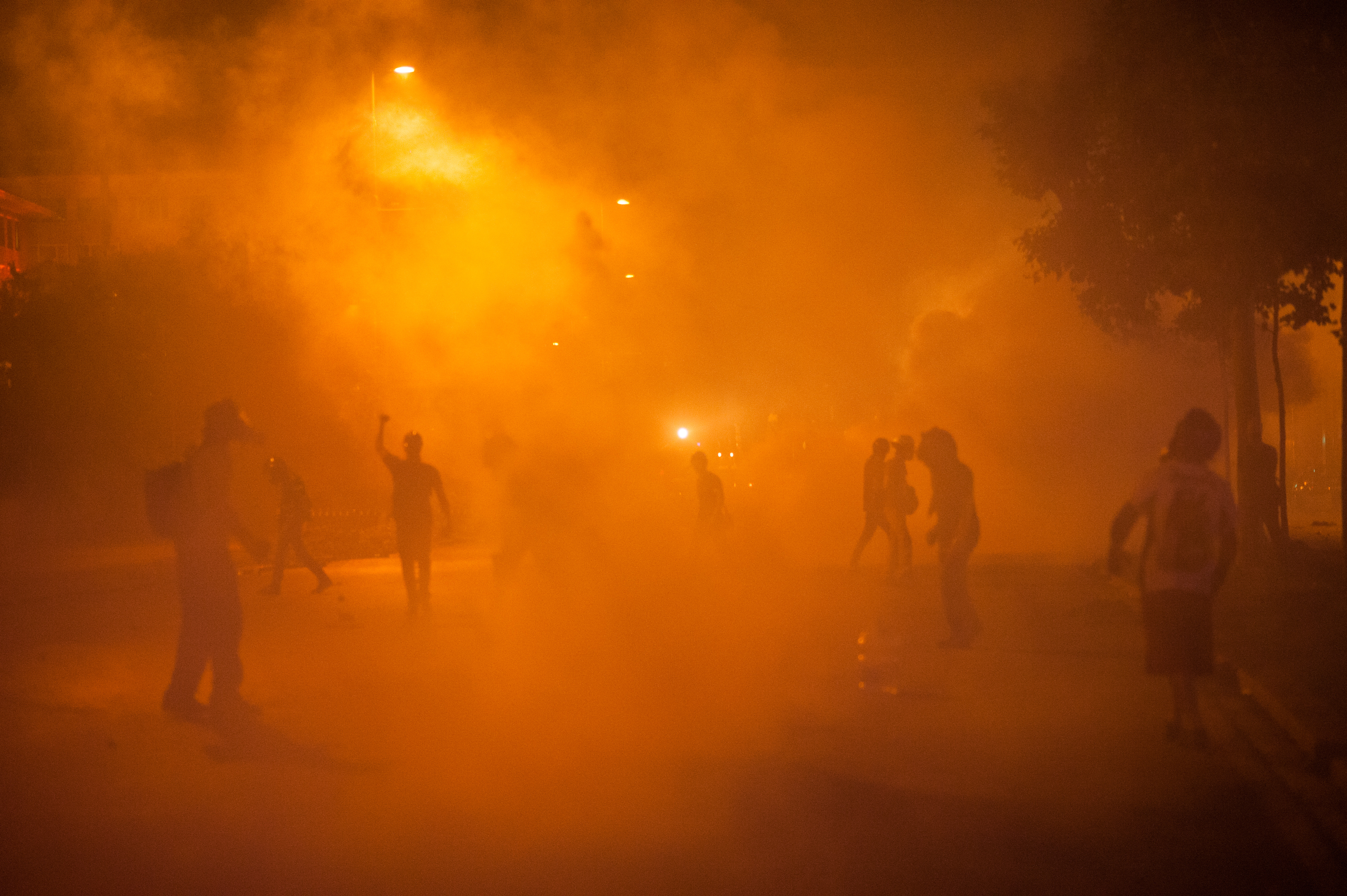
Demonstranten in Tränengasschwaden

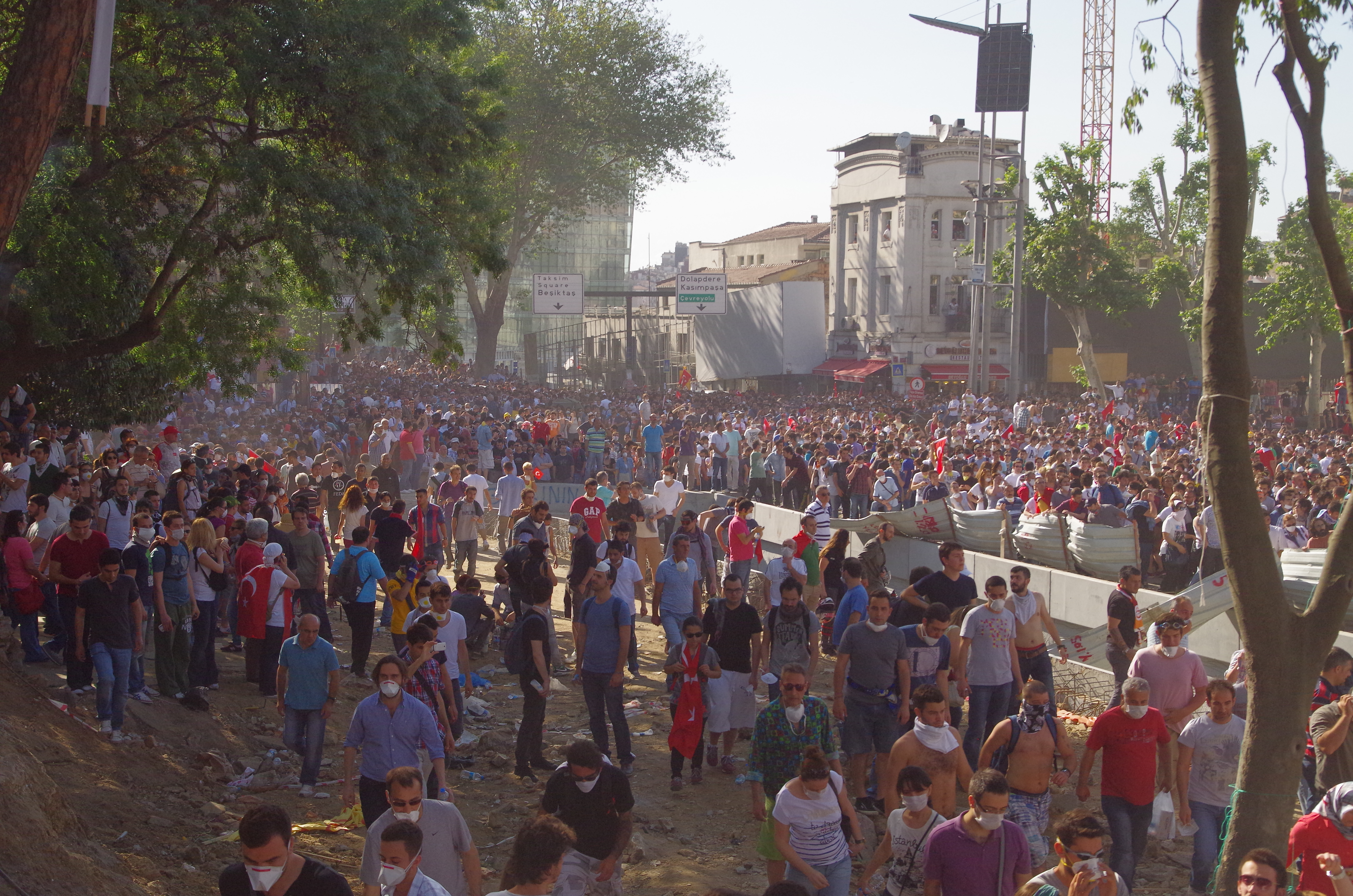
Proteste im Gezi-Park

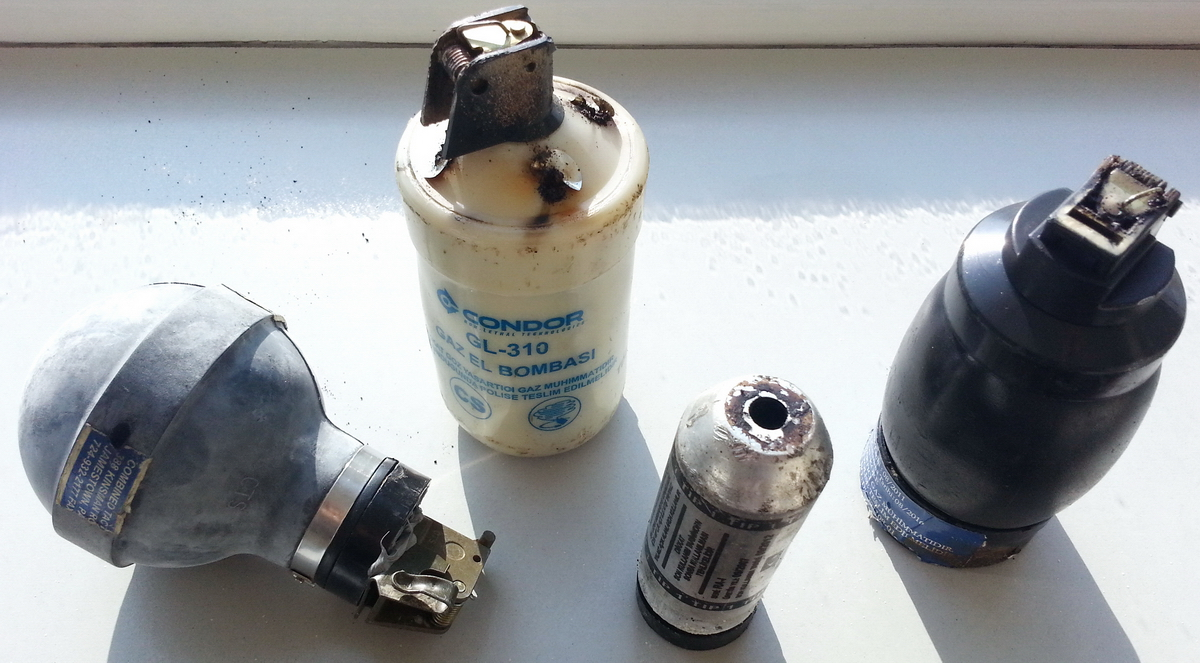
Gasgranaten und -patronen, wie sie gegen die Aktivisten eingesetzt wurden

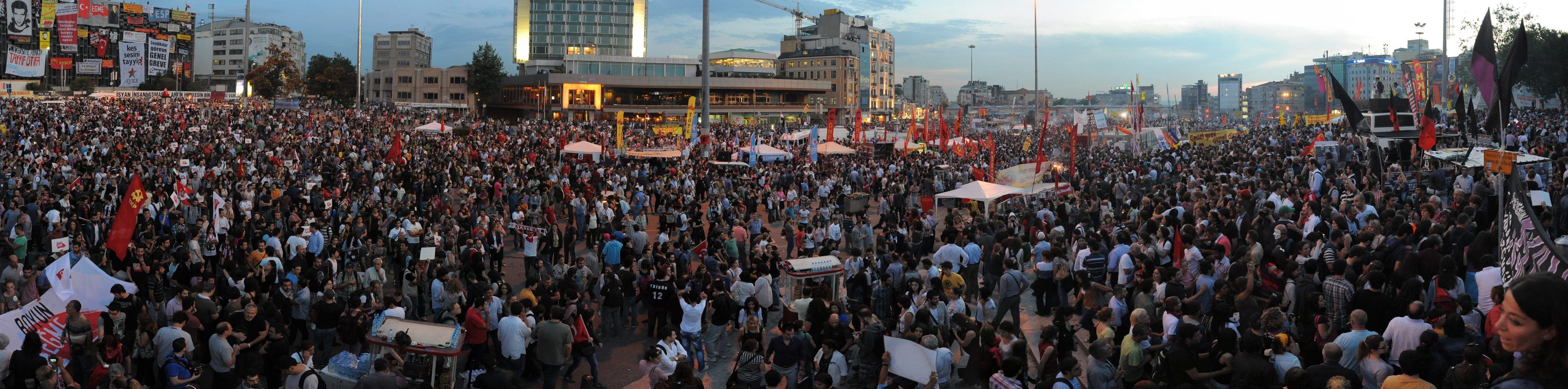
Von Demonstranten eingenommener Taksim-Platz – knapp eine Woche vor seiner gewaltsamen Räumung vom 11. und 12. Juni.

- 27. Mai: In Istanbul fahren erste Bulldozer zur Entwurzelung von Bäumen im Gezi-Park am Taksim-Platz vor. Es kommt zu einer Kundgebung von Mitgliedern der Initiative „Solidarität mit dem Taksim-Platz“ im Gezi-Park[107][108] und zu Zusammenstößen mit der Polizei. Ein Protestcamp wird gewaltsam geräumt.[51]
- 28. Mai: In Istanbul solidarisiert sich der BDP-Abgeordnete Önder mit der Gezi-Initiative[107] und nutzt seine parlamentarische Immunität, um die Bulldozer zu blockieren.[108] Die Polizei führt einen Tränengaseinsatz durch. Das Bild einer vom Tränengaseinsatz betroffenen Frau („Lady in red“) wird zu einem Symbol der Protestbewegung.[107][108]
- 29. Mai: Über soziale Netzwerke verbreitet sich der Aufruf „occupy Gezi“ schnell. In Istanbul wachsen die Protestgruppen am Gezi-Park.[107]
- 30. Mai: In Istanbul widersetzen sich erneut Aktivisten der Baumentwurzelung. Am Abend versammeln sich bereits geschätzte zehntausend Demonstranten im Gezi-Park und am Taksim-Platz.[107][108] In Ankara versammeln sich erste Gruppen in Solidarität mit den Protesten aus Istanbul.[107] Während einer Auftaktveranstaltung für die dritte Bosporusbrücke weist Ministerpräsident Erdoğan die Proteste gegen die Bauprojekte zurück.[108]
- 31. Mai: Beim Polizeieinsatz in Istanbul erleiden Hunderte Personen durch Tränengas und Wasserwerfer Verletzungen,[107] darunter auch drei Reporter von Birgün, Reuters und Hürriyet Daily News.[108] Am Taksim-Platz erleidet die in Deutschland lebende, 34-jährige Türkin Lobna Allamii durch eine Tränengasgranate eine lebensbedrohliche Kopfverletzung[109][110][111][112] fällt für mehr als drei Wochen ins Koma[112] und gewinnt die Fähigkeit zum Sprechen nach Erwachen aus dem Koma nicht zurück.[113][114] Bilder und Videos der bewusstlosen und schwer verletzten Frau kursieren rasch in den Medien und rufen starke Resonanz hervor.[109][115][116] Am Abend halten sich geschätzte 100.000 Menschen im Bezirk Beyoğlu auf, doch sperrt die Polizei die Straßen zum Taksim-Platz ab und versucht die Menge aufzulösen.[108] Zehntausende fordern am Taksim-Platz den Rücktritt der Regierung.[51] In den folgenden Stunden erfasst die Protestwelle weitere Bezirke Istanbuls wie Beşiktaş und Kadıköy sowie weitere türkische Städte wie Ankara und Izmir.[51][108]
- 1. Juni: In den frühen Morgenstunden marschiert eine Menge über die Bosporus-Brücke von der asiatischen auf die europäische Seite Istanbuls. Erdoğan verteidigt die Polizeieinsätze und fordert die Menschen auf, die Proteste zu beenden, doch setzen Hunderttausende Demonstranten in 40 türkischen Städten die Proteste fort.[108] Die Polizei zieht sich in Istanbul am Nachmittag nach schweren Zusammenstößen zurück. Zehntausende Demonstranten ziehen jubelnd durch die Straßen und fordern den Rücktritt Erdoğans.[51] Die Zusammenstöße setzen sich in Beşiktaş sowie in heftiger Form in Ankara und Izmir fort.[108] In Ankara wird der 26-jährige Ethem Sarısülük während der Proteste durch Kopfschuss von einem Polizisten tödlich verletzt.[117] Ein virales Video verbreitet sich über die sozialen Medien in der Türkei, das die Szene der Erschießung Sarısülüks zeigt.[118] Bereits sechs Personen haben ihr Augenlicht verloren, weil sie von Tränengasgranaten getroffen wurden.[119] Laut Innenminister Güler wurden 1730 Personen bei 235 Protests in 67 Städten festgenommen.[108] In mehreren deutschen Städten versammeln sich Tausende Demonstranten zu Solidaritätskundgebungen.[51]
- 2. Juni: In Eskişehir wird der 19-jährige Student Ali İsmail Korkmaz auf der Flucht vor dem Polizeieinsatz während einer Demonstration von einer Gruppe unbekannter Täter tödlich verletzt. In Istanbul wird der 21-jährige Mehmet Ayvalıtaş von einem in eine Gruppe von Demonstranten fahrenden Auto tödlich verletzt.[117] In Ankara und weiteren türkischen Städten werden bei Protesten fast 1000 Menschen festgenommen. Im Internet kursieren Videos, die die Misshandlungen friedlicher Demonstranten von der Polizei zeigen. Auch international wird die Härte der Einsätze kritisiert.[51] Erdoğan tritt eine viertägige Auslandsreise an,[51] nachdem er erneut die Polizeieinsätze verteidigt hat.[108]
- 3. Juni: In Istanbul tritt im Bezirk Beşiktaş Ruhe ein, nachdem die Fangruppe Çarşı des Fußballvereins Beşiktaş mit der Polizei eine „Waffenruhe“ eingegangen ist.[108] Doch in Ankara, Izmir und Antakya setzen sich schwere Proteste fort[108] und es kommt zu Straßenkämpfen von Polizei und Demonstranten.[51] In Antakya wird der 22-jährige Abdullah Cömert während der dortigen Proteste durch zwei Schläge auf den Kopf tödlich verletzt.[117] In Izmir greifen Protestteilnehmer ein AKP-Büro mit Brandsätzen an.[51] Bei den Konflikten am 2. und 3. Juni wurden zusammen rund 3200 Menschen verletzt.[120] In verschiedenen Städten Deutschlands werden in diesen Tagen dauerhafte und ständige Mahnwachen in Solidarität mit den Protesten in der Türkei organisiert.[121][122][123][124][125]
- 4. Juni: Die Proteste erfassen bereits 77 der 81 Provinzen. Inzwischen ist der Tod von zwei Personen bekannt geworden. Mitglieder des Gewerkschaftsbundes KESK gehen vorübergehend in den Streik. Istanbul erlebt die vierte Nacht in Folge mit gewaltsamen Auseinandersetzungen.[51] Der stellvertretende Ministerpräsident Arınç entschuldigt sich für die übertriebene Polizeigewalt und gibt eine Anzahl von 244 verletzten Polizisten und 60 Demonstranten an, während die Ärztevereinigung TTB bereits von 4177 verletzten und zwei getöteten Menschen spricht. Spät in der Nacht kommt es zu schweren Protesten im ostanatolischen Tunceli, worauf die Polizei Militärhilfe aus Antakya in Anspruch nimmt.[108]
- 5. Juni: In Ankara, Rize und Tunceli setzen sich Zusammenstöße fort.[108] In Adana verletzt sich der Polizeikommissar Mustafa Sarı beim Sturz von einer im Bau befindlichen Brücke tödlich.[108][117] Die Anzahl der bekannten Verletzten liegt inzwischen bei rund 4350.[126] Ärzte bestätigen den Hirntod von Ethem Sarısülük.[108]
- 6. Juni: Die Festnahme von sieben Ausländern bei den Protesten in Istanbul und Ankara wird bekanntgegeben. Die Anzahl der bekannten Toten wird inzwischen mit vier angegeben,[51] nachdem der Tod Ethem Sarısülüks von einem Vertreter der TTB verkündet worden war,[127][128] was teilweise nachträglich korrigiert wird.[127][129][130] Die Anzahl der bekannten Verletzten erhöht sich innerhalb eines Tages bis zum Abend nochmals um über 400 auf nun fast 4800.[126][131]
- 7. Juni: Erdogan spricht den Demonstrationen nach Rückkehr von seiner Auslandsreise ihre demokratische Legitimität ab und fordert ihr sofortiges Ende.[51]
- 8. Juni: In Istanbul schließen sich Zehntausenden Fans verschiedener Fußballvereine den Protesten an.[108][132]
- 10. Juni: In Ankara interveniert die Polizei im Kuğulu-Park und später in der Nacht gegen die Menge, die versucht zum Kızılay-Platz vorzudringen.[108]
- 11. Juni: In Istanbul stößt die Polizei zehn Tage nach ihrem Rückzug wieder auf den Taksim-Platz vor und liefert sich schwere Auseinandersetzungen mit Demonstranten.[108][132] Die Verletzten-Statistik der TTB gibt mit Bearbeitungsstand des Vortages eine Gesamtzahl an Verletzten von rund 5000 und – erstmals – an Toten von „vier“ an.[133] Dass es sich bei dem vierten Toten um Ethem Sarısülük handelt, benennt die Statistik erst einige Tage später.[134]
- 12. Juni: In Istanbul räumt die Polizei morgens gewaltsam den Taksim-Platz. In Istanbul erleiden über 70 Personen Kopfverletzungen, eine Person erleidet eine durch ein Schädeltrauma ausgelöste Gehirnblutung, eine Person verliert ein Auge. Vom 10. bis zum 12. Juni kommt es in Istanbul zu 2500 weiteren Verletzten.[135]
- 14. Juni: Nach vielen widersprüchlichen Meldungen berichtet die Presse am 14. Juni vom Tod Ethem Sarısülüks. Die Anzahl der Toten wird in der Presse teilweise auf fünf beziffert, ohne dass ein fünfter Name genannt wird.[132][136] Nach Angaben der TTB ist nun der Tod von vier Personen bekannt.[134][137]
- 15. Juni: In Istanbul wird der Gezi-Park trotz Anwesenheit von vielen Touristen und Familien mit Kindern gewaltsam durch Ordnungskräfte geräumt.[138] Ärztliche Hilfe für verletzte Menschen wird laut TTB von der Polizei vollständig blockiert.[139]
- 16. Juni: In Istanbul-Kazlıçeşme tritt Erdoğan vor Hunderttausenden Unterstützern seiner Politik auf.[108] In Ankara kommt es im Zuge der Beerdigung von Ethem Sarısülük zu heftigen Auseinandersetzungen mit den Sicherheitskräften.[140][141][142][143] In Ankara und Istanbul sollen allein an diesem Tag hunderte Menschen festgenommen worden sein.[144][145] In Istanbul wird der Teenager Berkin Elvan von einer Tränengaspatrone lebensgefährlich am Kopf verletzt.[32][146][147][148] An den Folgen der Verletzung stirbt Elvan nach einem monatelangen Koma im März 2014.[149] Allein in Istanbul erleiden mindestens 20 Menschen Verbrennungen durch das Wasser der Wasserwerfer,[147] dem zuvor eine Chemikalie beigemischt worden war.[150]
- 18. Juni: Ausgehend vom Istanbuler Stadtbezirk Beşiktaş bilden sich in der folgenden Zeit in verschiedenen Städten allabendlich stattfindende Parkforen, in denen sich die Protestbewegung nach der Räumung des Gezi-Parks in dezentralisierterer Form berät.[151][152][153][154][155]
- 20. Juni: Die Polizei räumt die in Solidarität zu den Gezi-Park-Protesten errichteten Protestzelte auf dem Gündoğdu-Platz in Izmir.[108]
- 22. Juni: In Istanbul räumt die Polizei in der Nacht auf den 23. Juni erneut gewaltsam den Taksim-Platz.[156][157] In Köln protestieren auf Einladung der alevitischen Gemeinde Zehntausende gegen die türkische Regierung.[158][159] Vom 20. Juni bis zum 24. Juni steigt die Anzahl der bekannten Verletzten vor allem durch die Vorfälle in Istanbul um etwa 200 und beträgt nun rund 8040.[160][161] Nachdem dem Wasser der Wasserwerfer vermutlich Reizgas beigemischt wurde,[150] erleiden am 22. Juni in Istanbul acht Menschen Verbrennungen zweiten Grades durch Einwirkung von Substanzen im Wasser der Wasserwerfer.[161]
- 24.–27. Juni: In Ankara-Dikmen kommt es zu täglichen Protesten und zu Auseinandersetzungen mit der Polizei,[22] nachdem der Polizist, der der Tötung Ethem Sarısülüks beschuldigt wird, aus der Untersuchungshaft entlassen wurde.[162]
- 28. Juni: In Istanbul und anderen Orten kommt es zu Solidaritätsaktionen, nachdem in der Provinz Diyarbakır der 18-jährige, ethnisch kurdische Demonstrant Medeni Yıldırım bei Auseinandersetzungen mit der Gendarmerie getötet worden war.[163]
- 7. Juli: In Istanbul-Kadıköy besuchen Hunderttausende das gegen den Polizeieinsatz gerichtete, erste Gazdanadam festivali.[164][165] In Düsseldorf kommen 25.000 Menschen zu einer Pro-Erdoğan-Kundgebung zusammen.[166]
- 8. Juli: In Istanbul wird der Gezi-Park erstmals seit dem 15. Juni vorübergehend wieder geöffnet.[167][168] In Istanbul wird erneut ein Teenager, Mustafa Ali Tombul, von einer Tränengasgranate lebensgefährlich am Kopf verletzt und schwebt wochenlang in Lebensgefahr.[169][170]
- 10. Juli: Die Anzahl der bekannten Toten erhöht sich durch den Tod von Ali İsmail Korkmaz auf fünf.[33][117] Die Problematik um die Tötung des 19-jährigen Studenten vom 2. Juni in Eskişehir und um den Stand der Ermittlungen dominiert für Tage die öffentliche Debatte in der Türkei und schürt landesweite Proteste,[171] denen von der Polizei teilweise mit brutaler Härte begegnet wird.[172]
- 12. Juli: In Antakya-Armutlu erleidet eine Person durch eine Tränengasgranate ein lebensbedrohliche Kopfverletzung, kann aber durch Behandlung auf der Intensivstation stabilisiert werden.[169][173]
- 14. Juli: In Ankara-Dikmen wird der 35-jährige Aydın Ay von einer Tränengasgranate am Kopf getroffen und erleidet eine lebensbedrohliche Gehirnblutung.[169]
- 9. September: In Antakya-Armutlu wird Medienberichten zufolge bei einer Solidaritätsdemonstration, mit der gegen den Bau einer Schnellstraße durch einen Campusforst der Technischen Universität des Nahen Ostens (ODTÜ) in Ankara protestiert und zugleich des Todes des Demonstranten Abdullah Cömert gedacht werden sollte, in der Nacht auf den 10. September der 22-jährige Ahmet Atakan tödlich verletzt.[36][174][175] Während Verwandte zunächst als Ursache der Verletzung Beschuss durch Tränengas-Kartuschen angeben, streitet die Polizei dies ab und gibt einen Sturz von einem Dach als tödliche Verletzungsursache an.[35][36][37][176]

## Tote und Verletzte

### Todesfälle

#### FIDH-Bericht von Mai 2014
Ein Jahr nach dem Beginn der Gezi-Park-Proteste erschienener Bericht der Menschenrechtsorganisation Fédération internationale des ligues des droits de l’Homme (FIDH), der unter anderem auf Angaben der Türkiye İnsan Hakları Vakfı (TİHV) und des İnsan Hakları Derneği (İHD) beruht, fasste die Angaben zu Toten und Verletzten zusammen.
Als Verstöße gegen das Recht auf Leben führte Polizeigewalt laut dem FIDH-Bericht von Mai 2014 zum Tod von sechs Demonstranten:
| Name und Alter          | Todes-Datum       | Ort des Vorfalls    | Todesumstände |
| ----------------------- | ----------------- | ------------------- | --- |
| Mehmet Ayvalıtaş (21)   | 2. Juni 2013      | Ümraniye (Istanbul) | Er starb nach Zusammenstoß mit einem Auto, das am 2. Juni 2013 in eine Menge von Demonstranten gefahren war. |
| Abdullah Cömert (22)    | 3. Juni 2013      | Hatay               | Er starb, nachdem er anlässlich einer am 3. Juni 2013 in Hatay stattgefundenen Demonstration am Kopf Schlagverletzungen erlitt. Fünf medizinische Berichte führten seinen Tod auf eine Schädelfraktur zurück, die vermutlich vom Aufschlag einer Tränengaskartusche an seinem Hinterkopf herrührte, die von einem der Polizeigefährte abgeschossen worden war, die die Demonstration umstellt hatten. |
| Ethem Sarısülük (27)    | 12. Juni 2013     | Ankara              | Er wurde während einer Demonstration am 1. Juni 2013 von einer von einem Polizeibeamten abgefeuerten scharfen Kugel in den Kopf getroffen. Sein Hirntod wurde am 12. Juni 2013 verkündet. |
| Ali İsmail Korkmaz (19) | 10. Juli 2013     | Eskişehir           | Er wurde am Rande von Demonstrationen, die am 3. Juni 2013 stattfanden, von vier Verdächtigen schwer mit Stöcken geschlagen und verletzt. Ein Polizist und drei Bäcker wurden in der Folge festgenommen. |
| Ahmet Atakan (23)       | 9. September 2013 | Antakya (Hatay)     | Er starb nach seiner Teilnahme an einer Demonstration, die zur Erinnerung an den Tod von Abdullah Cömert stattfand, an einer Schädelfraktur. Die Menge war gewaltsam aufgelöst worden, wobei ein ähnliches Muster an Verstößen gegen türkische und internationale Regeln wie im Juni 2013 dokumentiert wurde.                                                                                         |
| Berkin Elvan (15)       | 11. März 2014     | Istanbul-Okmeydanı  | Der zu diesem Zeitpunkt noch 14-Jährige wurde am 16. Juni 2013 von einem Polizisten mit einer Tränengaskartusche am Kopf getroffen, als er früh am Morgen angeblich jenseits der Demonstration Brot kaufen ging. Er lag vor seinem Tod insgesamt 269 Tage im Koma und wurde 15 Jahre alt. |

Neben diesen sechs Todesfällen verloren laut FIDH-Bericht vom Mai 2014 drei Personen ihr Leben, nachdem sie Mengen von Tränengas eingeatmet hatten:
| Name und Alter      | Todesumstände |
| ------------------- | --- |
| Irfan Tuna (47)     | Er war tätig als Hausverwalter außerhalb von Demonstrationen, die am in Kizilay-Platz in Ankara stattfanden und durch starken Gebrauch von Tränengas aufgelöst wurden. Er starb am 5. Juni 2013 an einem Herzinfarkt, der Folge des Inhalierens von Tränengas war.                           |
| Zeynep Eryaşar (55) | Sie nahm an einer Demonstration teil und starb an einem Herzinfarkt, den sie erlitt, nachdem sie in Avcılar (Istanbul) Tränengas ausgesetzt gewesen war. |
| Selim Önder (88)    | Er war Zuschauer bei einer Demonstration, die am Taksim-Platz in Istanbul und damit in dem Viertel, in dem er lebte, stattfand. Nach dem Tränengaseinsatz am 31. Mai 2013 erlitt er starke Atembeschwerden, die in der Folge einen Herzinfarkt und seinen Tod am 16. Juni 2013 verursachten. |

Zusätzlich kam es laut dem FIDH-Bericht von Mai 2014 auch zu Todesfällen von Polizisten in Folge oder in möglichem Zusammenhang mit dem Einsatz der Sicherheitskräfte bei den Gezi-Park-Protesten:
- Mustafa Sarı stürzte von einer Brücke und verlor sein Leben, während er als Polizeibeamter am 5. Juni 2013 Demonstranten in Adana hinterher lief.[182]
- Ahmet Küçüktağ, ein Polizeibeamter, erlitt einen Herzinfarkt und verlor sein Leben aufgrund des starken Einsatzes von Tränengas seiner Polizeikollegen anlässlich von Demonstrationen in Tunceli (kurdisch: Dersim), die am 12. März 2014 in Verbindung mit Protesten gegen den Tod von Berkin Elvan stattfanden.[182]

#### Offizielle und TTB-Angaben
Laut der Statistik der TTB sind bis zum frühen Abend des 15. Juli 2013 fünf Menschen im Zuge der Proteste ums Leben gekommen, darunter ein Polizist (Mustafa Sarı). Je ein Todesopfer fällt der Statistik nach auf Istanbul (Mehmet Ayvalıtaş), Antakya (Abdullah Cömert), Adana (Mustafa Sarı), Ankara (Ethem Sarısülük) und Eskişehir (Ali İsmail Korkmaz).
Eine kurze Zusammenfassung der Todesfälle nach der Verletztenstatistik der TTB wurde erstmals am 21. Juni für vier und am 10. Juli für fünf Todesfälle vorgelegt:
- Am 2. Juni 2013 wurde der 21-jährige Demonstrant Mehmet Ayvalıtaş im Istanbuler Stadtteil Ümraniye während einer Protestaktion tödlich verletzt, als ihn ein PKW überfuhr, der versuchte durch die Demonstranten zu fahren.
- Am 3. Juni 2013 wurde der 22-jährige Demonstrant Abdullah Cömert im zentralen Stadtteil von Antakya während der dortigen Proteste tödlich verletzt, der Obduktion nach durch zwei schwere Schläge auf den Kopf.
- Am 5. Juni 2013 wurde der Polizeikommissar Mustafa Sarı beim Sturz von einer Unterführungsbrücke in Adana tödlich verletzt.
- Am 1. Juni 2013 wurde der 26-jährige Demonstrant Ethem Sarısülük, belegt durch Videoaufnahmen, in Ankara von einem Schuss durch einen Polizisten tödlich verletzt. Der Obduktion nach wurde der Tod Ethem Sarısülüks durch einen direkten Schuss in den Kopf von einem Polizeibeamten verursacht.[117][160][161][169][183][184]
- Am 2. Juni 2013 erlitt der 19-jährige Ali İsmail Korkmaz in Eskişehir eine tödliche Schlagverletzung durch nicht identifizierte Täter und verstarb am 10. Juli, nachdem er 30 Tage lang auf der Intensivstation in Lebensgefahr geschwebt hatte.[117][169]

Nach dem in den Medien im November wiedergegebenen, abschließenden Bericht der türkischen Polizei zu den ab Ende Mai 2013 112 Tage andauernden Antiregierungsprotesten wurden offiziell fünf Tote registriert.
Erstmals hatte die TTB-Statistik vom 14. Juni 2013 die Namenangaben der zu jenem Zeitpunkt vier Todesopfer aufgeführt, deren Anzahl bis zur Aktualisierung der Daten vom 10. Juli unverändert blieb. Für Ankara war in der Statistik vom 12. Juni mit dem Bearbeitungsstand vom 10. Juni erstmals ein Toter angegeben worden. Noch in der Version vom 11. Juni, die ebenfalls den Zeitraum bis zum frühen Abend des 10. Juni behandelte, war zwar die Anzahl von vier Toten angegeben, jedoch nur je einer für Istanbul, Antakya und Adana aufgeführt worden. Die nächstältere Fassung der TTB-Statistik (für die Zeit bis zum frühen Abend des 8. Juni) hatte in ihrer Zusammenfassung nur von drei Toten gesprochen, jedoch auch je ein Todesopfer für Istanbul, Antakya und Adana angegeben und den Tod des Polizisten gesondert für Adana erwähnt.
Bereits am 11. Juni 2013 war gemeldet worden, dass Erdoğan vor Abgeordneten in Ankara einen weiteren Toten bestätigt hatte, womit sich die offizielle Anzahl um einen auf vier (darunter ein Polizist und drei Demonstranten) erhöht hatte.

#### Zivile Todesopfer

##### Mehmet Ayvalıtaş
Nach Angaben des türkischen Ärzteverbandes Türk Tabipleri Birliği (TTB) erlag der 20-jährige Mehmet Ayvalıtaş in einem Krankenhaus in Istanbul seinen Verletzungen, die er erlitten hatte, als am Abend oder in der Nacht des 2. Juni ein Autofahrer in eine Gruppe von Protestierenden am Rande einer städtischen Schnellstraße auf der asiatischen Seite Istanbuls gerast war, nachdem er zuvor Warnungen ignoriert hatte, die zum Anhalten wegen der Demonstranten aufgefordert hatten. Am 3. Juni wurde gemeldet, dies habe sich im Stadtteil Pendik zugetragen, später wurde Ümraniye angegeben sowie das 1.-Mai-Viertel (1 Mayıs). Es ist noch nicht geklärt, ob der Fahrer des Taxis absichtlich in die Protestgruppe gefahren ist. Es handelte sich um die erste offizielle Bestätigung eines Todesopfers bei den Protesten. Ayvalıtaş soll Mitglied der politisch linksstehenden Organisation Sosyalist Dayanışma Platformu (SODAP) gewesen sein. Die türkische Hacker-Gruppe RedHack veröffentlichte eine Stellungnahme, in der sie Ayvalıtaş als ihr Mitglied bezeichnete und seinen Tod als von „Faschisten“ beabsichtigte Tötung darstellte. Die CHP-Abgeordnete Sabahat Akkiraz bezeichnete Mehmet Ayvalıtaş in einer Kondolenzbekundung als „Märtyrer“. Das Büro des Gouverneurs bestand darauf, es handele sich um einen Unfall. Laut dem Amnesty-International-Bericht vom 2. Oktober weisen Augenzeugenberichte darauf hin, dass es sich um einen Unfall gehandelt hat.
Im November kam es im Rahmen des Gerichtsverfahrens um den Tod von Mehmet Ayvalıtaş zu Auseinandersetzungen zwischen der Polizei und rund 500 Demonstranten, die versuchten, das schwer gesicherte Gerichtsgebäude zum Prozessauftakt zu stürmen, als die Familie des Getöteten den Gerichtsraum nicht betreten konnte. Dem Taxifahrer und dem Besitzer des Taxis, mit dem der Fahrer in eine Gruppe von Demonstranten gefahren war und dabei Ayvalıtaş tödlich verletzt hatte und die unter Anklage des Totschlags standen, drohte eine Strafe von drei bis 15 Jahre Haft. Die kurdische Abgeordnete Sebahat Tuncel bezeichnete den Vorfall als „eindeutig [...] politisch motivierte Tat“ und schloss aus, dass es sich um einen Kriminalfall oder Verkehrsunfall gehandelt haben könne.

##### Abdullah Can Cömert
In der Nacht vom 3. auf den 4. Juni starb der 22-jährige Abdullah Can Cömert, ein Mitglied der CHP, in Antakya. Nach Angaben mehrerer Nachrichtenportale im Internet handelt es sich bei dem Todesopfer um den Vorsitzenden der Jugendorganisation der CHP. Ein gerichtsmedizinischer Bericht kam zu dem Schluss, dass Abdullah Cömert durch den Aufprall einer Gaskartusche am Kopf getötet wurde.
Die Polizeibeamten, die für den Abschuss des Tränengases in den drei „Skorpion“-Panzerfahrzeugen (türk.: akrep) am Tatort verantwortlich waren, wurden identifiziert. Das verfügbare Videomaterial zeigte nicht klar, welches Fahrzeug den Schuss abgefeuert hatte und die mit der Vergrößerung des Videomaterials beauftragte Gendarmerieeinheit gab an, dass das Videomaterial von zu geringer Qualität für eine Auswertung sei. Erst einem TV-Sender, dem das Videomaterial von Anwälten zugesandt worden war, gelang die Identifizierung des betreffenden Fahrzeugs. Das Videomaterial wurde zum entscheidenden Beleg, um die Strafverfolgung des Polizeibeamten zu ermöglichen, der die Verantwortung für den Abschuss des Tränengas trug. Die erste Verhandlung in dem Prozess gegen den beschuldigten Polizeibeamten wurde auf den 4. Juli 2014 angesetzt.
Details zur Berichterstattung über die Todesursache:
Als Todesursache waren widersprüchliche Informationen in Umlauf gekommen:
Der türkische Nachrichtensender NTV meldete in der Nacht vom 3. zum 4. Juni unter Berufung auf den Gouverneur der Provinz Hatay, ein Unbekannter habe dem Demonstranten in Antakya in den Kopf geschossen, worauf er später im Krankenhaus seinen Verletzungen erlegen sei. Sein Tod war damit am 3. Juni offiziell bestätigt worden. Angaben von Protestteilnehmern, das Opfer sei von der Polizei getötet worden, wurden dagegen nicht offiziell bestätigt. So waren Gerüchte gemeldet worden, dass Ärzte bei einer ersten Obduktion des Leichnams in einem Krankenhaus in Antakya eine Schusswunde am Kopf festgestellt haben sollen. Der Gouverneur von Hatay, Celalettin Lekesiz, bestätigte am 3. Juni, dass Cömert nach dem Ergebnis eines Obduktionsberichtes nicht durch einen Schuss getötet wurde. Am 4. Juni berichteten türkische Medien unter Berufung auf die Staatsanwaltschaft in Antakya, eine Obduktion der Leiche habe ergeben, dass Cömert eine schwere Schädelverletzung erlitten hat: Laut Hasan Akgöl, einem CHP-Abgeordneten der Provinz Hatay, soll eine erste Obduktion im Krankenhaus in Antakya ergeben haben, dass das Opfer tödliche Verletzungen durch zwei schwere Schläge auf den Kopf erlitten habe. Servet Muallaoğlu, CHP-Chef von Hatay, gab an, das Opfer sei nach Angaben von Ärzten von einer explodierten Gasgranate am Kopf getroffen und dadurch getötet worden. Laut der türkischen Zeitung Hürriyet hatte die Polizei eine Untersuchung eingeleitet. Laut dem Amnesty-International-Bericht von Anfang Oktober gaben Zeugen an, dass Cömert von einer Tränengaskartusche getroffen wurde, die von der Polizei aus kurzer Distanz abgeschossen wurde.
Die CHP-Parlamentsabgeordnete Aylin Nazlıaka übergab Innenminister Muammer Güler eine aus einem Tränengaskanister gefertigte Vase mit Nelken, die nach Angabe Nazlıakas daran erinnern sollte, dass Cömert durch einen explodierten und ihn am Kopf treffenden Tränengaskanister getötet wurde. Auf Twitter gab Nazlıaka an, mit der Vase habe sie Güler dazu bewegen wollen, die Polizeigewalt zu stoppen. Tausende von Menschen nahmen an der Beerdigung Cömerts am 3. Juni in der Provinz Hatay teil.
Hürriyet Daily News schrieb dagegen am 11. Juli, die unbekannten Täter, die Abdullah Cömert in Antakya angegriffen und durch Schlag auf seinen Kopf getötet hätten, seien auch über einen Monat nach der Tat noch nicht gefasst worden.

##### Ethem Sarısülük

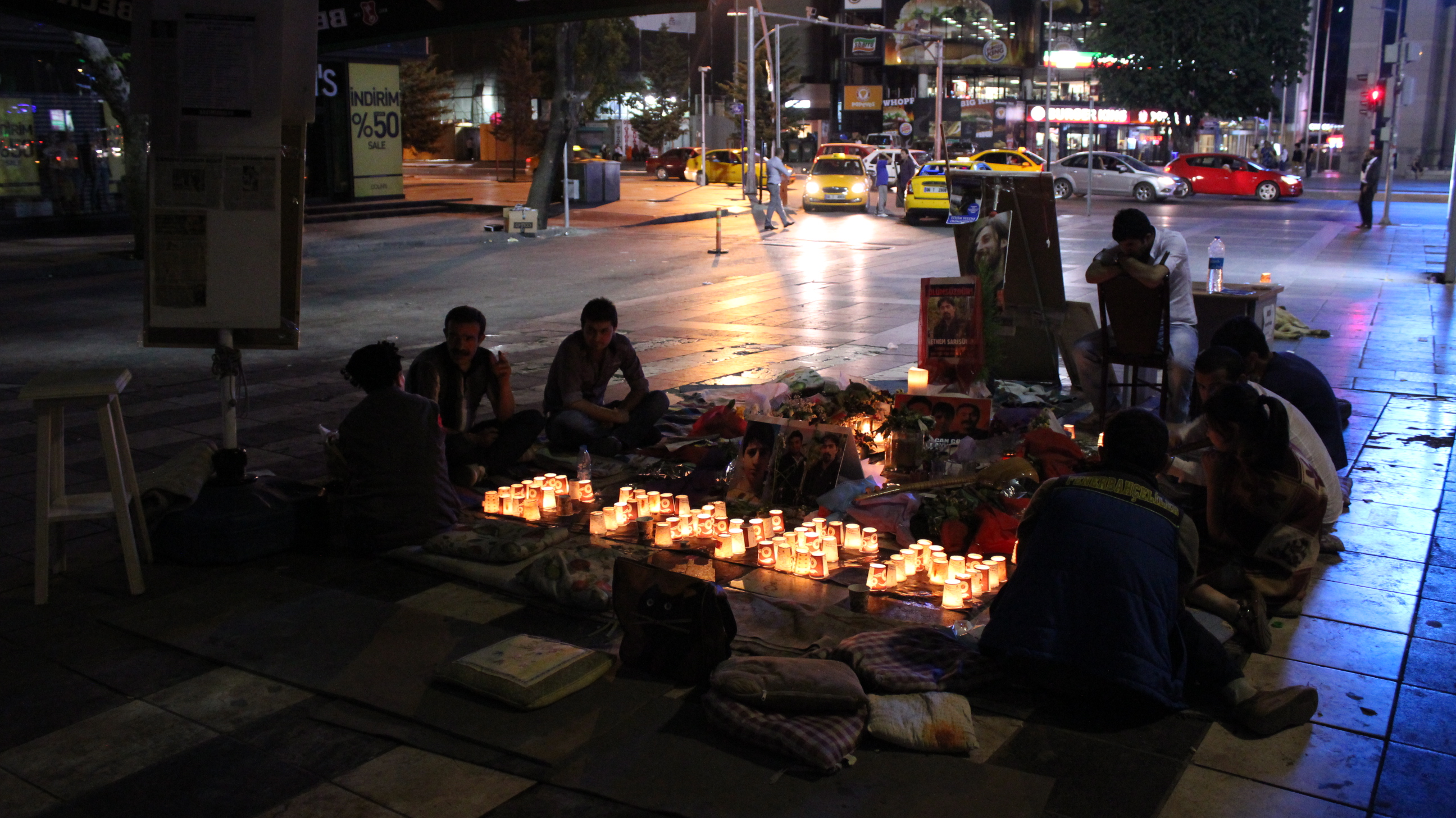
Gedenkkerzen bilden den Namen „Ethem“ auf dem Kızılay-Platz, wo Ethem Sarısülük während eines Antiregierungsprotestes von einem Polizisten erschossen wurde

##### Ahmet Atakan
In Antakya starb der 22-jährige Demonstrant Ahmet Atakan um etwa 2 Uhr in der Nacht vom 9. auf den 10. September 2013 in Armutlu, dem Stadtviertel, das den Krisenherd der Stadt bei den vorangegangenen Protesten gebildet hatte. Er zählt damit als sechstes Todesopfer der Proteste im Zusammenhang mit den Gezi-Park-Demonstrationen und unter Einbeziehung von Medeni Yıldırım als sechster zu Tode gekommener Demonstrant seit Beginn der Proteste. Ahmet Atakan gehörte der arabischsprachigen, alevitischen Minderheit an und ist das dritte alevitische Todesopfer aus Antakya seit Beginn der Gezi-Park-Proteste.
Medienberichte gaben zunächst an, Atakan habe in der Nacht vom 9. auf den 10. September eine tödliche Kopfverletzung bei einer Protestaktion erlitten, die die andauernden Demonstrationen unterstützte, mit denen Bewohner Ankaras und Studenten der Technischen Universität des Nahen Ostens (ODTÜ) in Ankara den Bau einer neuen Autobahn durch den Campus der Universität zu verhindern und Gerechtigkeit für Abdullah Cömert einzufordern versuchten, der ebenfalls aus Ankaya-Armutlu stammte, am 3. Juni bei einer die Gezi-Park-Proteste unterstützenden Demonstration tödlich verletzt wurde und dessen Mörder noch immer nicht zur Verantwortung gezogen worden waren. Bei dieser Protestaktion hatte sich eine Gruppe von 150 Menschen auf dem Uğur-Mumcu-Platz in Antakya versammelt, um die ODTÜ-Proteste zu unterstützen und die Behörden aufzufordern, den Tod von Abdullah Cömert zu untersuchen, die Mörder zu identifizieren und zu verfolgen. Ahmet Atakan hatte sich unter dieser Menge von 150 Menschen als Demonstrant befunden. Die Menge marschierte daraufhin durch das Armutlu-Viertel in Antakya, erreichte die Gündüzstraße und skandierte Slogans, bis sie auf die Polizei stieß, die sie aufforderte, die Demonstration aufzulösen. Die staatliche Nachrichtenagentur Anadolu berichtete von Provokationen seitens der Demonstranten in Antakya. Demnach seien Steine sowie Kanister in Richtung der Polizisten geflogen. Die Menge begann laut Today's Zaman damit, Steine und Kugellager zu werfen, während die Bereitschaftspolizei mit Wasserwerfern intervenierte und begann, Tränengaskanister zu verschießen. Die Demonstranten wichen in Seitenstraßen aus und errichteten Barrikaden, indem sie Müllcontainer auf der Straße anzündeten. Als die Polizei versuchte, die Barrikaden zu räumen, warfen Demonstranten Feuerwerkskörper nach ihnen.
Über die Umstände des Todes von Ahmet Atakan, die am 11. September noch ungeklärt blieben, kam es zu zwei widersprüchlichen Versionen. Martin Anetzberger gab in der Süddeutschen Zeitung am 11. September an, dass Atakans Kopfverletzungen die unumstrittene Todesursache seien. Nach Aussage seiner Verwandten soll Ahmet Atakan von einem Tränengasgeschoss der Polizei am Kopf getroffen worden sein. Auch Zeugen, Aktivisten und die Nachrichtenagentur Doğan sowie BBC Türkçe berichteten zunächst, Atakan sei von einer durch die Polizei abgeschossene Tränengaspatrone tödlich getroffen worden. Özge Sapmaz, Reporter des türkischen Internetportals sendika.org, war zum Zeitpunkt des Geschehens an den Schauplatz geschickt worden und hatte angegeben, dass Atalan während einer plötzlichen und wilden Attacke der Polizei verletzt wurde, die im Gegensatz zu der verhältnismäßigen Ruhe in den vorangegangenen zwei bis drei Stunden gestanden habe. Der Leiter der Linkspartei Hatay Halkevi, Eylem Mansuroğlu, gab an, aus nächster Nähe beobachtet zu haben, wie Atakan von einem Tränengaskanister getroffen wurde. Zusammen mit Anderen habe er ihn aufgehoben und in einen Wagen gelegt.
Am 10. September in den Medien gesendetes Videomaterial sollte dagegen angeblich zeigen, dass Atakan von einem Dach gefallen war. In Videoaufnahmen, die mehrere türkische TV-Sender zeigten, ist schemenhaft zu sehen, wie ein Mensch aus größerer Höhe auf einen Bürgersteig fällt. Ob es sich bei der Person tatsächlich um Atakan handelt und ob die Bilder tatsächlich in der Nacht vom 9. auf den 10. September in Antakya erstellt wurden, wurde jedoch in Frage gestellt. Die Nachrichtenagentur Anadolu gab an, über Filmmaterial zu verfügen, das zeige, wie Atakan stürzt und auf dem Boden rollt, ebenso wie solches, das zeige, wie Steine und Wassertanks von den umgebenden Dächern auf die Polizei geworfen werden. Am 11. September zeigte auch die Tagesschau Ausschnitte aus einem Polizeivideo, das zeigt, wie auf fahrende Polizeifahrzeuge in der Nacht auf den 10. September von oben herab Dachziegel geworfen werden und wie ein menschlicher Körper vor die Fahrzeuge rollt. Die Polizei sah in dem Videomaterial den Beleg für den Sturz Atakans von einem Dach an. Die Staatsanwaltschaft der Provinz Hatay dementierte Nachrichtenmeldungen, dass Atakan von einem von der Polizei abgeschossenen Tränengaskanister in den Kopf getroffen worden sei. Das Büro des Gouverneurs von Hatay teilte mit, dass eine Polizeistreife beobachtet hatte, wie in der Nacht vom 9. September eine Person von einem benachbarten Gebäude auf die Gündüzstraße gestürzt sei, worauf ein Rettungswagen entsandt wurde. Doch hätten andere Demonstranten ihn in das staatliche Krankenhaus von Antakya gebracht, worauf Atakan trotz der Anstrengungen der Ärzte wenig später verstorben sei. Der Leiter der Ärztekammer von Hatay, Selim Matkap, der bei der vorläufigen Obduktion Atakans anwesend gewesen war, sagte, es gebe keine Beweise für einen Sturz von einem Gebäude. Es würden die dafür üblichen Knochenbrüche fehlen. Er kritisierte, dass das Büro des Gouverneurs durch seine Stellungnahme, ohne über gesicherte Informationen über den Tod zu verfügen, versuche, die öffentliche Meinung zu beeinflussen. Es sei jedoch nicht möglich zu sagen, ob die Verletzungen durch einen Stein, ein Tränengasgeschoss oder etwas Anderes verursacht wurden.
Die nationale Polizeibehörde teilte auf ihrer Website am 10. September mit, das Filmmaterial der Polizeikamera zeige Atakans Sturz vom Gebäude und dass es zu keinem erkennbaren Polizeikontakt mit ihm vor seinem Fall gekommen sei. Nach Angaben von Behördenvertretern soll Atakan vor seinem Sturz vom Dach von dort Steine auf Polizisten geworfen haben. Eine Untersuchung des öffentlich gemachten Bild- und Tonmaterials der Polizeikamera ergebe, dass weder vor noch während des Sturzes Atakans ein Eingriff von Seiten der Polizeifahrzeuge gegen die Angreifer stattgefunden hätten.
Nachdem der Tod Atakans bekannt geworden war, soll eine Gruppe von 300 Menschen, einschließlich Angehöriger Atakans, angeblich Bereitschaftspolizeikräfte angegriffen haben, die in der Nacht vom 9. September vor dem Krankenhaus Wache gestanden haben. Daraufhin sei es am 10. September zu Spannungen zwischen der Gruppe und der Polizei gekommen, und die Polizei löste die Gruppe unter Einsatz von Tränengas auf. Über soziale Netzwerke wurde nach dem Tod des jungen Mannes zu Demonstrationen in Istanbul, Antakya und anderen türkischen Städten aufgerufen. Aufrufe zu Protesten kamen auch aus İzmir, Eskişehir, Adana, Antalya and Kocaeli. Martin Anetzberger behauptete in der Süddeutschen Zeitung am 11. September, „viele türkische Bürger“ würden die der „Geschichte vom steinewerfenden Demonstranten […], der selbst schuld an seinem angeblichen Sturz vom Dach ist“, keinen Glauben schenken.
Laut Stellungnahme der Polizei zum vorläufigen Obduktionsbericht starb Atakan aufgrund von „Hirnblutungen, inneren Blutungen aufgrund verletzter innerer Organe und der Durchtrennung des Rückenmarks, zusammen mit Frakturen des Schädels und seiner Umgebung, infolge eines generellen Aufpralltraumas.“ Nevzat Atakan, ein Onkel des Opfers, sowie die Tageszeitung Radikal zogen die Darstellung der Regierung dagegen in Zweifel und gaben an, dass der vorläufige Obduktionsbericht eine sechs mal fünf Zentimeter große Prellung (Ekchymose) auf der linken Seite des Schädels, Blutergüssen am übrigen Körper, allerdings keine Knochenbrüche festgestellt habe, was der Version widerspreche, dass Atakan von einem Dach auf die Straße gefallen sei. Ein ausführlicher Obduktionsbericht werde ein bis zwei Monate später erwartet.
Nach Bekanntwerden des Todes von Ahmet Atakan kam es am 10. September in mehreren türkischen Städten zu neuen Protesten und Auseinandersetzungen zwischen Polizei und Demonstranten.
Am 11. September erklärte Innenminister Muammer Güler, die Polizei sei nicht gegen Ahmet Atakan vorgegangen. Atakan sei vielmehr von einem „erhöhten Punkt“ aus herabgestürzt, was durch Fernsehbilder und Obduktionsbericht belegt werde. Der Vorfall werde jedoch weiter untersucht. Güler kritisierte, der Tod Atakans werde dazu instrumentalisiert, Stimmung gegen die Polizei zu schüren und zu Unruhen aufzustacheln. Insbesondere in Antakya gebe es seit mehreren Tagen verstärkt Unruhen mit dem Ziel, „großes Chaos“ auszulösen. In diesem Zusammenhang sprach Güler von „ethnischen Provokationen“.
Staatspräsident Abdullah Gül sagte, der Todesfall von Atalan werde gründlich untersucht: „Wie ich das verstanden habe, ist es ein umstrittenes Thema.“
Gegenüber der Tagesschau sagte der Bruder Ahmet Atakans, Süleyman Atakan, am 13. September, die Todesursache des vom Dach gestürzten Ahmet Stakans sei noch unklar. Die Videoaufzeichnungen, auf denen Ahmet Atakan „wie ein Stein“ herabfalle ohne mit den Armen zu „rudern“, würden seiner Meinung nach belegen, dass Atakan zum Zeitpunkt des Sturzes bereits leblos gewesen sei. Nach Augenzeugenberichten, so Reinhard Baumgarten im Tagesschau-Bericht, solle Atakan vor dem Sturz von einer Gaskartusche getroffen worden sein. Als Erklärung für die Gewalt gab der Bruder Süleyman Atakan an, der türkischen Regierung sei „die friedliche, liberale, demokratische, laizistische, und sozialistische Gesinnung der Bürger von Antakya ein Dorn im Auge“.

##### Berkin Elvan

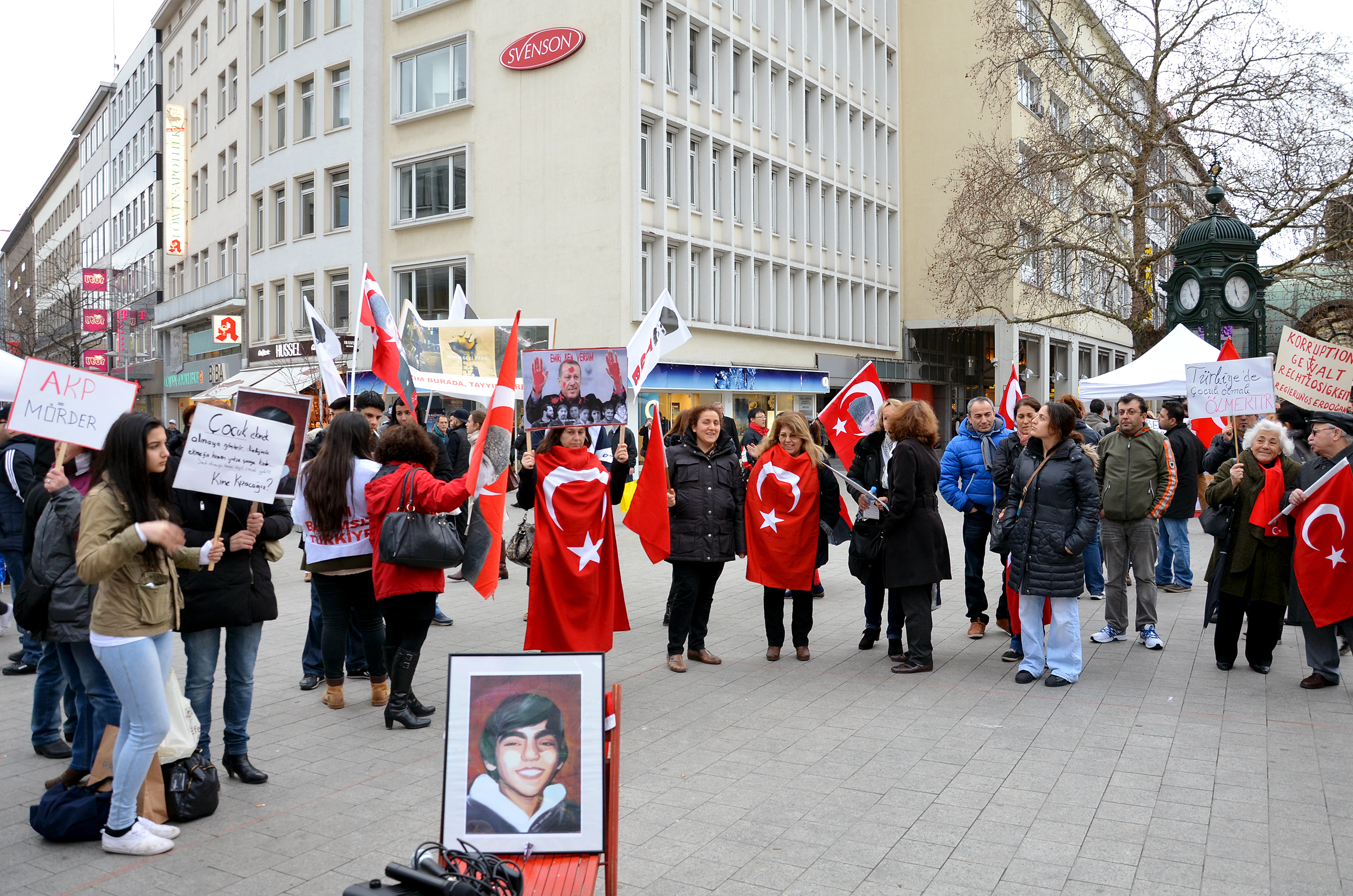
Ein Porträt von Berkin Elvan wird nach seinem Tod bei einer Demonstration der Atatürk Gesellschaft Niedersachsen an einem öffentlichen Platz in Hannover gezeigt (15. März 2014)

#### Tod des Polizeibeamten Mustafa Sarı
Am 6. Juni meldete der Gouverneur Hüseyin Avni Coş den Tod des Polizeikommissars Mustafa Sarı, der in der Nacht des 5. zum 6. Juni bei dem Versuch, eine Kundgebung in Adana aufzulösen, in eine im Bau befindliche Unterführung stürzte und dabei schwere Verletzungen erlitt. Medienberichten zufolge hatte er Protestteilnehmer verfolgt, ehe er von einer fünf Meter hohen, noch im Bau befindlichen Brücke ohne Geländer stürzte. Der Polizeibeamte wurde daraufhin in das Yüreğir-Başkent-Krankenhaus eingeliefert, wo er seinen Verletzungen am 5. Juni erlag. Der Meldung auf der offiziellen Webseite der Polizei zufolge starb der 27-jährige Polizist, während er gegen Demonstranten vorging, die mit Steinen nach Polizeibeamten warfen.

### Todesfälle mit unklarem Bezug zu Protesten

#### Zivilisten
Nach Angaben der türkischen Ärzteschaft könnten zwei weitere Todesfälle auf den Einsatz von Tränengas zurückzuführen sein: Sowohl ein 47-jähriger Mann, der in Ankara an Atembeschwerden verstarb, als auch eine 50-jährige Frau in Istanbul, die an einem Herzstillstand starb, waren zuvor großen Mengen Tränengas ausgesetzt gewesen, wurden bisher jedoch nicht in die Opferzahl der Proteste eingerechnet. Die Berliner Zeitung berichtete, am Taksim-Platz in Istanbul solle ein weiterer Mann an Herzversagen gestorben sein, nachdem die Polizei dort Tränengas gegen Demonstranten eingesetzt hatte. Es sei jedoch unklar, ob das Tränengas das Herzversagen ausgelöst habe. Die Protestbewegung zähle ihn nicht zu den Opfern.

##### İrfan Tuna
İrfan Tuna, starb in Ankara am 6. Juni an einem Herzinfarkt nach intensivem Kontakt mit Tränengas, als er in einer Einrichtung am Kizilay-Platz in Ankara arbeitete und Polizisten Tränengas gegen eine in der Nähe befindliche Demonstrantengruppe einsetzten. Ob der Tod des 47-jährigen Tuna mit dem Einsatz von Tränengas zusammenhängt, war am 6. Juni jedoch noch nicht geklärt. Die Staatsanwaltschaft forderte eine Obduktion, um zu untersuchen, ob der Herzinfarkt durch Einwirkung des Gases ausgelöst wurde. İsmail Boyraz, Generalsekretär des Menschenrechtsverbandes İnsan Hakları Derneği (İHD), hielt einen Tod durch Einwirkung von Tränengas für denkbar. Die TTB-Statistik Gesundheitsstatus der Demonstranten erwähnte den Tod Tunas durch einen Herzinfarkt in Ankara-Kızılay zunächst für die Nacht des 5. Juni (nicht 6. Juni). Er sei nach einem Herzinfarkt gestorben, von dem vermutet werde, dass er in Zusammensetzung damit stehe, dass Tuna in dem Gebiet, wo er gearbeitet hatte, einer starken Belastung von Gas ausgesetzt gewesen sei. Während die TTB-Statistik Mitte Juni erwähnte, dass die Ermittlungen zu diesem Fall noch andauerten, gab sie im Juli an, dass festgestellt werden könnte, ob Tunas Tod dadurch verursacht wurde, dass er an seinem Arbeitsplatz nahe dem Kızılay-Platz durch die Gasbombenangriffe auf Demonstranten dem Tränengas ausgesetzt war. Dazu sei allerdings die Veröffentlichung des Berichts des Instituts für Gerichtsmedizin (Adli Tıp Kurumu) notwendig.

##### Zeynep Eryaşar
Einige zum Teil radikal links positionierte türkische Internetmedien berichteten vom Tod der 55-jährigen Zeynep Eryaşar am 15. Juni in Avcılar (Istanbul) durch Herzinfarkt in Verbindung mit Pfeffergas. Weder die Statistik des TTB vom 17. Juni noch die jüngste Fassung vom 15. Juli erwähnen jedoch diesen Todesfall. Dagegen führte der auf Recherchen vom 25. Juni bis zum 2. Juli basierende Bericht der Menschenrechtsorganisation Physicians for Human Rights fünf Zivilisten als Todesopfer auf, darunter auch Zeynep Eryaşar.

##### Selim Önder
Der 88-jährige Selim Önder starb einige Tage, nachdem er am 31. Mai starken Einwirkungen von Tränengas ausgesetzt gewesen sein soll. Die jüngste TTB-Statistik vom 15. Juli erwähnt ihn nicht als Todesopfer im Zusammenhang mit den Protesten. Doch beklagten der Zentralrat der TTB und die Ärztekammer Eskişehir seinen Tod in einer gemeinsamen Erklärung anlässlich des Todes von Ali İsmail Korkmaz’ und zählten ihn in einer Reihe mit den Todesopfern Mehmet Ayvalıtaş, Abdullah Cömert, Ethem Sarısülük und Ali İsmail Korkmaz auf.

#### Suizidfälle bei den Sicherheitskräften
Nach Angabe des Vorsitzenden der Polizeigewerkschaft Emniyet-Sen sollen bis zum 9. Juni bereits sechs Polizisten Suizid begangen haben. Das Direktorat für Presse und Öffentlichkeitsarbeit der Polizeibehörde bestritt auf die Nachrichtenberichte hin in einer schriftlichen Stellungnahme vom 10. Juni, dass sechs Polizisten in Verbindung mit den Gezi-Park-Protesten Selbstmord begangen hätten. Es gestand aber zu, dass es zu vier Fällen von Selbstmord innerhalb der zwei vorangegangenen Wochen gekommen sei, die jedoch nicht in Verbindung mit den Gezi-Park-Protesten stünden.

### Verletzte

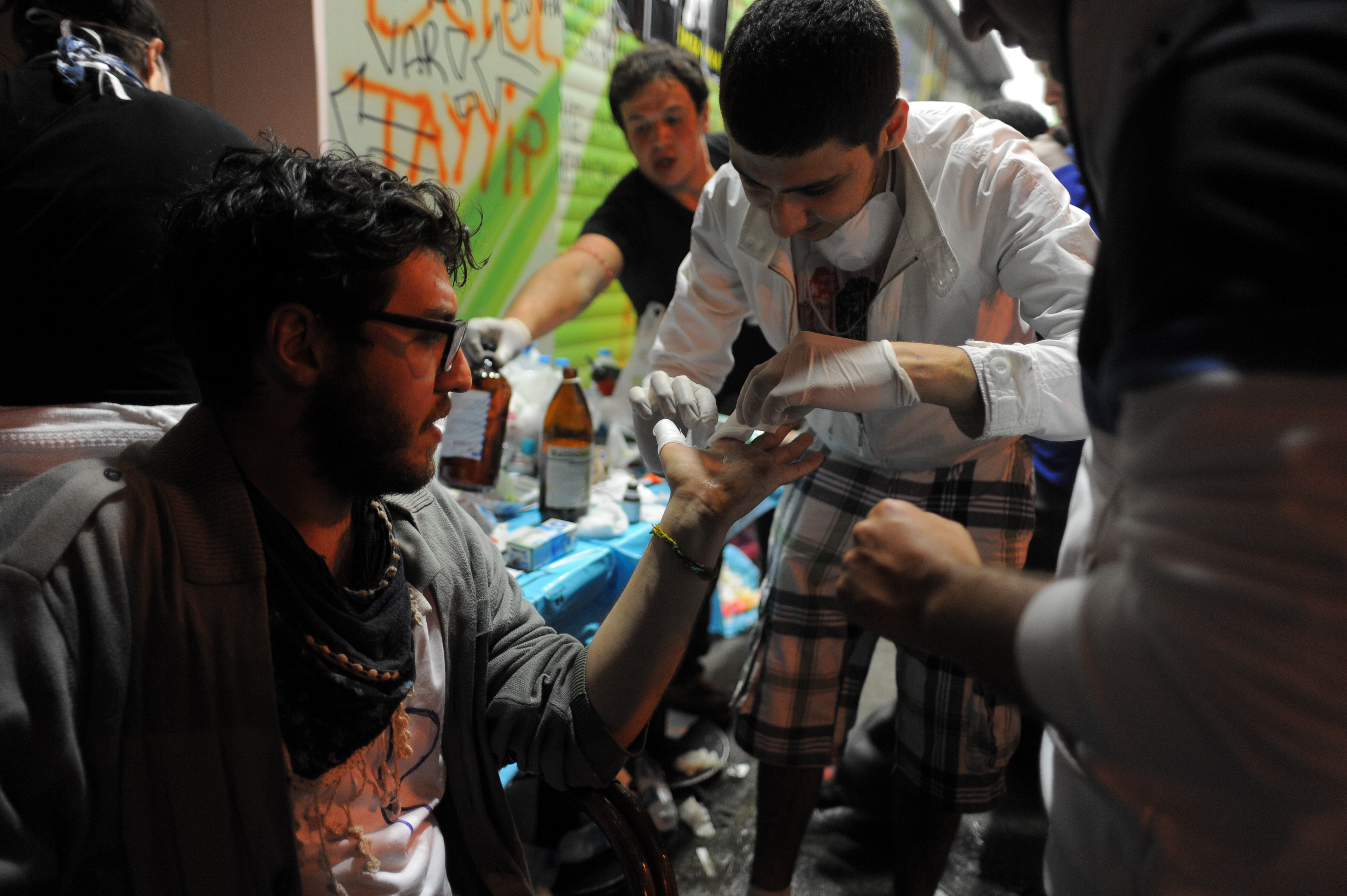
Freiwillige versorgen Verletzte.

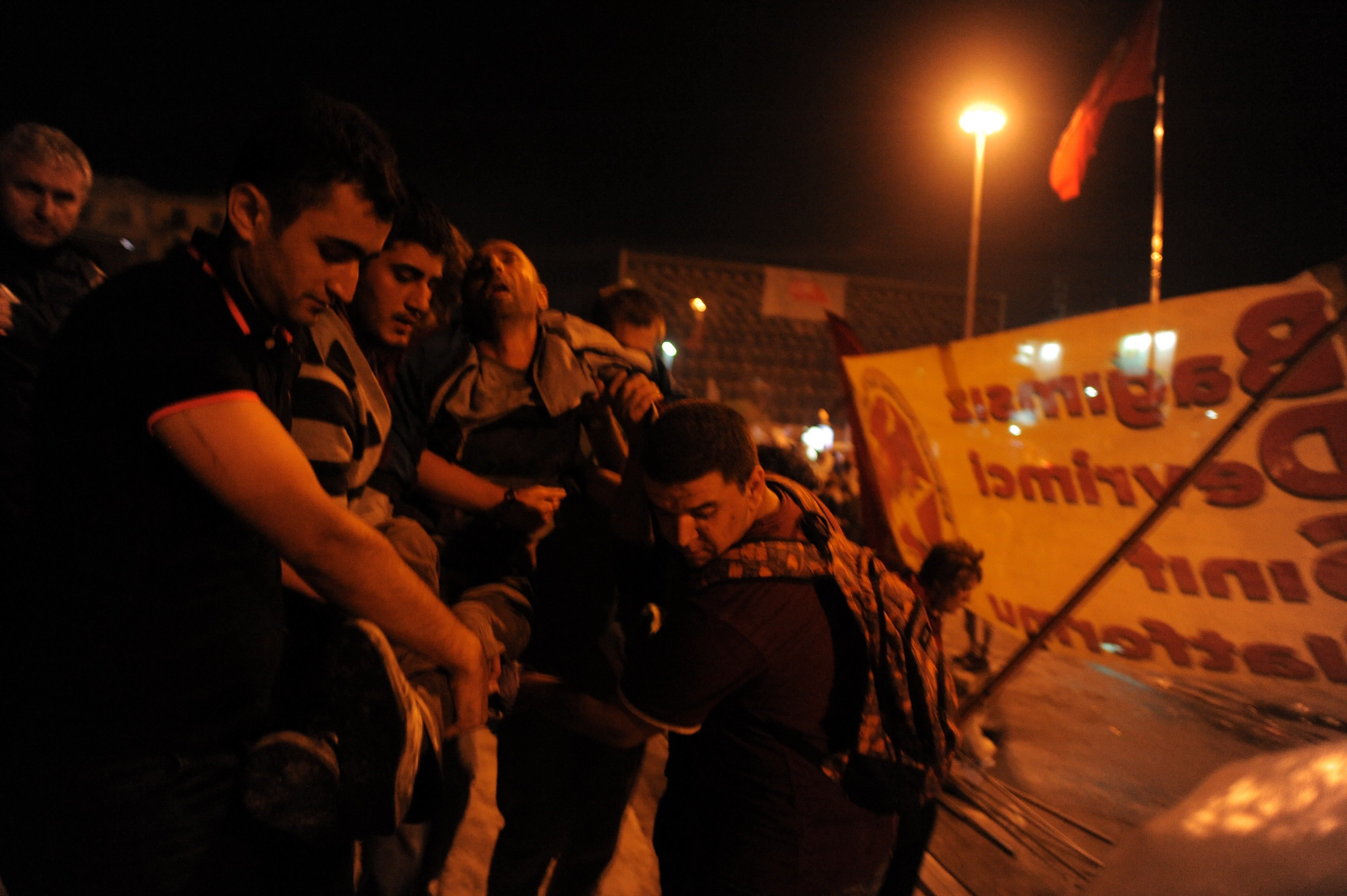
Demonstranten in Istanbul tragen einen Verletzten.

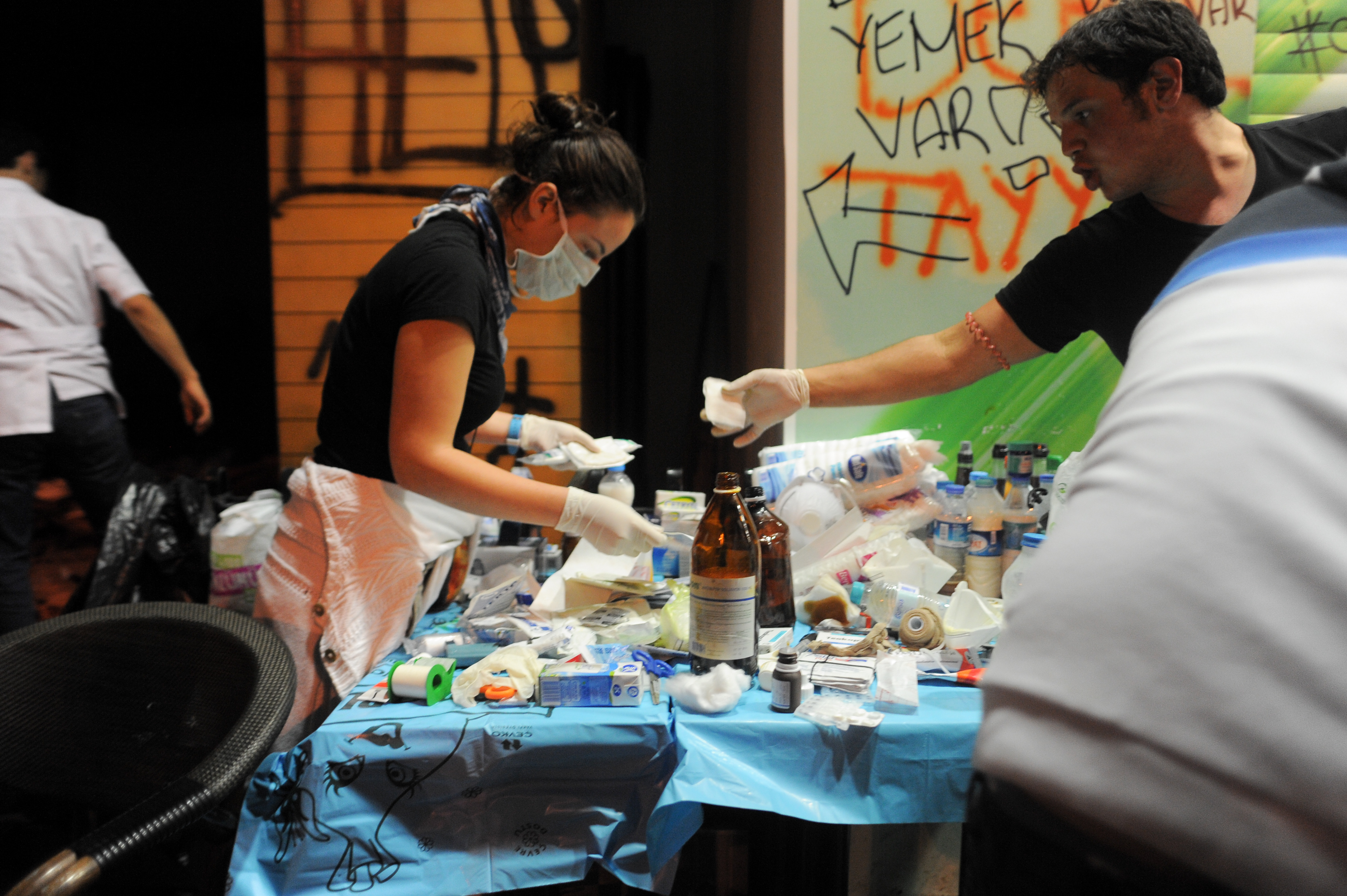
Eine Frau verpflegt Verletzte auf dem Taksim-Platz.

Vom 31. Mai bis zum Abend des 1. August kam es laut türkischem Ärzteverband TTB unter Berücksichtigung der ihm verfügbaren Daten in 13 Provinzen zu mindestens 8163 Verletzten, die in städtischen und privaten Kliniken sowie in provisorisch von Demonstrierenden auf den Kundgebungsplätzen errichteten Lazaretten behandelt wurden. Nach einem Bericht der türkischen Tageszeitung Star von Mitte September, die sich auf einen angeblichen Bericht des türkischen Innenministeriums berief und auf den sich weitere Medien stützten, soll sich die Anzahl der Verletzten auf 4312 Zivilisten und 694 Polizisten belaufen haben. Nach Angaben der TTB soll der Gezi-Bericht des Innenministeriums allein für die erste Hälfte des Junis etwa 4000 Verletzte angeben. Nach dem in den Medien im November wiedergegebenen, abschließenden Bericht der türkischen Sicherheitsbehörden zu den ab Ende Mai 112 Tage andauernden Antiregierungsprotesten wurden offiziell 4.329 Verletzte registriert, darunter 697 Polizisten.
Unter den Verletzten befanden sich 63 Schwerverletzte, eine Personen in weiterhin lebensbedrohlichem Zustand (ein Junge im Teenageralter in Istanbul), 106 Fälle mit Schädeltrauma sowie elf Menschen, die auf einem Auge erblindet sind oder ihr Sehvermögen verloren haben (6 in Istanbul, 4 in Ankara, 1 in Antalya). Einem Verletzten wurde die Milz entfernt. Die Verletzten verteilen sich auf Istanbul (4755), Ankara (1549), Izmir (800), Eskişehir (304), Antakya (201), Adana (162), Balıkesir (155), Antalya (150), Muğla (50), Mersin (17), Kocaeli (10), Rize (8) und Bursa (2).
Die Schwerverletzten verteilen sich auf Istanbul (23), Ankara (22), Adana (6), Antakya (4), Eskişehir (3), Izmir (2) sowie Muğla, Antalya und Mersin (je 1).
Am Abend des 5. Juni legte die türkische Ärztevereinigung TTB für mehr als zehn Städte eine erste Bilanz vor, um die gesundheitlichen Folgen der Polizeiinterventionen für Zivilisten zu dokumentieren. Die Daten wurden von den Büros der TTB und ihren Kollegen übermittelt. Ab diesem Tag wurden die Daten aufgeschlüsselt aufgelistet und (anfangs täglich) aktualisiert:
Die am 7. Juni in der Presse gemeldeten Angaben des türkischen Innenministeriums liegen weit unter denen der TTB. Innenminister Güler gab an, 915 Menschen seien bei den Protesten verletzt worden, vier befänden sich in einem kritischen Zustand, acht befänden sich zur Behandlung auf Intensivstationen. Noch am 5. Juni waren in der Presse als Regierungsangaben lediglich etwa 300 Verletzte gemeldet worden. Laut dieser ersten Bilanz der Unruhen aus Sicht der Regierung, die der türkische Vizepremier Bülent Arınç am Abend des 5. Juni den Medien mitgeteilt hatte, seien 244 Polizisten verletzt worden. Die Regierungsangabe vom 5. Juni beziffert die Anzahl verletzter Demonstranten auf lediglich 64, während es sich nach Angabe der TTB je nach Datenstand bereits um 4177 beziehungsweise 4300 Verletzte gehandelt hatte.
Eine Erklärung von renommierten Wissenschaftlern gibt die TTB-Angaben in der Science von 19. Juli mit Abweichungen wieder. Für eine Gesamtzahl von 8121 Verletzten, was der TTB-Statistik mit dem Stand vom 10. Juli entspricht, wird dort der Zeitraum 31. Mai bis 26. Juni angegeben. Statt 61 Schwerverletzten und zwei in Lebensgefahr schwebenden Verletzten werden „61 lebensbedrohliche Verletzungen“ angegeben. Zudem werden dort fünf Todesfälle auf „Polizeigewalt“ zurückgeführt.
Nach Angabe der TTB sind allein bei den Konflikten am 2. und 3. Juni mehr als 3195 Menschen verletzt worden; am 11. und 12. Juni kamen weitere 2500 Verletzte dazu.
Am 10. Juni gab die Polizei bekannt, dass sie seit dem Beginn der Proteste etwa 600 verwundete Polizeibeamten beklage. Die Zeitung Zaman will erfahren haben, dass die meisten Fälle in Istanbul geschehen sein. Die Polizisten hätten durch geworfene Steine, Flaschen und Brandbomben vor allem Kopf- und Augenverletzungen davongetragen. Nach drei Monaten der Proteste soll das Innenministerium laut einem Artikel in der türkischen Star, der in weiteren Medien wiedergegeben wurde, in seinem „Gezi-Bericht“ angegeben haben, dass 694 Polizisten verwundet worden sind.

#### Hauptverletzungsursachen
Die Türkische Medizinervereinigung erklärte, die Mehrzahl der Verletzungen sei auf den Einsatz von Wasserwerfern und Tränengas zurückzuführen. Hüseyin Demirdizen, der Generalsekretär der Istanbuler TTB-Sektion erklärte dazu gegenüber dem Deutschen Ärzteblatt: „Fast alle Verletzungen sind auf einige wenige Ursachen zurückzuführen: Die Demonstranten wurden von Tränengasgranaten, Gummigeschossen oder dem Wasserstrahl der Wasserwerfer getroffen. Dem Wasser wurde eine nicht näher bekannte Chemikalie – vermutlich Reizgas – beigemischt. Sehr viele Personen waren an der freien Luft, aber auch in geschlossenen Räumen dem Tränengas ausgesetzt. Andere wurden durch Schlagstockeinsatz, Schläge oder Tritte der Polizisten verletzt.“ Auch der Präsident des Weltärztebundes (WMA), Cecil B. Wilson, gab in einem Brief an Erdoğan Wasserwerfer und Tränengas als Ursache für die meisten Verletzungen an. Der WMA verurteile den unverhältnismäßigen Einsatz dieser Mittel, der möglicherweise als Menschenrechtsverletzung eingestuft werden müsse.
Als hauptsächliche Verletzungsarten nannte Demirdizen „Brüche am Schädel, teilweise mit Hirnblutung, beziehungsweise der Gesichtsknochen, Verletzungen am Auge bis zum partiellen Verlust der Sehkraft oder der vollständigen Erblindung sowie Knochenbrüche in der Brustgegend und den Extremitäten“, weiterhin für „sehr viele Patienten […] Brandverletzungen am Oberkörper und an den Händen, Ekchymosen, Schnittwunden, Bänderrisse an Knien und Füßen, sowie Verletzungen am Unter- und Hinterleib“ und „zahlreiche Patienten mit Atemnot, Bronchospasmen und pulmonaler Hyperthonie“. „Weitere häufige Beschwerden“ seien „Brustschmerzen, Palpitationen, Brechreiz, Schwindelgefühl, Hautrötungen mit Juckreiz, Verbrennungen 1. und 2. Grades, Bluthochdruck, Hörsturz infolge von Blendgranateneinsatz sowie verbreitete psychologische Beschwerden wie Halluzinationen“ gewesen.
Im „dringenden Aufruf“ der TTB vom 16. Juni trug diese eigene Daten einer internetbasierten Studie zu den gesundheitsgefährdenden Auswirkungen der Reizstoffe auf die Zivilisten vor, an der innerhalb einer Woche über 11.000 Menschen teilgenommen und erklärt hatten, von Gaseinwirkung betroffen zu sein. 65 % der Teilnehmer seien zwischen 20 und 29 Jahre alt. 13 % hätten professionelle Gasmasken verwendet. 53 % hätten erklärt, dem Gas insgesamt zwischen ein bis acht Stunden ausgesetzt gewesen zu sein, während 11 % ihm mehr als 20 Stunden ausgesetzt waren. Vor dem 15. Juni habe die Anzahl der Verletzungen 788 (7 %) betragen, was belege, dass die Gasbomben gezielt auf die Menschen abgefeuert wurden. Viele dieser Verletzungen beträfen Kopf, Gesicht, Augen, Thorax und Abdomen und seien somit potentiell fatal gewesen. 20 % der Verletzungen seien offene Wunden und Frakturen gewesen. Nur 5 % der Menschen seien in Krankenhäuser aufgenommen worden. Die Datenerfassung von Menschen, die in Krankenhäusern aufgenommen wurden, hindere Leute vermutlich daran, Krankenhäuser aufzusuchen und um medizinische Hilfe zu bitten.
Nach einem Mitte September veröffentlichten Bericht der TTB klagten 39 Prozent der 11000 landesweit Befragten Demonstranten, über fortdauernde Auswirkungen des Tränengases, wobei 14 Prozent weiterhin unter Hautirritationen litten und 10 Prozent von Schwindel und Gleichgewichtsproblemen berichteten. 7 Prozent der Befragten berichteten durch Gaskartuschen verwundet worden zu sein, zumeist an Beinen, Armen und Knien, in geringerem Maße jedoch auch an kritischen Körperpartien wie Gesicht, Brust und Kopf. 191 offene Wunden und 31 Frakturen wurden gemeldet.

#### Einwirkung des Tränengases

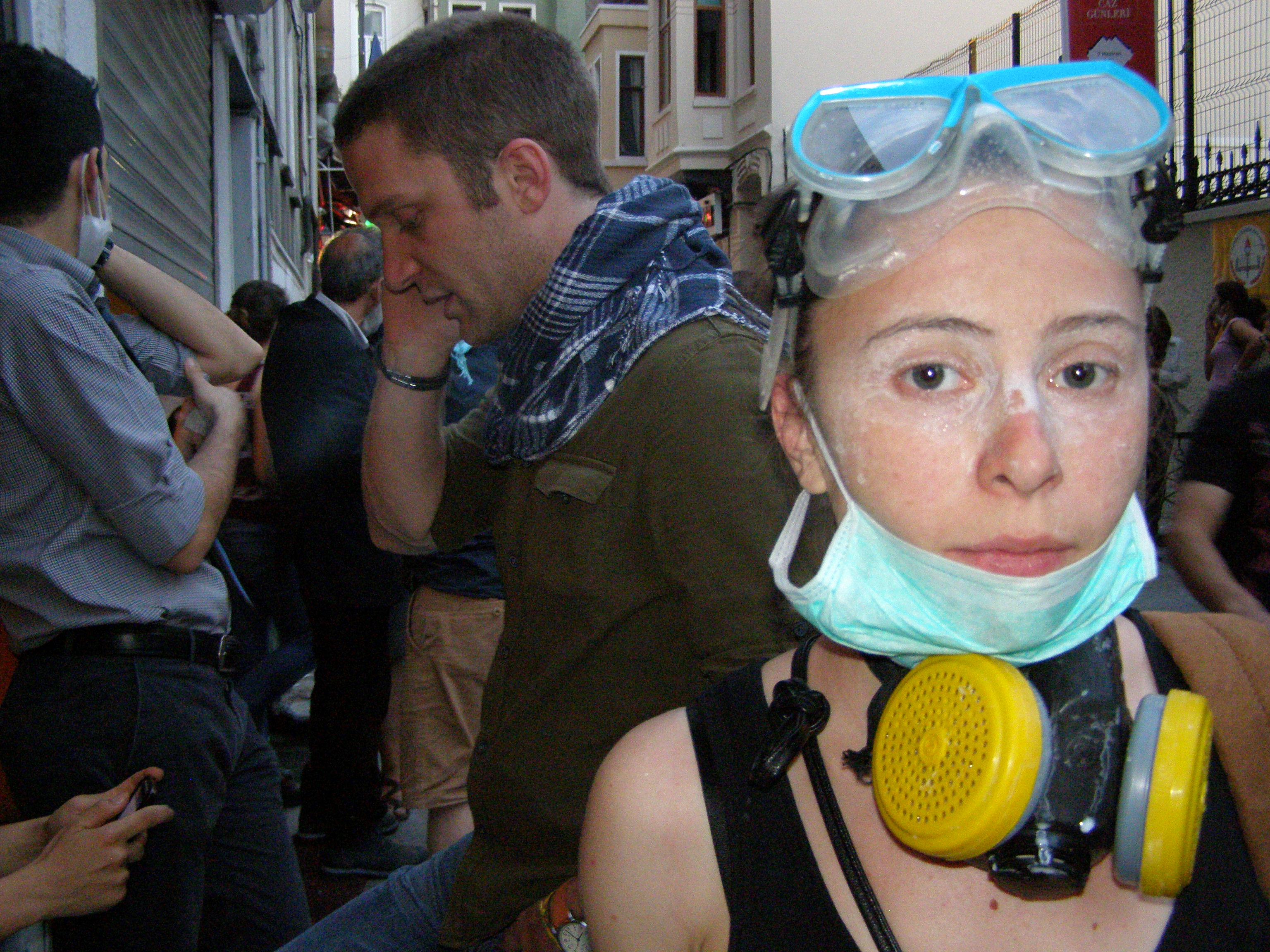
Demonstrantin mit Rückständen einer Augendusche gegen Tränengas im Gesicht

Als die Sicherheitskräfte innerhalb von 20 Tagen 130.000 Tränengaspatronen verbraucht hatten, plante die Türkei die Anschaffung weiterer 100.000 Patronen. Die Einwirkung von Tränengas führte laut Angaben der TTB zu oberflächlichen Entzündungen, „Verbrennungen“ (yanık), Atemwegserkrankungen sowie zu Asthma- und epileptischen Anfällen.
Die TTB forderte in einer „dringenden“ Pressemitteilung des Gösteri Kontrol Ajanları Bilimsel Danışma Kurulu vom 19. Juni das unverzügliche Verbot des als Pfefferspray bekannte Reizstoffes mit dem Wirkstoff Oleoresin Capsaicin, der zusammen mit anderen chemischen Kampfstoffen als chemische Waffe betrachtet werden solle. Den Ergebnissen der TTB zufolge sei es seit dem 31. Mai bereits zu „zehntausenden“ Verletzungen durch „Gas“-Einsatz gekommen. Die Anzahl der indirekt Getöteten sei unbekannt. Neben dem Ärzteverband TTB übten noch fünf weitere türkische Ärzteverbände scharfe Kritik an dem massiven Einsatz von Tränengas. Laut Ümit Bicer vom Verband der Gerichtsmediziner habe die Polizei das Reizgas „nicht als Mittel zur Kontrolle von Menschenansammlungen, sondern als chemische Waffe“ eingesetzt.
Bicer verwies darauf, dass Tränengas in die direkte Nähe von Menschen und in geschlossene Räume gefeuert worden sei, womit gegen internationales Recht verstoßen worden sei. Human Rights Watch verurteilte das Abfeuern von Gaskartuschen in geschlossene Räume ebenfalls als rechtswidrig. Auch eine Erklärung renommierter internationaler Wissenschaftler in der Science vom 19. Juli verwies darauf, die Polizei habe nach Angaben der Medien und der TTB exzessive Mengen augenreizender Mittel in öffentlichen und abgeschlossenen Räumen wie Krankenhäusern und Krankenstuben wie dem Alman Hastanesi (Deutsches Krankenhaus) eingesetzt. Eine solche Verwendung von Atemgiften („asphyxiating gases“) in geschlossenen Räumen sei nicht nur extrem gefährlich für die öffentliche Gesundheit, sondern auch strikt durch internationale Vereinbarungen wie dem Genfer Protokoll limitiert.
Laut Amnesty International zögen die Auswirkungen des unverhältnismäßigen Tränengaseinsatzes auch Passanten in Mitleidenschaft, die nicht an den Protesten beteiligt seien. So sei Tränengas unter anderem in abgeschlossenen Bereichen wie der U-Bahn-Station am Taksim-Platz und in Gebäuden eingesetzt worden, in denen Protestierende Zuflucht gesucht hatten.
Von Seiten der türkischen Ärzteschaft wurde „ernste Sorge“ geäußert, dass zwei weitere Todesfälle auf den Einsatz von Tränengas zurückzuführen sein könnten. So sei der Tod von İrfan Tuna in Ankara an Atembeschwerden und der einer 50-jährigen Frau in Istanbul an einem Herzstillstand bisher nicht in die Opferzahl der Proteste eingerechnet worden, obwohl die beiden starben, nachdem sie großen Mengen Tränengas ausgesetzt waren.

#### Einwirkung von Zusätzen im Wasser der Wasserwerfer

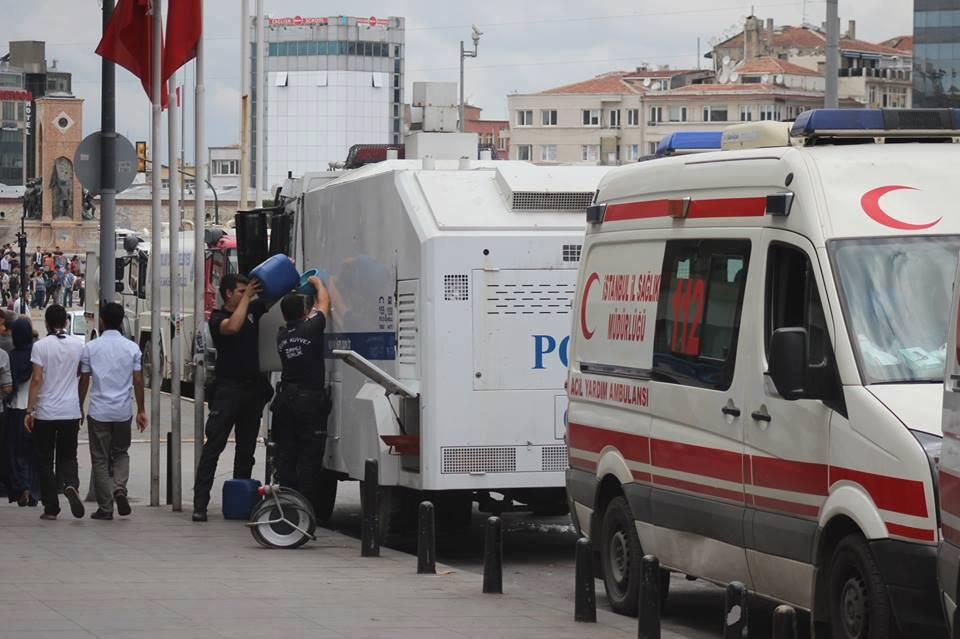
Polizeibeamte geben dem Tank eines Wasserwerfers eine unbestimmte Flüssigkeit hinzu.

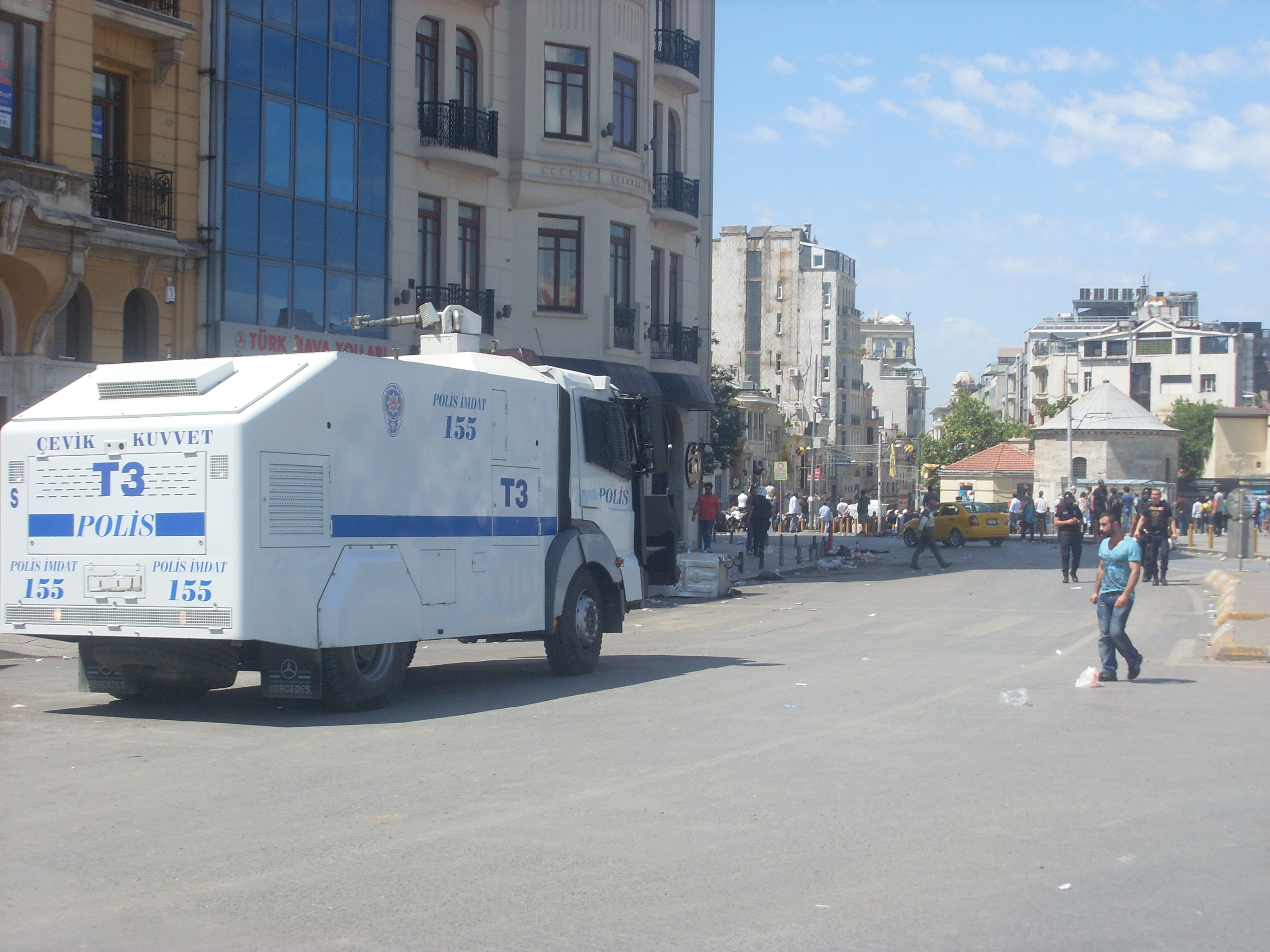
TOMA am Taksim-Platz

Laut dem Generalsekretär der Istanbuler Sektion der TTB, Hüseyin Demirdizen, war dem Wasser der Wasserwerfer – Masseninterventionsfahrzeuge (TOMA) – eine nicht näher definierbaren Chemikalie, vermutlich Reizgas, beigemischt worden. Ein Unternehmen, das Reizstoffe herstellt, die zur Beimischung mit dem Wasser gedacht sind, gab an, dass die Verbrennungen möglicherweise durch zu hohe Konzentrationen von Reizstoffen verursacht wurden, die dem Wasser zugesetzt wurden.
Allein am 16. Juni erlitten laut der TTB 20 Menschen in Istanbul Verbrennungen, die durch säurehaltiges Wasser verursacht wurden, das von Wasserwerfern auf sie gespritzt wurde. Am 22. Juni erlitten acht Menschen in Istanbul Verbrennungen zweiten Grades, die mit dem „Wasser“ der Wasserwerfer in Verbindung stehen. Nachdem Wasserwerfer ihren Wasserstrahl am 16. Juni unter anderem auch in das als Lazarett für verletzte Demonstranten eingerichtete Divan-Hotel in Istanbul-Harbiye gerichtet hatten, klagten von dem Wasserstrahl getroffene Personen über plötzliches Brennen und stundenlange Rötung der Haut, während aus dem ebenfalls am 16. Juni von Wasserwerfern angegriffenen Point-Hotel am Taksim, dessen Türen mit Wasser besprüht wurden, gemeldet wurde, die in der Eingangshalle befindlichen Menschen hätten daraufhin begonnen zu husten und nach Luft zu schnappen. Demonstranten berichteten von starken Hautreizungen, Ausschlägen oder „Hautverätzungen“, die von den Wasserwerfern beigemischten Chemikalien stammen sollten.
Der Gouverneur von Istanbul räumte zwar ein, dem Wasser der Wasserwerfer sei ein „Medikament“ als Zusatz beigemischt worden, doch handele sich dabei um „keine Chemikalien“. Nach Angaben der Tagesschau soll der Gouverneur von Istanbul dagegen bestätigt haben, dass den Wasserwerfern der Polizei ein Reizstoff beigemischt wurde, der zu schweren Hautreizungen führe. Einem Bericht der Hürriyet zufolge konnte die Zeitung mit Fotos belegen, dass dem Wasser flüssiges Pfeffergas (Capsaicin oder Capsaicinderivate) beigemischt wurde. Auf den Fotos wird ein Wasserwerfer mit einem Zehn-Liter-Kanister, der die Aufschrift „Jenix“ – der Markenname eines Pfeffersprays – trägt, befüllt. Laut dem Chef der Istanbuler Ärztekammer, Ali Çerkezoğlu, zeigten Menschen, die mit dem Wasser in Berührung gekommen sind, eine „allergische Reaktion“.
Medien berichteten auch im Juli, das Wasser der Wasserwerfer sei zeitweise mit einer Chemikalie versetzt, die ähnlich wie Tränengas wirke. Berichten nach konnten Wasserwerferpiloten die Beimischung der betreffenden chemischen Substanz jeweils aktuell bedarfsweise „auf Knopfdruck“ aktivieren. Bei Aktivierung der Beimischung färbe sich das Wasser orange und Wasser und Sprühnebel riefen teils schwere Reizungen an Augen und in Atemwegen hervor. Hürriyet Daily News berichtete im August, die Fußgängerzone der Istanbuler Unabhängigkeitsstraße sei seit Beginn der Proteste fast jedes Wochenende trotz der zu dieser Zeit starken Präsenz von Passanten, Touristen oder Kindern mit dem mit Chemikalien versetzten Wasser der Wasserwerfer regelrecht „gewaschen“ worden, wie beispielsweise am 3. August.

#### Mechanische Einwirkung von Tränengasgranaten
Laut Amnesty International zeigen Videoaufnahmen, dass die Polizei vorsätzlich Tränengaskanister auf Protestierende schleuderte. Darüber hinaus sollen Fotos von Polizisten existieren, die gezielt mit ihren Druckluftgewehren Reizgaskartuschen auf einzelne Demonstranten feuern. Auch nach Angaben von Human Rights Watch (HRW) haben die Einsatzkräfte Demonstranten durch gezieltes Abschießen von Tränengas-Projektilen verletzt. Es seien „zahlreiche Fälle von Verletzungen am Kopf oder am Oberkörper durch verschossene Tränengas-Kartuschen“ dokumentiert. Die HRW-Türkei-Expertin Emma Sinclair-Webb verwies darauf, dass Gasgeschosse üblicherweise in Beinhöhe oder über die Köpfe der Demonstranten verschossen würden, um die Menge zurückzudrängen.
Mitte Juni verurteilte der Europäische Gerichtshof für Menschenrechte das Zielen auf die Köpfe von Demonstranten an dem Fall eines 13-Jährigen, der von einer Kartusche am Kopf verletzt worden war. Nach Angaben der Ärztevereinigung TTB erblindeten Demonstranten durch entsprechende Verletzungen auf einem Auge. Laut einem Bericht der in New York ansässigen Menschenrechtsorganisation Physicians for Human Rights (PHR) von September 2013 verloren 11 Personen ihr Augenlicht oder ein Auge, nachdem ihnen Tränengaskartuschen direkt in die Gesichter geschossen wurden. Bereits am 1. Juni war gemeldet worden, dass der türkischen Ärztevereinigung zufolge sechs Personen das Augenlicht verloren haben, weil sie von Tränengasgranaten getroffen wurden. Die Bild hatte am 3. Juni berichtet, die Polizei solle, Informationen aus einem Internet-Blog zufolge, Demonstranten direkt mit Tränengas attackieren, wobei bereits „angeblich drei Menschen ihr Augenlicht verloren hätten“.
Ein Bericht der Menschenrechtsorganisation Physicians for Human Rights (PHR) von September 2013 kam zu dem Ergebnis, dass die türkische Regierung während der Demonstrationen im Juni unnötige und exzessive Gewalt angewendet hat, Tränengas in einem massiven Ausmaß als Waffe verwendet hat und vorsätzlich auf medizinische Einrichtungen und medizinisches Personal abgezielt hat.
Einige bekannt gewordene Beispiele von Verletzungen durch Tränengasgranaten:
- Zu den nachhaltigsten Eindrücken der Polizeiintervention des 31. Mai gehörten die Bilder von der Verletzung der 34-jährigen Lobna Allamii, die von einem Tränengaskanister in den Kopf getroffen wurde und ins Koma fiel.[115] Auf einem im Internet und vom türkischen Sender Habertürk TV veröffentlichten Video war zu sehen, wie die junge Frau in Shorts bewusstlos am Boden lag, einen Arm unnatürlich krümmt und zuckende Bewegungen ausführte. Sie lag mit ihrem rosafarbenen T-Shirt und einer blutenden Kopfverletzung auf einem Rasenstück des Taksim-Platzes, bis sie unter anderem von Gasmasken tragenden Polizisten in einen Rettungswagen gebracht wurde. Als Fotos von ihr in den sozialen Netzwerken zirkulierten, wurde sie „Lady in Pink“ genannt, analog zur „Lady in Red“, deren Foto internationale Bekanntheit erhielt. Zunächst wurde ihr Name in phonetischer Annäherung wiedergegeben und berichtet, sie sei am 31. Mai am Taksim-Platz in Beyoğlu mit einer durch ein Tränengasgeschoss verursachten Schädelfraktur ins Krankenhaus eingeliefert worden und habe sich daraufhin in einem kritischen Zustand befunden.[109][116] Kurz nach dem Vorfall kursierten im Internet Gerüchte ihres Todes.[110][288] Nach einigen, sich zum Teil widersprechenden Berichten, wurde ihre Identität namentlich bestätigt. Es handelt sich um eine in Berlin arbeitende Musik- und Eventmanagerin türkischer Staatsbürgerschaft und jordanisch-palästinensischer Herkunft, die seit dem Vorfall auf einer Intensivstation im Koma lag.[110][111][281] Nach 18 Tagen Behandlung auf Intensivstation teilte ihre Schwester der Presse mit, dass die Ärzte einen bleibenden Hirnschaden für möglich hielten und das Risiko lebenslanger Lähmung bestehe.[115] Sie wurde für 24 Tage lang in induziertem Koma gehalten.[281][289] Auch nach dem Erwachen aus dem Koma blieb ihr Zustand jedoch weiterhin kritisch. Nach Pressemeldungen war ungeklärt geblieben, welcher Polizist die für die Kopfverletzung ursächliche Tränengasgranate entgegen der Vorschrift nicht im Winkel von 45 Grad abgefeuert habe.[112] Nach Presseberichten über eine Beschädigung ihres Sprachzentrums und einseitigen Lähmungserscheinungen[113][114][281][289][290] besserte sich ihr Zustand Presseberichten zufolge zunehmend[291] und sie konnte am 19. Juli nach zwei Hirnoperationen aus dem Krankenhaus entlassen werden, während ihre rechte Körperhälfte teilweise Lähmungserscheinungen beibehielt.[292]
- Der 17- oder 16-jährige Gymnasiast Mustafa Ali Tombul wurde in Istanbul am 8. Juli durch eine Tränengaspatrone lebensgefährlich am Kopf verletzt, schwebte wochenlang in Lebensgefahr[117][169][170][212][293][294][295] und erwachte am 16. Juli erstmals aus dem Koma.[296] Sein Zustand besserte sich nach rund zwei Wochen auf Intensivstation[297], so dass er zum Zeitpunkt der TTB-Statistik vom 1. August nicht mehr in Lebensgefahr schwebte[32] und am 14. August aus dem Krankenhaus entlassen werden konnte.[298] Sein Vater gab an, der Schuss mit der Gaspatrone sei aus einer Entfernung von fünf Metern gezielt abgegeben worden.[299] Nach anderen Angaben hatte er eine Schussdistanz von zwei bis drei Metern angegeben und betont, aus dieser Entfernung sei das geringe Alter seines Sohnes erkennbar gewesen. Er forderte, dass der Polizist, der auf seinen Sohn geschossen hatte, identifiziert werde und dass die Behörden zu dem Vorfall eine Erklärung abgeben.[300] Ein Freund gab als Schussdistanz 10 Meter an.[301]
- Die 20-jährige Demonstrantin Dilan Dursun wurde nach Angaben der Menschenrechtsorganisation Physicians for Human Rights (PHR) am 16. Juni 2013 mit einer Tränengaskartusche aus einer Entfernung von acht bis zehn Metern am Kopf getroffen, während sie in Ankara in der Nähe des Kızılay-Platzes am Begräbnis von Ethem Sarısülük teilnahm, der am 1. Juni 2013 in einer Entfernung von etwa zweieinhalb Kilometer von einem Polizisten erschossen worden war. Die Gaskartusche führte zu einem Schädelbasisbruch und verursachte eine Hirnblutung.[302][303] Berichten zufolge soll sie überlebt haben, weil sich während ihrer Verletzung ein Gehirnchirurg bei ihr befand, der unverzüglich eingriff, um ihr Leben zu retten.[302] Dursun wurde in einem Privatwagen zu einem nahe gelegenen Krankenhaus gebracht und unverzüglich operiert. Sie erwachte vier Tage später aus dem Koma und wurde 15 Tage nach dem Vorfall aus dem Krankenhaus entlassen.[303] Nach ihrer Entlassung aus dem Krankenhaus am 28. Juni litt sie unter Gedächtnisverlust und Sprechstörungen.[302][303] CCTV-Videomaterial des Vorfalls zeigt, dass die Polizei Tränengaskartuschen von den „Skoprion“ genannten Panzerfahrzeugen direkt auf flüchtende Demonstranten verschoss. Polizeiunterlagen aus der Ermittlungsakte zeigen auf, dass am Tag des Vorfalls rund 5.000 Gaskartuschen gegen 20.000 Demonstranten im Stadtzentrum von Ankara eingesetzt wurden. Videomaterial einer manuell gesteuerten CCTV-Kamera zeigt, dass sie von der Szene, in der Dursun verletzt am Boden liegt, in eine leere Straße wegschwenkt. Polizeifunkaufzeichnungen belegen, dass ein Polizeibeamter die Verletzung eines Zivilisten meldet und einen Krankenwagen anfordert, der jedoch nie eintraf. Eine Spurensicherung wurde erst vier Tage nach dem Vorfall vorgenommen, trotz der Beschwerden von Anwälten, die zugunsten von Dilan Dursun eine Strafanzeige gestellt hatten. Zwar wurde für die Ermittlungen CCTV-Videomaterial bereitgestellt, doch fehlte darunter das Videomaterial der für die Aufklärung des Vorfalls wichtigsten Kamera (Kamera Nr. 199), obwohl das Videomaterial dieser Kamera Monate später bei der Strafverfolgung von 35 Personen wegen ihrer Teilnahme an Gezi-Park-Demonstrationen auftauchte. Nach Benachrichtigung durch die Anwälte konnte der Staatsanwalt im Februar 2014 – acht Monate nach der ersten Anforderung des Videomaterials – das Material von Kamera Nr. 199 erhalten.[303]
- In Antakya erlitt ein Mann durch eine Tränengasgranate am 12. Juli eine lebensgefährliche Kopfverletzung, die er durch Behandlung auf der Intensivstation überlebte.[169][304]
- In Ankara-Dikmen traf den 35-jährigen Aydın Ay eine Tränengasgranate in der Nacht des 14. Juli am Kopf und löste eine lebensbedrohliche Gehirnblutung aus.[169][305] Anfang August schwebte er laut TTB-Statistik vom 1. August nicht mehr in Lebensgefahr.[32]
- Eine 19-jährige Schülerin verlor bereits am ersten Tag der Proteste in Istanbul bei einem Angriff der Polizei laut Spiegel fast ein Auge, als sie von einer Tränengaskartusche aus nächster Nähe getroffen wurde. Die Polizisten, so die namentlich erwähnte Verletzte, hätten direkt auf die Köpfe der Demonstranten gezielt.[306][307][308]

#### Weitere mechanische Einwirkungen
Neben Tränengaskanistern lösten auch Plastikgeschosse und Schläge Kopfverletzungen, Verletzungen des Bewegungsapparates, Weichteilverletzungen, Schnittwunden, „Brandwunden“ und Frakturen aus. Wie die Tränengaskanister führten auch Plastikgeschosse zum Verlust des Sehvermögens und zur Verletzung intra-abdominaler Organe.
Die Menschenrechtsorganisation Human Rights Watch berichtete schon am 1. Juni, ein junger Student habe ein Auge verloren, nachdem die Polizei ihn aus nächster Nähe mit einem Gummigeschoss ins Auge traf. Ein weiteres Beispiel gibt der Amnesty-International-Bericht vom 2. Oktober:

- Die 23-jährige Hülya Arslan, die gerade ihr Studium absolviert hatte, war am 11. Juni nach ihrem ersten Arbeitstag tagsüber gemeinsam mit ihrer Mutter im Gezi-Park, soll nach Einschätzung der Ärzte möglicherweise von einem Plastikgeschoss getroffen worden sein, verlor infolgedessen ein Auge und erlitt einen Nasenbeinbruch.[310][311][312] Sie wurde in dem von freiwilligen Ärzten und Helfern errichteten Notlazarett im Gezi-Park erstversorgt.[313]

Andere Menschen sind nach Angaben des Generalsekretärs der Istanbuler TTB-Sektion durch Schlagstockeinsatz, Schläge oder Tritte der Polizisten verletzt worden. Folgendes Fallbeispiel gibt der Amnesty-International-Bericht vom 2. Oktober:

- Der 37-jährige Hakan Yaman, der sich am 3. Juni 2013 nach Beendigung seines Arbeitstages als Minibus-Fahrer auf dem Heimweg befand,[314] wurde um ca. 22:30 bis 23 Uhr während einer Gezi-Park-Demonstration in der Nähe seines Hauses im Istanbuler Viertel Sarıgazi von vier Bereitschaftspolizisten und einer zivil gekleideten Person nahe einem Wasserwerfer verprügelt und auf ein Feuer geworfen, nachdem er zuvor von einer Tränengaskartusche im Bauchbereich getroffen worden sein soll. Er erlitt laut gerichtsmedizinischem Befund einen Schädelbasisbruch, Frakturen an Nasenbein, Wangenknochen, Stirn und Kinn, verlor ein Auge sowie 80 Prozent des Sehvermögens des anderen Auges und trug Verbrennungen zweiten Grades am Rücken davon. Eine Fraktur zog sich vom Schädeldach bis hin zum Wangenknochen. Er erstatte Ende August Anzeige wegen versuchten Mordes.[311][313][314][315][316] Medienberichten zufolge sollte Yaman überlebt haben, weil Demonstranten ihn aus dem Feuer zogen und ins Krankenhaus brachten.[313] Er selbst gab gegenüber Amnesty International an, sich selbst aus dem Feuer befreit zu haben und dann in ein Krankenhaus gebracht worden zu sein.[314] Eine Entschädigung erhielt er nicht.[313] Ein Augenzeuge nahm den Vorfall auf seinem Mobiltelefon auf. Trotz der Identifikationsnummer an dem Wasserwerfer, die in dem Video sichtbar ist, sahen sich die Istanbuler Polizeibehörden nicht imstande, die Identität der für neben dem Wasserwerfer abgestellten Polizeibeamten aufzudecken.[314] Laut RTL existiert ein Video „von der Tat als ihn die Polizisten ins Feuer schleifen“.[313] Bereits Ende Juni 2013 war in türkischen Medien ein Video gezeigt worden, das zeigen sollte, wie ihn teilweise uniformierte Polizisten über den Boden zogen.[317][318] Obwohl das von dem Augenzeugen mit dem Mobiltelefon aufgenommene Video laut Amnesty International viele Hinweise auf die Identität der involvierten Polizisten gibt, wurde eine verwaltungsmäßige Ermittlung des Vorfalls ergebnislos beendet und eine strafrechtliche Ermittlung führte nicht zur Identifizierung der für die Körperverletzung verantwortlichen Polizeibeamten. Die dem Wasserwerfer zugeteilten Polizeibeamten wurden identifiziert, behaupteten jedoch, sich nicht an das Ereignis erinnern zu können und nicht in der Lage zu sein, die in der Nähe ihres Wasserwerfers arbeitenden Polizisten zu identifizieren. Die 34 in dem Gebiet eingesetzten Bereitschaftspolizisten wurden ebenfalls identifiziert und gaben gegenüber dem Staatsanwalt an, nicht in das Ereignis involviert gewesen und nicht in der Lage zu sein, die in dem Video zu sehenden Polizeibeamten zu identifizieren. Das Videomaterial zeigte eine Person, die Zivilkleidung, einen weißen Polizeihelm (uniformierte Bereitschaftspolizei in dem Gebiet trug blaue Helme) und eine „zet“ zum Abfeuern von Tränengaskartuschen trug. Ermittlungsdokumente gaben jedoch an, die Helmnummern seien nicht sichtbar, weil sie entweder abgedeckt oder nicht fluoreszierend waren und keine Aufzeichnungen gemacht davon wurden, welche Polizisten mit welcher Riot Control-Ausrüstung ausgestattet wurden.[314]

Durch den Wasserdruck der Wasserwerfer wurden Weichteilverletzungen hervorgerufen. Nach Angaben der Protestbewegung soll es auch zu schweren Kopfverletzungen durch den Strahl von Wasserwerfern gekommen sein, wie bei der vorübergehenden Wiedereröffnung des Gezi-Parks am 8. Juli.
Unter den Verletzten befanden sich auch Kinder wie in Adana, wo ein 10-jähriges Kind eine Beckenfraktur erlitt.

#### Angriffe auf Verletzte und medizinische Betreuer
Die Polizei griff während der Proteste dutzende Notlazarette für verletzte Demonstranten an und übte Druck auf den Ärzteverband TTB aus, die Namen behandelnder Ärzte preiszugeben. Laut dem Generalsekretär der Istanbuler TTB-Sektion, Hüseyin Demirdizen, waren fast alle provisorischen Lazarette in Istanbul, Ankara, Izmir und anderen Städten Ziel von Polizeiübergriffen. Einige seien unter Tränengaseinsatz geräumt worden, wobei mehr als zehn Ärzte festgenommen worden seien. Polizisten hätten im Verlauf der Proteste schließlich bei der Verfolgung der Demonstranten selbst bei Verletzten nicht haltgemacht und die Demonstranten bis in die Hotels, die Notaufnahmen der Krankenhäuser, Moscheen, Privatwohnungen und andere geschützte Orte verfolgt. „Sogar Verletzte“, so Demirdizen, „die an Atemgeräte angeschlossen waren oder an Serumflaschen hingen, wurden mit Tränengas und Schlagstöcken attackiert“. Die Polizeibeamten hätten dabei keine Rücksicht darauf genommen, dass die Verletzten medizinische Versorgung benötigten. Schließlich seien die Ärzte und ihre Helfer zu Demonstranten und deren Unterstützern erklärt und versucht worden, die Ärzte bei der medizinischen Versorgung zu behindern.
In der medizinischen Fachzeitschrift The Lancet erschien am 15. Juni der anonyme Bericht eines Arztes, laut dem Polizeikräfte in Istanbul auch Ärzte und Medizinstudierende angegriffen haben sollen, die vor Ort medizinische Hilfe leisten wollten. Die Sicherheitskräfte hätten demnach zunächst verhindert, dass Krankenwagen und Ärzte in die Protestregion gelangten. Als die medizinischen Helfer deshalb behelfsmäßige Erste-Hilfe-Stationen einrichteten, hätten sie unter anderem Verletzte betreut, die von Gaskapseln getroffen wurden, die Polizeikräfte aus unmittelbarer Nähe abgefeuert hatten. Die Situation soll eskaliert sein, als Polizeikräfte die Erste-Hilfe-Stationen direkt angriffen und auch einen Medizinstudenten vor den Augen der anderen Ärzte so zusammengeschlagen hätten, dass er auf einer Intensivstation behandelt werden musste. Die Polizei habe Reizgas in die Erste-Hilfe-Stationen geworfen und medizinisches Personal verhaftet.
Berichten zufolge wurden Wasserwerfer auch gegen innerhalb von Gebäuden befindliche Menschen eingesetzt, in die die Wasserwerfer den Wasserstrahl durch Türen und Fenster und auf provisorische Lazarette richteten. Davon war unter anderem das als türkische Privatklinik dienende „Deutsche Krankenhaus“ nahe dem Taksim-Platz in Istanbul am 15. Juni betroffen, wo die Polizei auch Tränengas einsetzte und mit Schlagstöcken auf Menschen eingeprügelt haben soll, sowie das von Ärzten zur Behandlung verletzter Demonstranten als provisorische Klinik genutzte Divan-Hotel im Harbiye-Viertel in Istanbul am 16. Juni.
Laut dem Bericht von Physicians for Human Rights (PHR) vom September 2013 hatte die türkische Regierung während der Demonstrationen im Juni vorsätzlich Gewalt gegen medizinische Einrichtungen und medizinisches Personal gerichtet.

#### Würfe von Brandsätzen
Am 11. Juni wurde im türkischen Fernsehen gezeigt, wie eine kleine Gruppe von vier oder fünf Personen, bei denen es sich um Demonstranten zu handeln schien, zu Beginn der Polizeiintervention um den Taksim-Platz Flaschenbrandsätze auf Polizisten warf. Aziz Küçük, ein Vorstandsmitglied der Sosyaldemokrat Halk Partisi (SHP) stritt ab, dass die Molotowcocktails werfenden Personen, die eine SHP-Flagge mit sich führten, der SHP angehörten. Die Gezi-Park-Demonstranten hatten sich schnell von der Gruppe Molotowcocktail werfender Personen distanziert und behauptet, es handele sich um Undercover-Polizisten. Luke Harding übernahm im Guardian den Standpunkt, es habe sich bei den Molotow-Cocktail werfenden Personen tatsächlich um Undercover-Polizisten mittleren Alters gehandelt, die einen „nicht sehr plausiblen »Angriff«“ für die Kameras gestellt hätten. Der Gouverneur von Istanbul, Hüseyin Avni Mutlu, gab dagegen über Twitter bekannt, eine Molotowcocktail werfende Person sei festgenommen worden. Sie habe auch ein Walkie-Talkie getragen habe und ihr Bild sei über die sozialen Medien mit der Behauptung verbreitet worden, sie sei ein Undercover-Polizist. Tatsächlich handele es sich bei ihr dagegen um ein Mitglied der SHP, das sechs Monate im Gefängnis verbracht hatte. In den Medien wurde ein brennender Mann gezeigt, der teilweise als „brennender Demonstrant auf dem Taksim-Platz“ (tagesschau.de) bezeichnet wurde.

## Schadensbilanzen
Laut Generaldirektion für Sicherheit wurden etwa 100 Polizeifahrzeuge während der Proteste beschädigt. Nach Angaben des Gouverneurbüros und der Metropolgemeinde von Ankara führten die Gezi-Park-Proteste allein in der türkischen Hauptstadt zu einer Zerstörung von Eigentum im Wert von 17 Millionen TRY, einschließlich 132 Arbeitsstätten, 71 Banken und Geldautomaten, 74 Polizeiwagen, 30 Fahrzeuge des Öffentlichen Verkehrs, vier Feuerwehrfahrzeuge und 117 Reklameflächen.
Bereits am Abend des 5. Juni hatte Vizepremierminister Bülent Arınç der Presse in der ersten Bilanz der Unruhen aus Regierungsperspektive mitgeteilt, es seien 317 Polizeifahrzeuge verbrannt oder anderweitig beschädigt worden.
Ende November wurde der Schaden der Antiregierungsproteste des Sommers 2013 auf 139 Millionen TRY geschätzt, wovon mit 74 Millionen TRY rund die Hälfte zu Lasten der Geschäftsleute ging. Die Schäden an Polizeifahrzeugen beliefen sich demnach auf 15,5 Millionen TRY, die der Gemeinden an ihren Fahrzeugen und an ihrer zerstörten Infrastruktur auf 10 Millionen TRY.

## Strafverfolgung und Vermisste
Nach der Gesetzeslage dürfen Verdächtige bis zu vier Tage in Gewahrsam gehalten werden, bevor sie einem Richter vorgeführt werden.

### Festnahmen und Inhaftierungen von Protestteilnehmern
Nach dem in den Medien im November wiedergegebenen, abschließenden Bericht der türkischen Behörden kam es bei den Antiregierungsprotesten zu 5.513 Verhaftungen in 80 Provinzen. Im Zuge weiterführender Ermittlungen wurden demnach noch einmal 189 Personen verhaftet.
Bereits in den ersten vier Tagen der Proteste sind nach Angaben der in Ankara beheimateten Menschenrechtsorganisation İnsan Hakları Derneği (İHD) rund 3300 Menschen türkeiweit festgenommen worden, von denen die meisten bereits am 4. Juni wieder entlassen worden waren.
Während der Polizeiintervention am 11. Juni um den Taksim-Platz wurden nach Angaben des Gouverneurs von Istanbul 70 Personen im SHP-Hauptquartier festgenommen.
Der Staatsanwaltschaft zufolge wurden am 16. Juni, nach der Räumung des Gezi-Parkes am 15. Juni, bei Protesten in Istanbul und Ankara knapp 600 Menschen festgenommen.
Im Zuge des Polizeiintervention gegen die regierungskritischen Proteste in Istanbul wurden laut Mitteilung der Staatsanwaltschaft vom 18. Juni etwa 90 Mitglieder der bei den Protesten aktiven Gruppierung Ezilenlerin Sosyalist Partisi (ESP) in ihren Wohnungen festgenommen. Laut NTV wurden zudem 30 Menschen in Ankara und 13 weitere in Eskişehir festgenommen.
Am 20. Juli gaben die Tagesthemen an, es seien inzwischen über 4000 Personen festgenommen worden. Martin Weiss (ARD Istanbul) sprach in diesem Zusammenhang von einer „regelrechten Hexenjagd, vor allem auch gegen Pressevertreter“. Nach Angaben verschiedener Menschenrechtsorganisationen befanden sich von den tausenden Festgenommenen der vorangegangenen Wochen etwa 150 Leute weiterhin in Haft. Die meisten Anklagen lauteten von Aufruf zu öffentlichem Aufruhr, über Widerstand gegen die Staatsgewalt bis hin zu Mitgliedschaft oder Bildung einer terroristischen Organisation. Nach Angaben der CHP vom 22. Juli befanden sich zu diesem Zeitpunkt 64 Journalisten im Gefängnis und 123 weitere Journalisten würden im Zusammenhang mit Terrorismusvorwürfen angeklagt.
Laut einem Zwischenstand der Staatsanwaltschaft von Ende Juli waren allein in Istanbul 715 Demonstranten von der Polizei festgenommen worden. Die Verhaftungen mutmaßlicher Organisatoren der Proteste setzte sich auch in Izmir und Ankara fort.
Innerhalb der ersten drei Monate der Proteste wurden laut einem Bericht der Tageszeitung Star, die sich auf einen angeblichen „Gezi-Bericht“ des türkischen Innenministeriums bezieht, 5341 Menschen festgenommen, die meisten davon in Ankara (905) und Istanbul (872). 160 Personen seien demnach den Festnahmen oder Verhaftungen in Folge von Gerichtsbeschlüssen inhaftiert worden, unter anderem in Izmir (50), Istanbul (40), Ankara (37), Bursa (8), Erzincan und Malatya (jeweils 7) sowie in Kocaeli (6). Besonders betroffen von Inhaftierungen während der Gezi-Park-Proteste seien Mitglieder der Marxistisch-Leninistischen Kommunistischen Partei (MLKP) mit 38 %, der Partei der Sozialistischen Demokratie (SDP) mit 23 %, der Kommunistischen Partei der Türkei/Marxistisch-Leninistisch (TKP/ML) mit 8 % und der Revolutionären Volksbefreiungspartei-Front (DHKP-C) mit 7 %. Etwa 53 % der Inhaftierten, so soll der angebliche Bericht des Innenministeriums angeben, seien zudem Mitglieder von Nichtregierungsorganisationen, 22 % mit politischen Parteien verbunden gewesen, 16 % sollen nationalistischen Gruppierungen angehört haben, während Angehörige religiöser Gruppierungen in der Minderheit gewesen seien.

#### Inhaftierungen
Am 21. Juni wurden 18 Mitglieder der an den Protesten beteiligten Sozialistischen Partei der Unterdrückten (ESP) unter dem Vorwurf der „Mitgliedschaft in einer terroristischen Vereinigung“ und der „Zerstörung öffentlicher Güter“ inhaftiert, nachdem die Polizei am 18. Juni bei Razzien Dutzende ESP-Mitglieder in ihren Wohnungen festgenommen und Büros der Zeitung Atılım sowie der Nachrichtenagentur ETHA durchsucht hatte, die beide der kleinen linksgerichteten Partei nahestehen sollen. Innenminister Muammer Güler gab an, der „seit einem Jahr vorbereitete“ Polizeieinsatz habe sich gegen die „terroristische Organisation“ Marxistisch-Leninistische Kommunistische Partei (MLKP), die sich ebenfalls an den Protesten im Gezi-Park beteiligt hatte, gerichtet.
Mitte Juli wurden bei Razzien der türkischen Anti-Terror-Einheit der Polizei insgesamt 30 politisch linksgerichtete Studenten inhaftiert. Sie sollen während der Massenproteste in der Türkei an „provokativen Aktionen“ beteiligt gewesen sein und auf Grundlage der Anti-Terror-Gesetze angeklagt werden.

#### Vermisste
Amnesty International berichtete Mitte Juni, dass im Zusammenhang mit den gewaltsamen Räumungen in Istanbul hunderte Personen verhaftet worden seien. Die türkische Anwaltsvereinigung verfüge über die Namen von mindestens 70 Verhafteten, die seitdem vermisst würden. Auf der Internetseite der deutschen Sektion der Menschenrechtsorganisation heißt es: „Amnesty befürchtet Folter und Misshandlung in Haft und Polizeigewahrsam“.

#### Prozess- und Haftbedingungen
Laut Amnesty International hatten die Anti-Terror-Gesetze zu unfairen Gerichtsverhandlungen geführt. Nach der Gesetzeslage kann sich bereits die Untersuchungshaft über einen Zeitraum von fünf Jahren erstrecken.
Über die Haftbedingungen wurden Mitte Juli Gerüchte laut, die Ertuğrul Özkök, Chefredakteur der Hürriyet, im Falle der Bewahrheitung als schockierend bezeichnete. Es war behauptet worden, inhaftierte Gezi-Park Demonstranten, bei denen es sich mehrheitlich um junge Menschen und Studenten handelte sowie um Anwälte, Ärzte, Künstler und weitere Zivilisten, seien angeblich bewusst Gefängniszellen mit Schwerverbrechern zugeordnet worden. Dort seien sie Übergriffen durch Insassen ausgesetzt.

#### Prozesse
Nach Angaben der Türkiye İnsan Hakları Vakfı (TİHV) und des İHD in einem FIDH-Bericht vom Mai 2014 wurden 5653 Demonstranten in 97 getrennten Prozessen vor Gericht gestellt, unter Vorwürfen der Beteiligung an ungenehmigten Protesten, des Widerstands gegen die Polizei, der Beschädigung öffentlichen Eigentums und der Verübung terroristischer Delikte. Während Angeklagten in einigen Fällen bei der ersten Verhandlung freigesprochen wurden, zogen sich andere Prozesse in die Länge. Die überwiegende Mehrzahl der Angeklagten blieb auf freiem Fuße, während einige terroristischer Delikte Beschuldigte über einen Zeitraum bis zu zehn Monate in Untersuchungshaft verbrachten. Im Oktober wurden noch einmal 244 Demonstranten zu Haftstrafen verurteilt.
Aufgrund mangelnder Beweise sprach ein Gericht im Februar 2020 mehrere angebliche Organisatoren frei. So wurden etwa der prominenteste Angeklagte Osman Kavala und nach Angaben der staatlichen Nachrichtenagentur Anadolu weitere neun Angeklagte freigesprochen.

### Strafverfolgung gegen Sicherheitskräfte
Anfang September 2013 ergab eine Prüfung des türkischen Innenministeriums, dass die Polizei beim Versuch der Unterdrückung von Gezi-Park-Protesten in Istanbul und Izmir „exzessive Gewalt“ angewendet habe. Innenminister Muammer Güler gab nach Medienberichten die im Bericht geforderte vorläufige Erlaubnis für eine Untersuchung einiger Fälle der exzessiver Gewaltanwendung in Istanbul, darunter auch der Fall der in den Medien als „woman in red“ bekanntgewordenen Demonstrantin, die am 28. Mai im Gezi-Park mit Pfefferspray angegriffen und dabei fotografiert worden war und deren Foto in der Türkei einen Aufruhr erzeugte und eines der nachhaltig bekanntesten Bilder der Proteste wurde. Ebenso forderte er eine Überprüfung von Zivilpolizisten an, deren Marsch mit Schlagstöcken durch Izmir als exzessive Gewaltanwendung erachtet wurde, sowie von Polizisten in Izmir, die nicht verhindert hatten, dass ein AKP-Gebäude in Izmir während der Gezi-Proteste in Brand gesetzt worden war. Die Prüfer stellten weiterhin fest, dass einige leitende Polizeibeamte in rechtswidrige Handlungen verwickelt waren, insbesondere indem sie Polizisten den Gebrauch von Schlagstöcken gestatteten, die nicht zu dem von der Polizei verwendeten Ausstattung gehören. Weiterhin beanstandete der Bericht, dass Zivilpolizisten keine Westen getragen hatten, die sie als Polizeibeamte auswiesen. Zusätzlich führten die Prüfer ihre Arbeit an Vorfällen in Ankara und Antalya fort.
Im Gegensatz zu der Anzahl an Prozessen gegen Demonstranten waren nach einem Jahr seit Beginn der Proteste nur vereinzelt Polizeibeamte einer Form von Strafverfolgung für die exzessive Anwendung von Gewalt und ihre Rolle bei dem Tod von drei Demonstranten ausgesetzt worden. Bis Juni 2014 wurden lediglich vier strafrechtliche Verfolgungen gegen Polizeibeamte mit Bezug auf Missbrauch in Zusammenhang mit den Gezi-Park-Protesten strafrechtlich verfolgt, von denen zwei bis Ende 2014 vor Gericht gestellt wurden:
- Die Strafverfolgung von vier Polizeibeamten der Anti-Terror-Abteilung und von vier Zivilisten, die beschuldigt wurden, in Eskişehir an der Verprügelung von Ali İsmail Korkmaz teilgenommen zu haben, die zu dessen Tod führte, wurde von Verzögerungen und Schwierigkeiten begleitet, die nach Ansicht von Amnesty International die Fairness des Gerichts und die Aussicht darauf untergraben konnten, dass die oder der Täter zur Verantwortung gezogen wird oder werden. Das Gericht wurde an zwei getrennten Orten gehalten, wobei der Hauptteil des Verfahrens in Kayseri stattfand, während verschiedene Zeugen getrennt vor einem Gericht in Eskişehir gehört wurden.[206]
- Auch die Strafverfolgung eines Polizeibeamten, der in Ankara Ethem Sarısülük mit scharfer Munition erschossen hatte, stieß auf Verzögerungen und Schwierigkeiten, die nach Ansicht von Amnesty International die Fairness des Gerichts und die Aussicht darauf untergraben konnten, dass der Täter zur Verantwortung gezogen wird.[206] Der Polizeibeamte, der für den aus kurzer Distanz abgefeuerten tödlichen Schuss auf den Demonstranten Ethem Sarısülük vor Gericht gestellt wurde, befand sich rund ein Jahr nach dem Vorfall weiterhin im Dienst. Er stand unter Anklage, „den Tod durch Überschreiten der Grenze gesetzmäßiger Verteidigung“ verursacht zu haben. Das nach Einschätzung von Human Rights Watch mangelhafte Verfahren gegen ihn verlief schleppend.[344]
- Der Prozessbeginn eines Istanbuler Polizeibeamten, der beschuldigt wurde, der als „Frau in Rot“ bekannt gewordenen Ceyda Sungur mit Pfefferspray ins Gesicht gesprüht zu haben, wurde auf den 13. Mai 2014 angesetzt.[206]
- Der Beginn der ersten Verhandlung im Prozess gegen den Polizeibeamten, der angeklagt wurde, Abdullah Cömert in Antakya getötet zu haben, wurde auf den 4. Juli 2014 angesetzt.[206]

## Merkmale der Protestbewegung

### Zusammensetzung
Eine Erhebung des Konda Umfrage- und Beratungsunternehmens ergab, dass sich von über 4000 befragten Demonstrationsteilnehmern aus dem Gezi-Park jeder zweite erst angesichts der Polizeigewalt den Protesten angeschlossen hatte. 14 Prozent gaben Erdoğans Äußerungen als ausschlaggebend an. Die Forderungen der Demonstranten waren mehr Freiheit (34 %), Achtung der Menschenrechte (18 %), mehr Demokratie (8 %) und Rücktritt der Regierung (9 %). Lediglich jeder zehnte nahm von Beginn an teil. Mehr als die Hälfte der Protestteilnehmer im Gezi-Park verfügte über einen universitären Abschluss, ein Drittel studierte und etwa die Hälfte war berufstätig.
Eine Blitzumfrage der Bilgi-Universität bestärkt den Eindruck, dass sich bei den Protesten die Entstehung einer parteigreifenden Bürgerbewegung offenbart hat, die sich in erster Linie aus der Jugend rekrutiert. So waren rund 40 % der Demonstranten im Alter von 19 bis 25 Jahren und weitere 24 % im Alter von 26 bis 30 Jahren. Ein Großteil der Protestteilnehmern bestand aus urbanen Jugendlichen, die noch nie zuvor an Demonstrationen teilgenommen hatten. 70 % gaben an, sich keiner politischen Partei nahe zu fühlen. Der Leiter der politikwissenschaftlichen Fakultät der Bilgi-Universität, Gencer Özcan, bezeichnete die Proteste Anfang Juni, als zahlreiche sozialistische, kommunistische und kurdischen Fahnen auf den Veranstaltungen von Demonstranten geschwenkt wurden, als „weit gefächerte Demonstration“, bei der sehr verschiedene Gruppen, auch radikale Gruppierungen, teilgenommen hätten: „Aber das Rückgrat wird durch junge Menschen gebildet, die für ihre Rechte auf die Straßen gehen. Youngsters, Schüler und Studenten bilden den Kern dieser Demonstrationen“. Die Oppositionsparteien hätten sich zu diesem Zeitpunkt bei der Teilnahme an den Protesten zurückhaltend verhalten. Die pro-kurdische BDP sei von Beginn an nicht offiziell an den Straßenprotesten beteiligt gewesen, der Parteivorstand der nationalistischen Partei MHP habe die Sympathisanten der Partei angehalten sich nicht an den Demonstrationen zu beteiligen und auch die Anhänger der republikanischen Volkspartei CHP, also der größten türkischen Oppositionspartei, hätten sich ebenfalls lediglich als Privatpersonen an den Protesten beteiligt.
Nach einer Einschätzung von Günter Seufert für die SWP bestand ein bedeutender Teil der Protestbewegung einerseits aus gut ausgebildeten und global vernetzten Jugendlichen sowie anderen Mitgliedern der säkularen Mittelschichten, die globale und insbesondere europäische Diskussionen und Anliegen jenseits des etablierten islamisch-säkularistischen Ideologiekonflikts aufgriffen. Der brutale Polizeieinsatz gegen die Demonstranten und die Abwertung der säkularen Mittelschichten durch die Regierung habe eine Solidarisierung ihrer Elterngeneration in breitem Maßstab bewirkt. Der enormen Resonanz der Aktion hätten sich dann andererseits linke Militante, Gewerkschaften sowie kulturell marginalisierte, aber gut organisierte alevitische und kurdische Jugendliche aus weniger sozial niedriger gestellten Stadtvierteln angeschlossen. Auf diese Weise hätten die Demonstrationen innerhalb kürzester Zeit Aufstandcharakter gegen die Regierungspartei angenommen und somit doch den islamisch-säkularistischen Ideologiekonflikt widergespiegelt. Yaşar Aydın schreibt für die Bundeszentrale für politische Bildung, viele der Protestierenden gehörten einer neuen Mittelschicht an, die Resultat der Wirtschaftspolitik der AKP-Regierung sei. Obwohl auch Anhänger politischer Parteien wie etwa der CHP, der prokurdischen BDP, linker Gruppierungen oder „Links-Kemalisten“ teilnahmen, wolle die Mehrheit nicht an die etablierten Parteien gebunden sein. Den Großteil der ethnisch, kulturell und politisch unterschiedlichen Gruppierungen mit jeweils eigenen Forderungen eine die Ablehnung von Erdoğans polarisierend autoritärem Führungsstil.
Im Laufe der Proteste formierten sich landesweit selbstorganisierte öffentliche Diskussionsforen. Das ZfTI urteilte Ende Juni, die Foren könnten neue politisch zivilgesellschaftliche Akteure hervorbringen, deren Legitimität und politische Wirkung davon abhängen werde, inwieweit sie durch radikale Gruppen oder Gruppen mit verborgenen politischen Absichten beeinflusst würden.
Darüber hinaus nahmen bei den Protesten auch grenzüberschreitende Zivilgesellschaften teil, die durch die Migration entstanden. Die unter Beteiligung auch deutscher Politiker stattgefundene alevitische Großkundgebung in Köln vom 22. Juni verdeutlichte den zunehmenden Einfluss dieser transnationalen Zivilgesellschaften als politische Akteure.
Laut Hürriyet Daily News war die Gemeinschaft der Lesben, Schwulen, Bisexuellen und Transgender eine der aktivsten Gruppen während der Gezi-Park-Proteste.
Aydın Uğur schlägt in Altüst eine Differenzierung der Protestbewegung zwischen jungen, 16- bis 30-jährigen Parkbesetzern des Gezi-Parks und traditionellen parteigebundenen Demonstranten des Taksim-Platzes vor. Seiner Ansicht nach folgten die Gezi-Protesteilnehmer eher emotionalen Motiven, während die Taksim-Protestteilnehmer zu einer pragmatischen Taktik politischen Kalküls tendierten.
Laut einem von der türkischen Tageszeitung Star am 20. September wiedergegebenen, angeblichen Bericht des türkischen Innenministeriums sollen neben der MLKP als hauptsächlich von den Festnahmen oder Verhaftungen betroffenen, illegalen Organisation an der Organisation von Protesten auch die SDP und die DHKP-C beteiligt gewesen sein,
Aufschluss über die Zusammensetzung der Demonstranten gibt auch der von der türkischen Tageszeitung Milliyet am 25. November wiedergegebene, abschließende Bericht der türkischen Sicherheitsbehörden zu den Gezi-Park-Protesten des Sommers 2013, der auf Grundlage von mehr als 5000 während der Proteste verhafteten Personen eine umfassende und detaillierte Analyse bot, um das Profil der Gesamtbewegung zu bestimmen. Demnach waren rund 78 % der Personen, die während der dem Bericht zufolge 112 Tage andauernden Proteste verhaftet wurden, Aleviten. Über eine Verbindung zu politischen Parteien verfügten 12 % der Verhafteten und von diesen wurden wiederum 6 % extremistischen linken Gruppen zugeordnet. 4 % wurde Zusammenarbeit mit terroristischen Organisationen vorgeworfen. Nach der von der Polizei durchgeführten demographischen Analyse war jeder zweite festgenommene Demonstrant weiblich. Gut 15 % hatten die Grund- beziehungsweise eine weiterführende Schule besucht. Rund 25 % war auf dem Gymnasium. Mehr als 50 % von ihnen hatten eine Hochschulbildungshintergrund: 25 % von ihnen waren Universitätsabsolventen und 36 % von ihnen studierten noch. Auch die Polizeiakten bestätigten das Profil der jungen Demonstranten. 56 % der Inhaftierten waren zwischen 18 und 25 Jahre und 26 % von ihnen zwischen 26 und 30 Jahre alt. Nur 1 % war demnach über 40 Jahre alt. Zu den Einkommensverhältnissen der Protestierenden ergab sich aus dem Bericht, dass 39 % ein monatliches Einkommen bis zu 499 TRY angaben, 15 % zwischen 500 und 999 TRY, 31 % zwischen 1000 und 1999 TRY und rund 20 % mehr als 2000 TRY. Demnach demonstrierten auf der Straße in erster Linie junge, gut ausgebildete Leute. Der abschließende Bericht der türkischen Sicherheitsbehörden wurde erst im April 2014 in vollem Umfang veröffentlicht.

### Zielsetzungen
Als charakteristisch für die türkischen Proteste wird angesehen, dass sie sich nicht durch Forderungen, sondern durch Ablehnung bestimmten. Nach Ansicht des Soziologen Hatem Ete von der Siyaset, Ekonomi ve Toplum Araştırmaları Vakfı (SETA, deutsch: „Stiftung für Politik, Wirtschaft und Soziale Forschung“) ist diese Einigkeit durch gemeinsame Ablehnung dadurch zu erklären, dass sich die Protestbewegung vereinfacht in zwei verschiedene Lager aufteilen lasse: Die erste dieser beiden Gruppen schloss sich demnach den Protestaktionen an, weil sie gegen die Abschaffung der alten Türkei und die Gründung einer neuen Türkei sei. Für diese Gruppe sei es nicht entscheidend, wer diese Änderung herbeiführe, gegen die sie sich richten. Die zweite der beiden Gruppen sei dagegen für die Gründung einer neuen Türkei, allerdings auch dagegen, dass die AKP unter Erdoğan diese Änderung herbeiführe. Diese beide über sehr unterschiedliche politische Vorstellungen verfügenden Gruppen seien nicht durch die Forderung nach Demokratie vereint, sondern die Annahme, dass Erdoğan die Zukunft umgestalten werde. Aus diesem Grund seien die Proteste nicht durch gemeinsame Forderungen, sondern durch gemeinsame Ablehnung bestimmt, wie sie in den Slogans der Gezi-Demonstranten ausgedrückt würden.
Eine besondere Rolle hat nach Ansicht Etes der Elitismus gespielt. Die Protestbewegung sei Ausdruck der Zurückdrängung der alten türkischen Elite seit Beginn der Regierungszeit der AKP und der Forderung dieser alten Elite, wieder zurück zur politischen Führung zu gelangen. Die elitäre Stellung verschiedener Gruppen, die durch politische, wirtschaftliche und kulturelle Vorteile geprägt war, sei unter Erdoğans Führung immer mehr durch Gruppen in Gefahr geraten, die vor der Regierungszeit der AKP als ungebildet und reaktionistisch betrachtet wurden.
Die „Taksim Solidaritätsgruppe“ selbst gab in ihrer Presseerklärung vom 2. Juni Motive zum Protest gegen das Taksim-Projekt in einer Zusammenfassung in türkischer und englischer Sprache an. Sie ergänzte ihre öffentlichen Forderungen in schneller Folge in weiteren Erklärungen vom 3. Juni, vom 5. Juni sowie von den folgenden Tagen und Wochen und richtete am 11. Juni – auch in deutscher Sprache – einen Appell gegen Polizeigewalt „an die gesamte Weltbevölkerung“.
Die Proteste rund um den Gezi-Park wurden als Symbol einer jungen, wachsenden und starken Zivilgesellschaft in der Türkei gewertet, die ihre politische Beteiligung nicht auf die alle fünf Jahre stattfindenden Wahlen beschränkt sehen wolle, sondern eine Teilnahme an Entscheidungsprozessen im Land einfordere. Beobachter werteten dies als einen bedeutenden Beleg für einen Willen zur Demokratie in der Türkei.

## Ausweitung der Proteste

### National
| Region            | Demonstranten |
| ----------------- | ------------- |
| Marmararegion     | min. 185.000  |
| Zentralanatolien  | min. 135.000  |
| Mittelmeerregion  | 120.000       |
| Ägäisregion       | 59.000–67.000 |
| Schwarzmeerregion | 48.000        |
| Südostanatolien   | 23.000        |
| Ostanatolien      | 14.000        |

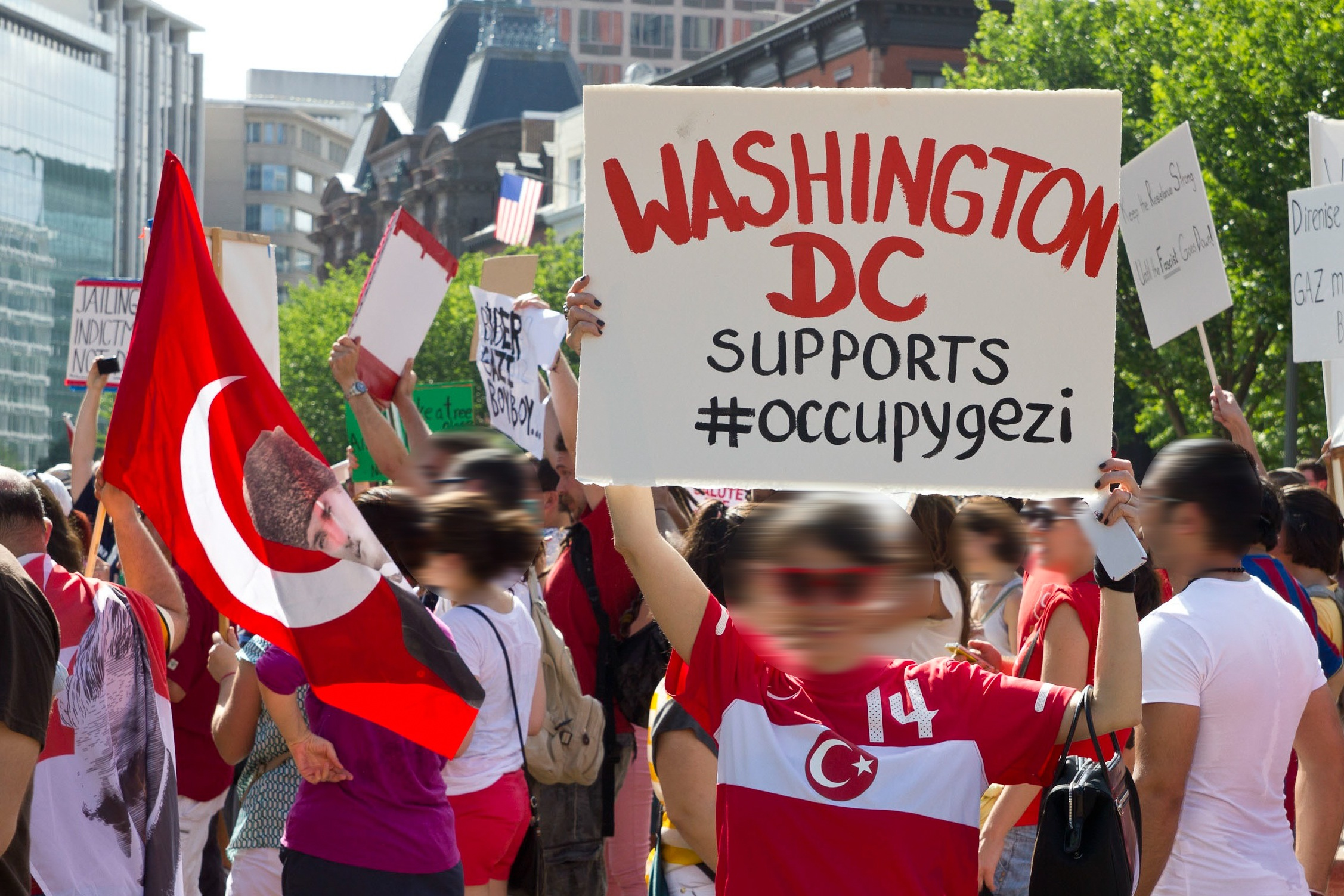
Weltweit signalisierten zehntausende Menschen ihre Solidarität mit Occupy-Gezi.

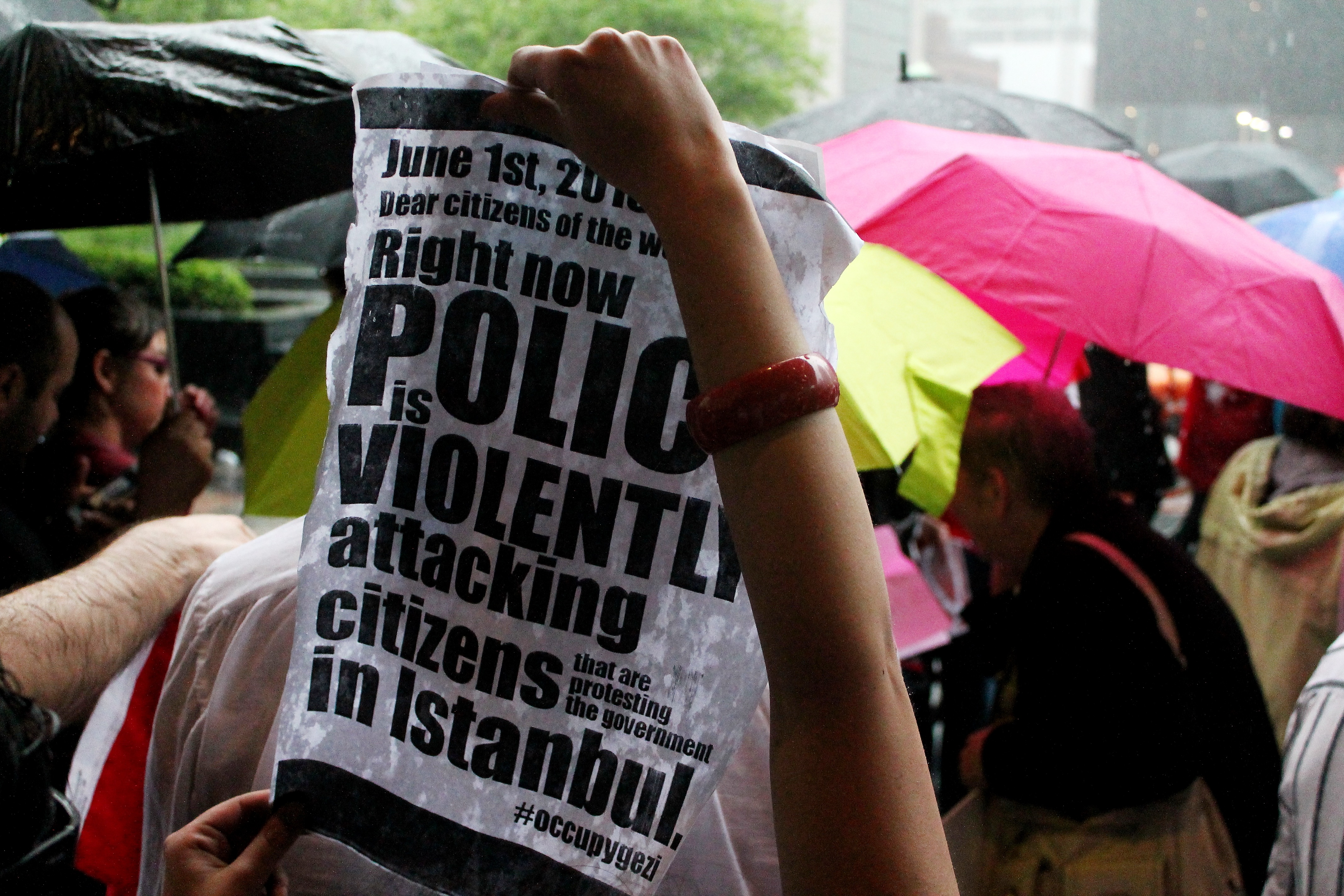
In Chicago machten Teilnehmer einer Solidaritätskundgebung auf das gewaltsame Vorgehen der Polizei in Istanbul aufmerksam.

Ein Großteil der nationalen und internationalen Proteste verlief unter Mottos wie „Her Yer Taksim, Her Yer Direniş“, also Überall ist Taksim, überall ist Widerstand. In der Türkei wurde in über 90 Städten protestiert.
Bereits in den ersten Tagen fanden sich mit weitaus über 100.000 Demonstranten die meisten Teilnehmer in Istanbul. Die Demonstrationen griffen innerhalb der Türkei auf andere Städte über. So protestierten in Ankara bis zum 1. Juni 20.000–30.000, in Bursa bis zum 2. Juni 30.000, in Izmir bis zum 1. Juni 20.000–30.000, in Adana, Eskişehir, Antakya, Gaziantep und Denizli Anfang Juni je 20.000, in Bodrum 15.000 sowie in Trabzon, Bolu, Manisa, İzmit, Tunceli und Kocaeli je 10.000 Menschen gegen die Regierung Erdoğans und forderten seinen Rücktritt. In Antalya demonstrierten Anfang Juni 6.000–15.000 Menschen.
Darüber hinaus berichteten die Medien Anfang Juni von Protesten mit je 7.000–8.000 Teilnehmern in Milas, Isparta, und Tekirdağ; mit je 5.000 Teilnehmern in Muğla, Sivas, Çorum, Mersin, Antakya und Kayseri.
Weitere Demonstrationen mit hunderten beziehungsweise tausenden Teilnehmern fanden bis Anfang Juni unter anderem in den Städten Fethiye, Karabük, Düzce, Samsun, Şanlıurfa, Kars, Adıyaman, Erzurum, Iğdır, Diyarbakır, Avanos, Zonguldak, Tokat, Elazığ, Balıkesir, Aydın, Afyonkarahisar statt.
Nach Angaben der Menschenrechtsstiftung der Türkei (TİHV) beteiligten sich bis zum 5. Juni insgesamt 640.000 Menschen in der Türkei an den Protesten. Andere Quellen sprachen von mindestens einer Million Beteiligter. Laut der Nachrichtenagentur Anadolu Ajansı erstreckten sich die Proteste binnen weniger Tage auf 67 der 81 türkischen Provinzen. Am 6. Juni wurde gemeldet, dass es inzwischen nach Angaben von Innenminister Muammer Güler in 77 der 81 Provinzen zu Protestaktionen gekommen war. Nach drei Wochen der Proteste hatten sich nach Angaben des türkischen Innenministeriums mehr als 2,5 Millionen Menschen in 79 von insgesamt 81 türkischen Provinzhaupt-Städten beteiligt, einzige Ausnahmen waren die Städte Bayburt and Bingöl. Im September meldeten Medienberichte, dass laut einem in der Tageszeitung Star wiedergegebenen, angeblichen „Gezi-Bericht“ des türkischen Innenministeriums in 80 Provinzen (einzige Ausnahme: Bayburt) nach drei Monaten der Proteste insgesamt rund 3.545.000 Menschen an 4725 Protestaktionen teilgenommen haben. Laut Medienangaben von Ende November 2013 bestätigte ein abschließender Bericht der türkischen Sicherheitsbehörden, der jedoch erst im April 2014 vollständig veröffentlicht wurde, dass rund 3,6 Millionen Menschen an den landesweiten Gezi-Park-Protesten mit mehr als 5.500 Demonstrationen und andere Aktivitäten während der von Ende Mai an insgesamt 112 Tage anhaltenden Unruhen teilnahmen. Die Schwarzmeer-Provinz Bayburt war demnach die einzige Provinz, in der keine Proteste stattfanden.

#### Dezentralisierte Verlagerung und Parkforen
Die mit den Gezi-Park-Protesten in Istanbul in Verbindung stehenden Anti-Regierungs-Demonstrationen in verschiedenen Städten der Türkei hielten etwa bis Anfang Juli an, ließen dann bis Ende August nach, während jedoch weiterhin sporadische Proteste in Istanbul, Ankara and Hatay (mit Antakya) stattfanden, bis die Proteste Anfang September erneut in verschiedenen Städten in gewaltsamen Zusammenstößen mit den Sicherheitskräften eskalierten. Zu den schwersten Zusammenstößen zwischen Demonstranten und Polizeikräften während der Unruhen soll es in von Aleviten dominierten Vierteln und in der Stadt Antakya gekommen sein.

##### Istanbul

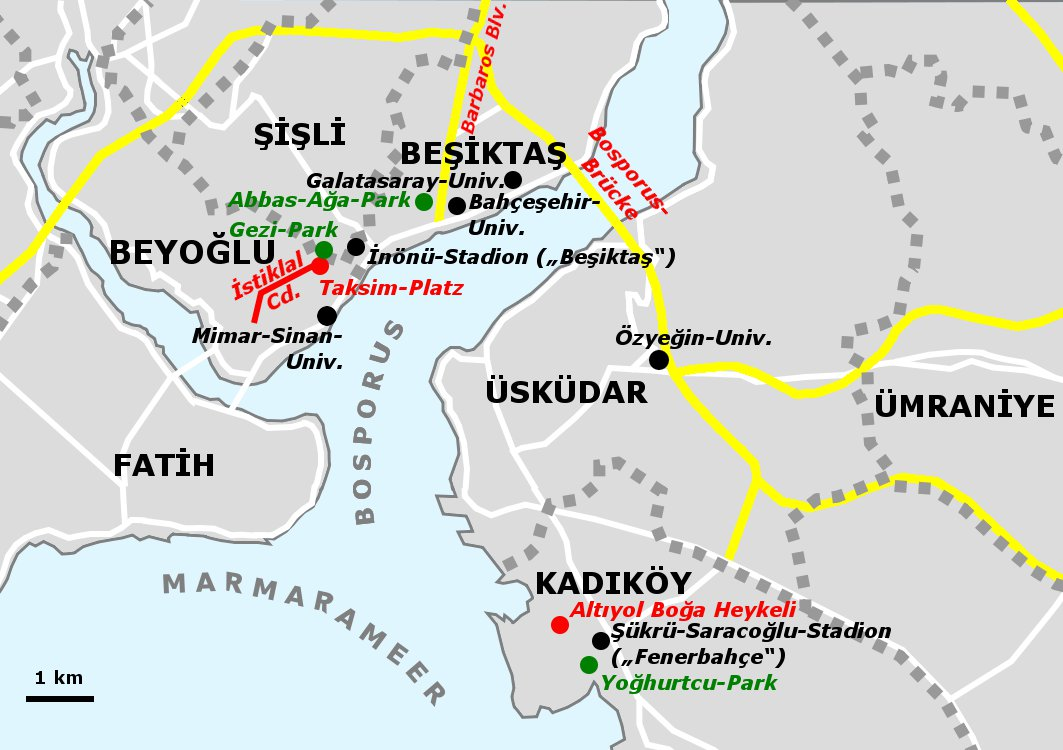
Von den Protesten besonders betroffene sowie benachbarte Istanbuler Stadtbezirke

Istanbul war die Provinz mit den größten Protesten, an denen sich nach Angaben des Innenministeriums vom September 1.153.000 Menschen in 733 Protesten beteiligten.
Im Zentrum der Gezi-Park-Proteste im Stadtbezirk Beyoğlu konnte eine jüngere und minder parteistrategisch ausgerichtete Protestbewegung im Gezi-Park von traditionell parteigebunden agierenden Demonstranten am Taksim-Platz unterschieden werden.
Doch war Beyoğlu mit dem Taksim-Platz und dem Gezi-Park bereits zu Beginn der Proteste nicht der einzige Brennpunkt der Protestaktionen in Istanbul. Die drei Stadtbezirke, in denen die Verwaltung in den Händen der kemalistisch-sozialdemokratischen CHP lag, waren die auf europäischer Seite an Beyoğlu angrenzenden Stadtbezirke Beşiktaş und Şişli, sowie das auf asiatischer Seite an Beyoğlu angrenzende Kadıköy. In allen übrigen 36 Stadtbezirken Istanbuls hatte dagegen die AKP die Verwaltung inne.
Kadıköy, ein Stadtteil auf der anatolischen Seite, wurde beispielsweise im Juli zum Ausrichtungsort des von Hunderttausenden besuchten und gegen den Polizeieinsatz gerichteten Gazdanadam festivali. Nachdem Gezi-Park und Taksim-Platz von der Polizei gewaltsam geräumt worden waren, versammelte sich die Protestmenge an der Bullenstatue (Altıyol Boğa Heykeli) und zog von dort zum Protest in den Yoğurtçu-Park, unter anderem, um gegen die Freilassung des der Erschießung von Ethem Sarısülük beschuldigten Polizisten zu demonstrieren. Im September verlagerte sich innerhalb Istanbuls der Schwerpunkt der Proteste auf die asiatische Seite der Stadt, wo Demonstranten brennende Barrikaden errichteten. So ging die Polizei nach dem Tod Ahmet Atakans im September erstmals auch in Kadıköy, als einer „Hochburg der Opposition“ (NZZ), mit Tränengas gegen Protestversammlungen vor und es kam dort zu Zusammenstößen mit Protestteilnehmern.
Beşiktaş mit seinem von vielen Beamten, Selbstständigen, Unternehmern, Intellektuellen und Studenten bewohnten Mittelschichtszentrum galt ebenfalls als säkulare Hochburg Istanbuls. Den Sondereinsatzkommandos der Polizei gelang es in den ersten Tagen der Proteste, als die Straßenkämpfe rund um den Taksimplatz zeitweise nach Beşiktaş übergriffen, nicht, aus den heftig umkämpften Hauptzufahrtsstraßen, dem Barbaros-Boulevard am Bosporus und der landeinwärts führenden Akaretler-Straße, in die Innenstadt vorzudringen. Während große Anteile der Bevölkerung in Beşiktaş in den ersten Tagen abends durch lärmendes Schlagen auf Pfannen und Töpfe die Proteste unterstützten und sich Anwohner wie Mitglieder der Ultra-Fußballfangruppierung Çarşı und militante Linke am Barrikadenbau beteiligten oder verletzte „Kämpfer“ behandelten, führten Mitglieder der Çarşı Straßenkämpfe an und erkämpften den Gezi-Park nach der ersten Räumung durch die Polizei zurück.
Im September und im November 2013 kam es in Istanbul-Okmeydanı, einer für seine oppositionelle Haltung gegenüber dem Staat bekannten Wohngegend in Istanbul, zu Auseinandersetzungen mit der Polizei. Dabei forderten Demonstranten die Bestrafung des für die lebensgefährliche Verletzung des 14-jährigen und aus Okmeydanı stammenden Berkin Elvan verantwortlichen Polizisten, der den an den Protesten unbeteiligten Elvan am 16. Juni während einer Polizeiintervention mit einer Tränengasgkartusche am Kopf getroffen hatte. Im September waren an den Zusammenstößen mit dem Sicherheitskräften größtenteils vermummte und linksradikale Demonstranten beteiligt gewesen. Im März 2014 wurde anlässlich einer Kundgebung nach Berkin Elvans Beisetzung der 22-jährige Burak Can Karamanoğlu in dem Arbeiterklasseviertel Okmeydanı getötet, dessen Vater behauptete, der tödliche Schuss auf seinen Sohn sei von Demonstranten abgefeuert worden. Das Okmeydanı-Viertel, in dem Gemeinschaften aus unterschiedlicher regionaler Herkunft und unterschiedlicher Konfession zusammen leben, gilt als eine der sensibelsten Gegenden Istanbuls. Mehrheitlich leben im Okmeydanı-Viertel Aleviten mittleren und geringen Einkommens. Linksgerichtete Gruppen, einschließlich der Revolutionäre Volksbefreiungspartei-Front (DHKP-C), erhalten in dem Gebiet starke Unterstützung, während in Teilen des Viertels auch konservative Gemeinschaften beheimatet sind, die hauptsächlich aus der Schwarzmeerregion stammen.

##### Parkforen in Istanbul
Nach der endgültigen gewaltsamen Räumung des Gezi-Parks in Istanbul vom 16. Juni zogen sich die Demonstranten zunächst von dort zurück. Doch fanden in der Folge Versammlungen an anderen Orten statt. In der Nacht zum 19. Juni versammelten sich erstmals 2000 oder 3000 Menschen unter Leitung der Çarşı im Amphitheater des Abbas-Ağa-Parks, der in der Nähe des Gezi-Parks im Istanbuler Bezirk Beşiktaş liegt.
In der Folge bildeten sich weitere regelmäßig stattfindende Parkforen. In Istanbul trafen sich seitdem insbesondere im Yoğhurtcu-Park, der im CHP-geführten Kadıköy liegt, abendlich hunderte bis zuweilen an die 1000 Menschen. Auch in anderen Stadtteilen Istanbuls, so in Beşiktaş, Cihangir, Maçka, im konservativen Eyüp und selbst im religiösen Fatih fanden sich jeden Abend regierungskritische Menschen in Diskussionsforen zusammen, um über die Form der Protestfortführung zu beraten. Laut taz sollen sich so Ende Juni „jede Nacht Zehntausende“ versammelt haben.

##### Parkforen außerhalb von Istanbul
Weitere Foren fanden in Ankara, Bursa, Izmir, Antalya oder Eskişehir statt. Die Ergebnisse der einzelnen Foren wurden protokolliert und mit Fotos ins Internet gestellt.

##### Ankara

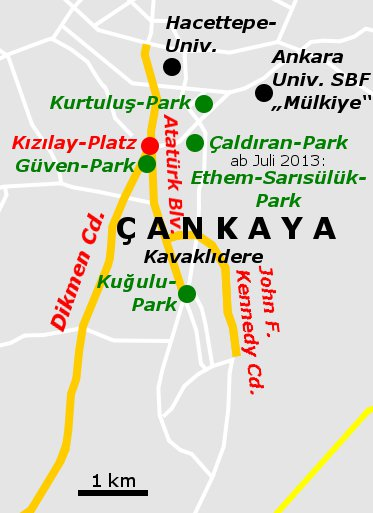
Einige von den Protesten besonders betroffene Orte in Ankara

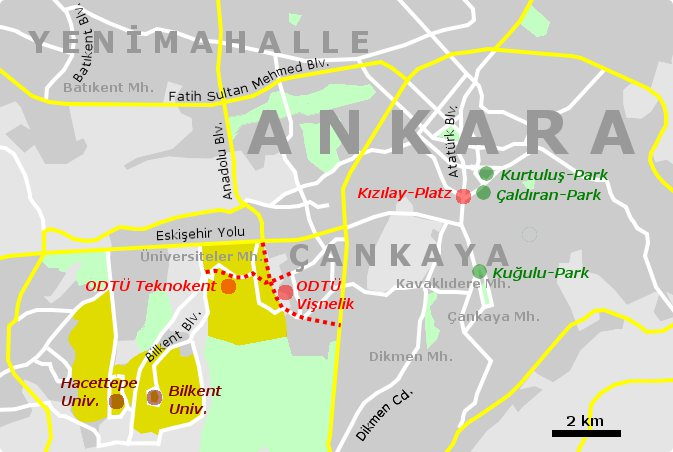
Übersicht zu verschiedenen Protestorten in Ankara:
Südwestlich vom Kızılay-Platz liegt die Technische Universität des Nahen Ostens (ODTÜ) mit dem auf ihrem Campus geplanten Straßenneubau (rot-gepunkteter Linie).

Ankara war nach Angaben des Innenministeriums von Mitte September 2013 die Provinz mit den meisten Festnahmen während der bis zu diesem Zeitpunkt über dreimonatigen Proteste.
Im ersten Monat der Protestbewegung zählten die Gezi-Park-Proteste in Ankara zu den durch die Polizei am brutalsten unterdrückten. Während in Istanbul die Versammlungen am Gezi-Park und Taksim-Platz durch die räumliche Nähe vereint werden konnten, kam es in Ankara seit den frühen Tagen des Protestes zu einer Trennung der allabendlichen Kundgebungen von Kuğulu-Park und Kızılay-Platz. Beide avancierten zu den symbolhaften Schauplätzen der türkeiweit größten Solidaritätskundgebungen mit den Gezi-Park-Protesten.
Am Kızılay-Platz lag eine größere Mischung verschiedener, meist politisierter, Organisationen vor, gegen die die Polizei – häufiger als zunächst im Kuğulu-Park der Fall – intervenierte. Seit Jahrzehnten hatten Massendemonstrationen bevorzugt am Kızılay-Platz stattgefunden. Nachdem Ethem Sarısülük am 1. Juni am Kızılay-Platz von der Polizei erschossen worden war, unterdrückte und verhinderte die Polizei dort mehrmals mit großer Härte Versammlungen. Diskutiert wird auch, ob der Tod von İrfan Tuna von einer Tränengasintervention der Polizei in der Nähe des Kızılay-Platzes verursacht wurde.
Im Kuğulu-Park herrschte anfänglich eher eine allabendliche Feierstimmung, bis die Polizei dort am 5. Juni erstmals durchgriff. Als am 13. Juni rund 100 Akademiker zum Kuğulu-Park anstatt wie üblich zum Kızılay-Platz marschierten, um wegen der Todesfälle von Ethem Sarısülük, Abdullah Cömert und Mehmet Ayvalıtaş zu demonstrieren, konfiszierte die Polizei gewaltsam die Zelte der Demonstranten. Der Kuğulu-Park bildete in Ankara bald zusammen mit dem Güven-Park das Zentrum der Gezi-Versammlungen. Auch Mitte Juli diente der kleine Kuğulu-Park noch als Stützpunkt der Protestbewegung, an dem alleine in einer Nacht behelfsweise rund 100 verletzte Demonstranten nach einer Polizeiintervention behandelt wurden.
Der Kurtuluş-Park in der Nähe der Universität Ankara mit ihrer Politikwissenschaftlichen Fakultät Mülkiye (SBF) wurde ebenfalls für Versammlungen genutzt und Schauplatz von Polizeiinterventionen. In der Alumni-Gemeinschaft Mülkiyeliler Birliği war eine ehrenamtlich betriebenen Klinik eingerichtet worden, gegen die die Polizei am 2. Juni trotz Gegenwart von Verletzten und Ärzten mit Tränengas intervenierte. An der Mülkiye selbst fanden Protestaktionen statt, die unter anderem an den Tod Ethem Sarısülüks erinnerten.
Aus dem Parkforum im Çaldıran-Park wurden Forderungen initiiert, den Çaldıran-Park in „Ethem-Sarısülük-Park“ umzubenennen, worauf die Gemeinde Çankaya Anfang Juli entschied, vier neue Parks des Stadtteils nach den bei den Protesten Getöteten zu benennen und der Çaldıran-Park wenige Tage später offiziell als Ethem-Sarısülük-Park umbenannt und unter starker Bürgerbeteiligung eröffnet wurde.
Als ein Brennpunkt täglicher Demonstrationen bildete sich Ende Juni die als Arbeiterviertel geltende Wohngegend Dikmen in Ankara heraus, in der Demonstranten unter anderem Barrikaden errichteten und in Brand setzten. Fast jede Nacht kam es in Dikmen zu Eskalationen in der Auseinandersetzung zwischen Polizei und Protestteilnehmern. Noch Mitte Juli wurde dort ein 33-Jähriger von einer Tränengasgranate lebensbedrohlich verletzt.
Im August und September löste der geplante Bau einer Schnellstraße durch einen Campusforst der Technischen Universität des Nahen Ostens ODTÜ, die traditionell als Hochburg linker und kemalistischer Studenten gilt, wochenlange Proteste aus. Nach der gewaltsamen Intervention der Polizei gegen ein Protestlager auf dem Campus der ODTÜ kam es zu einer Eskalation, die Solidaritätsaktionen in weiteren Städten auslöste, wie in Antakya, wo im Zuge der Protestaktionen eine Demonstrant ums Leben kam.
Im September wurde Ankara-Dikmen, in dem zuvor monatelang Anti-Regierungsproteste entbrannt waren, Schauplatz eines Anschlags mit mehreren Raketen auf die örtliche Polizeizentrale. Während Innenminister Güler zunächst keine konkreten Informationen zu den mutmaßlichen Tätern nannte, verdächtigten türkische Medien die linksextreme Revolutionäre Volksbefreiungsfront (DHKP-C). Proteste gegen die geplanten Baumaßnahmen hielten auch Ende Oktober auf dem Gelände der ODTÜ weiter an und wurden mit Tränengas durch die Polizei aufgelöst.

##### Antakya

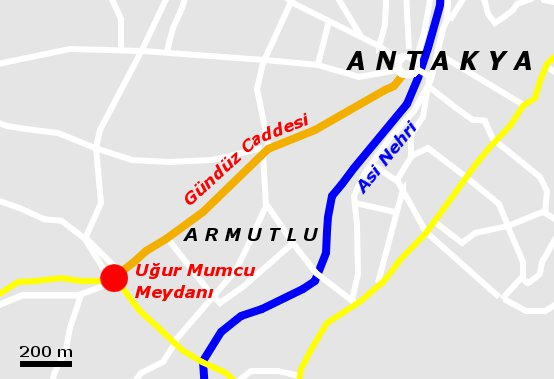
Das von den Protesten in Antakya besonders betroffene Viertel Armutlu mit der Gündüzstraße und dem Uğur-Mumcu-Platz

Ein weiteres Zentrum der Proteste bildete bereits seit Ende Mai Antakya, besonders mit dem Stadtteil Armutlu, in der Provinz Hatay, insbesondere nachdem Abdullah Cömert am 3. Juni in einer nicht weit vom Bezirk entfernten Straße getötet worden war. So scheiterte die Polizei nach der Beerdigung von Ali İsmail Korkmaz am 11. Juli beim Versuch, in das Stadtviertel zu gelangen und die Proteste niederzuhalten.
In der im äußersten Süden gelegenen Provinz Hatay, in der Menschen verschiedener Ethnien, darunter viele Araber und Kurden, sowie Religionen und Konfessionen, darunter viele Aleviten, leben, und die an das arabische Syrien angrenzt, gegen dessen Präsidenten Bashar al-Assad vor allem die USA eine militärische Intervention in Erwägung zogen, verblieb die Lage im Gegensatz zu den meisten anderen türkischen Regionen auch im August sehr gespannt. Nach Ansicht von Mely Kiyak (Die Zeit) führte auch die Sorge der Bevölkerung vor einer Beteiligung der Türkei an einem Krieg in Syrien zu den Demonstrationen. Im Krisenherd Antakya-Armutlu kam es im September erneut zu heftigen Zusammenstößen von Sicherheitskräften und Demonstranten. Bei diesen kam ein arabischsprachiger alevitischer Protestteilnehmer, Ahmet Atakan, in der Gündüzstraße ums Leben, nachdem sich 150 Menschen auf dem Uğur-Mumcu-Platz in Antakya versammelten, die die ODTÜ-Proteste in Ankara unterstützten und die Aufklärung und Ahndung der Tötung von Abdullah Cömert einforderten und die daraufhin durch das Armutlu-Viertel marschierten, worauf es zur Konfrontation mit den Sicherheitskräften und zur Errichtung von Barrikaden kam. Mit Ahmet Atakan war im September nach Abdullah Cömert und Ali İsmail Korkmaz der dritte Alevit aus Antakya bei Protesten in Verbindung mit den Gezi-Park-Protesten ums Leben gekommen. Innenminister Muammer Güler erklärte am 11. September, insbesondere in Antakya sei es im September verstärkt zu Unruhen mit dem Ziel gekommen, „großes Chaos“ auszulösen, und erwähnte in diesem Zusammenhang „ethnische Provokationen“.

##### Izmir
Am 2. Juni wurde in Izmir das AKP-Büro im Bezirk Karşıyaka in Brand gesetzt. Ebenfalls am 2. Juni führte die Polizei laut Ärztekammer in Izmir einen „brutalen“ Einsatz durch, bei dem auch eine auf Anästhesie und Reanimation spezialisierte Ärztin als freiwillige Helferin durch Schlagstockeinsatz der Polizei eine gerichtsmedizinische dokumentierte Verletzung am Kopf erlitten habe. Anfang Juni sollen in Izmir zudem zivil gekleideten Polizisten mit Schlagstöcken gegen Demonstranten vorgegangen sein. Das Innenministerium leitete daraufhin in diese Richtung gehende Ermittlungen ein. Anfang September ergab eine Prüfung des türkischen Innenministeriums, dass die Polizei beim Versuch der Unterdrückung von Gezi-Park-Protesten in Izmir „exzessive Gewalt“ angewendet habe. Eine Überprüfung von Zivilpolizisten, denen wegen ihres Marsches mit Schlagstöcken durch Izmir exzessive Gewaltanwendung vorgeworfen wurde, sei beabsichtigt.
In der Nacht des 5. Juni wurden bei Wohnungsdurchsuchungen in Izmir 14 Menschen unter dem Vorwurf der „Desinformation“ festgenommen. Eine dritte Welle von in Zusammenhang mit den Protesten stehenden Festnahmen mit entsprechenden Razzien betraf Anfang Juli insbesondere Izmir, das Ende Juli erneut von in verschiedenen türkischen Städten durchgeführten Razzien betroffen war.
In Izmir wurde das in Solidarität zu den Gezi-Park-Protesten von Demonstranten am Gündoğdu-Platz errichtete Zeltlager am 20. Juni von der Polizei gewaltsam geräumt, doch diente der Park auch weiterhin als Protestort Tausender Demonstranten. Auch im September wurde neben Istanbul, Ankara und Antakya auch Izmir wieder Schauplatz von Protestaufrufen und von Massenprotesten wie nach dem Tod von Ahmet Atakan, als 2500 Menschen in Izmir auf die Straße gingen und „AKP Mörder“ skandierten.

##### Übergang von täglichen zu wöchentlichen Protesten
Laut der Zeit waren die „endlosen Demonstrationen“ Anfang Juli „zwar leiser geworden“, fanden aber in den kleineren Stadtteilparks „noch immer jeden Abend“ in Form der Diskussionsrunden statt. Laut dem taz-Kolumnisten Denz Yücel können die „Parkforen“ als Versuch gewertet werden, einen partizipatorischen Diskurs in einem Land zu organisieren, in dem auch oppositionelle und außerparlamentarische Politik traditionell autoritäre Formen einnimmt.
Auf dem Taksim-Platz selbst beabsichtigte die Protestbewegung Ende Juni, weiterhin an Sonnabenden zu demonstrieren.
Seit Juli ließen die Anti-Regierungs-Demonstrationen weitgehend nach, doch fanden weiterhin sporadische Proteste in Istanbul, Ankara and Hatay statt. In Hatay als einer Provinz mit gemischten Ethnien und Religionen, die dazu an Syrien angrenzt, gegen dessen Präsidenten Bashar al-Assad besonders die USA eine militärische Intervention in Erwägung zogen, verblieben die Spannungen auf hohem Niveau.
Als am 1. September von Seiten der Protestbewegung zur ersten größeren Aktion in Istanbul seit dem Frühsommer aufgerufen wurde und in Istanbul und mehreren anderen Städten der Türkei insgesamt mehrere tausend Demonstranten teilnahmen, kam es innerhalb weniger Tage zu heftigen Auseinandersetzungen zwischen Sicherheitskräften und Polizei und zum sechsten Todesopfer unter den Demonstranten. Die Protestbewegung Taksim-Solidarität Taksim Dayanışması, auf deren Internet-Auftritt nach dem 19. Juli während der hren Urlaubs- und Semesterferienzeit keine Einträge erschienen waren, kündigte dort unmittelbar auf den Tod Ahmet Atakans am 10. September mit einem pathetischen Appell an, ihr Eintreten für die Versammlungsfreiheit und ihren gewaltfreien Kampf für ihre getöteten Mitstreiter fortzusetzen.

#### Haltung pro-kurdischer Organisationen
In den meisten überwiegend ethnisch-kurdisch bevölkerten Städten fanden zunächst (Stand: 7. Juni 2013) nur kleinere Solidaritätskundgebungen statt, wenngleich Abgeordnete der prokurdischen Partei des Friedens und der Demokratie (BDP) in Istanbul an Protesten teilgenommen hatten. Obwohl auch Kurden an den Demonstrationen auf dem Taksim-Platz teilnahmen und die BDP vor dem Gezi-Park einen kleinen Stand errichtete und Flaggen in den kurdischen Farben grün, gelb und rot zu sehen waren, fehlten auffälligerweise Plakate mit dem Konterfei des kurdischen PKK-Führers Abdullah Öcalan im Gezi-Park. Die für ihr Mobilisierungsvermögen durchaus bekannte BDP vermied offenbar, der Regierung durch eine stärkere Protestbeteiligung einen Vorwand zum Abbruch der laufenden Friedensverhandlungen mit der Arbeiterpartei Kurdistans (PKK) zu liefern. Die PKK selbst forderte hingegen zu einer Vereinigung der „kurdischen Freiheitsbewegung mit den Demonstrationen gegen die faschistische Unterdrückung in der Türkei“ auf, warnte aber gleichzeitig vor Missbrauch der Proteste durch „rassistische“ und „nationalistische“ Kräfte. So war ein Anhänger der rechtsextremen Partei der Nationalistischen Bewegung (MHP) in Istanbul von der kurdischen Nachrichtenagentur Firat damit zitiert worden, dass er sich niemals hätte vorstellen können, einmal „Seite an Seite mit Terroristen gegen die Polizei zu kämpfen“. PKK-Chef Öcalan teilte aus dem Gefängnis mit, er unterstütze die Demonstrationen. Viele Teilnehmer der Protestbewegung, so urteilt Brauns, würden sich jedoch gegen eine Vereinnahmung durch Parteien wehren und auf die Transparente Parolen schreiben wie „Wir sind keine politische Partei, wir sind das Volk“ oder „Wir fordern Religion ohne AKP, Atatürk ohne CHP, Vaterland ohne MHP und kurdische Rechte ohne BDP“.
Am 28. Juni kam es bei Demonstrationen gegen einen Stützpunkt der türkischen Gendarmerie in der im überwiegend ethnisch-kurdisch bevölkerten Südosten der Türkei gelegenen Provinz Diyarbakır zu den gewaltsamsten Auseinandersetzungen, seit Abdullah Öcalan, der inhaftierte Chef der verbotenen und auch von der EU als terroristische Vereinigung eingestuften PKK, im März 2013 einseitig einen Waffenstillstand verkündet hatte. Der Vorfall vom 28. Juni, bei dem ein 18-jähriger Demonstrant kurdischer Ethnie erschossen wurde, wurde als Rückschlag für die Bemühungen um eine friedliche Lösung des jahrzehntelangen türkisch-kurdischen Konflikts gewertet, bei denen die PKK zuvor als Teil eines Friedensplans seit Mai 2013 Kämpfer in kleinen Gruppen aus der Türkei in den Nordirak abgezogen hatte. Führende PKK-Mitglieder kritisierten, die Regierung Erdoğan habe nicht ausreichend auf den ersten Schritt der PKK reagiert. Laut Deutscher Welle beteiligten sich Ende Juni „auch immer mehr Kurden“ an den Protesten in der Türkei.
Während Ende Juni laut Hürriyet Daily News weitverbreitete Kritik über die zurückhaltende und untätige Rolle der BDP bei den populären Protesten gegen Regierung und AKP in der gesamten Türkei herrschte, kündigte die BDP die Einleitung einer Protestwelle für die erste Juliwoche an, um die Regierung zu zwingen, weitere Schritte zur Lösung der kurdischen Thematik zu unternehmen. Sırrı Süreyya Önder, der die Gezi-Park-Proteste bereits in den ersten Tagen unterstützt hatte und als einziger sozialistischer Politiker im türkischen Parlament gilt, kritisierte im Juni die BDP-geführte, politische Dachorganisation für ihre geringe Unterstützung der Occupy-Gezi-Bewegung. Der BDP-Abgeordnete Sırrı Sakık forderte jedoch ganz im Gegenteil am 30. Juni ein hartes Durchgreifen gegen die Demonstranten, denen er vorwarf, bei der Vorbereitung eines Militärputsches mitzuwirken, um den Friedensprozess mit der PKK zu stören.
Die Strategie der BDP, die mit PKK-Führer Öcalan verhandelnde Regierung nicht durch Mobilisierungen von Massendemonstrationen in die Enge zu treiben, gleichzeitig aber doch Proteste in Istanbul zu unterstützen, ohne sich in den Vordergrund zu spielen, verschaffte der BDP sowohl gegenüber der Regierung als auch gegenüber den Demonstranten Ansehenszuwachs als rational handelnder und verlässlicher Partner. Nach Ansicht von Günter Seufert (SWP) konnte Anfang Juli die von der BDP und PKK angeführte kurdische Nationalbewegung als „großer Gewinner“ der mit den Protesten verbundenen Entwicklungen angesehen werden.

#### Rückhalt in der Bevölkerung
Das Meinungsforschungsinstitut Andy-Ar ermittelte nach Angaben von Sabah vom 12. Juni in einer Umfrage, dass 24,3 % der türkischen Bevölkerung angaben, hinter den Protesten zu stehen, während 52,5 % angaben, die Proteste nicht zu unterstützen. 82,8 % der Bevölkerung vertraten die Meinung, dass die Proteste beendet werden müssten.
Die Proteste führten Umfrageergebnissen zufolge zunächst zu keiner wesentlichen Änderung bei der Unterstützung der im türkischen Parlament vertretenen politischen Parteien. Radikal und Sabah gaben am 11. und 12. Juni nach Wählergunst geordnet für die AKP rund 50–51 % an, gefolgt von CHP (22–23 %), MHP (14–16 %) und BDP (7–8 %). Radikal meldete, der Grad der Zustimmung für die AKP habe sich infolge der Proteste noch erhöht. Laut AKP-Offiziellen könne die AKP dank der zunehmenden Polarisierung 60 % der Stimmen erlangen.
Nach Angaben des Wall Street Journals wurde am 16. Juni die erste Meinungsumfrage seit dem Ausbruch der Antiregierungsproteste vom Metro Poll Strategic and Social Research Center veröffentlicht, bei dem vom 3. bis 12. Juni insgesamt 2818 erwachsene Türken befragt wurden. Demnach erhielt Erdoğan 54 % Zustimmung, die AKP blieb vom April mit 36 % zum Juni mit 36 % im Umfrageergebnis weitgehend stabil, während sie Ende 2011, sechs Monate nach den letzten Wahlen, noch 52 % erlangt hatte. Die CHP verbesserte sich gegenüber April von 15 auf 23 %, die MHP von 10 auf 14,5 % und die pro-kurdische BDP von 4 auf 6,2 %. Die Hälfte der Befragten gab an, dass die AKP-Regierung zunehmend autoritär und repressiv agiere. 54 % glaubten, dass sie von Regierungsvertretern in zunehmendem Maße im alltäglichen Leben bevormundet werden. Emre Peker konstatierte im Wall Street Journal, in den ersten drei Wochen der Straßenproteste habe sich der persönliche Stand Erdoğans eher noch gefestigt. Zwar habe die CHP in den jüngsten Meinungsumfragen wieder etwas gewonnen, doch würde sie im Falle von sofortigen Wahlen schlechter abschneiden als 2011, als sie 26 % der Stimmen erlangte. Die zersplitterte türkische Opposition habe keinen Nutzen aus den massivsten politischen Auseinandersetzungen des vergangenen Jahrzehnts ziehen können. Scheinbar habe stattdessen Erdoğan davon profitiert, dass es für die massive Unzufriedenheit mit seiner autoritären Staatsführung kein „politisches Ventil“ in der Parteienlandschaft der Türkei gebe. Soli Özel vom Institut für Internationale Beziehungen an der Kadir Has Universität in Istanbul folgerte: „In nicht unerheblichem Maße geht die politische Macht des Ministerpräsidenten auf mangelnde politische Vision und Bedeutung der Opposition zurück“, deren zwei große Oppositionsparteien durch ihre nicht an die Moderne angepasste Geisteshaltung daran gehindert seien, die Proteste verstehen zu können.
Im Juli sanken die Werte für die AKP laut einer Meinungsumfrage des türkischen Umfrageinstituts Sonar auf rund 44 %, während die CHP 28 % erhielt. Der Leiter des durchführenden Instituts, Hakan Bayrakçı, führte die gesunkenen Werte für die AKP auf die seit Ende Mai andauernden landesweiten Proteste zurück. Als frühere Vergleichswerte der Meinungsumfragen für die AKP wurden 53 % (Februar 2012) und 47 % (November 2012), sowie für die CHP 20 % (Februar 2012) und 25 % (November 2012) angegeben. Im September wurde als „jüngste Umfrage des führenden türkischen Meinungsforschers Metro Poll“ ebenfalls die politische Zustimmung für die AKP im Juli mit 43 % angegeben und mit dem höchsten Stand im Dezember 2011 von 52 % verglichen.
Ebenfalls im September wurde in den Medien gemeldet, das harte Vorgehen gegen die Demonstrationen in den vorangegangenen Monaten habe der AKP nach eigenen Angaben eher genützt als geschadet. Nach der jüngsten Umfrage erhalte die AKP 52 % und damit noch höhere Zustimmung als bei ihrem Wahlergebnis von 2011 (50 %).
Im Oktober kam Adil Gür von der Umfrageagentur A&G zu dem Schluss, dass sich die Folgen der mit den Gezi-Park-Protesten zusammenhängenden Massenprotesten in türkischen Städten kaum auf die politische Landschaft der Türkei ausgewirkt haben. Erdoğan und seine Minister hätten zwar die Proteste im Gezi-Park anfangs vollkommen unterschätzt und nicht mit einer sich so heftig daraus entwickelnden Opposition gerechnet. Doch werde dies nach den jüngsten Ergebnissen nicht nur seines Instituts wenig Einfluss auf das Wahlverhalten der Türken haben. Die AKP sei demnach weiterhin unangefochten stärkste parteipolitische Kraft im Lande. Auch wenn bis zu den Kommunalwahlen im Frühjahr 2014 noch Verschiebungen möglich seien, so sei der Zuspruch zur AKP zuletzt sogar nochmals leicht gewachsen und liege derzeit bei mehr als 50 Prozent der Stimmen. Wähler, die sich aufgrund des von der AKP angestoßenen Friedensprozesses mit den Kurden von der AKP abgewendet hatten, hätten sich aufgrund der Gezi-Park-Proteste wieder der Partei angenähert, da die Proteste im Gezi-Park die Gespräche mit Öcalan und der PKK in den Hintergrund rücken ließen. Diese mehrere Monate vor den Gezi-Park-Protesten begonnene Annäherung mit den Kurden sei von nationalistischen Türken abgelehnt worden und habe in der ersten Jahreshälfte dazu geführt, dass der Zuspruch zur Regierungspartei „deutlich“ zurückgegangen sei. Zwar hätten die Wähler der oppositionellen CHP nach Umfrageergebnissen eine entschieden positive Meinung von den Protesten, doch bekundeten etwa 90 Prozent der fast doppelt so zahlreichen AKP-Wähler eine negative Sicht auf die Gezi-Proteste und insgesamt lehnte eine Mehrheit der Türken die Protestbewegung ab. Dies sei allenfalls in den ersten Tagen der Proteste anders Fall gewesen, als noch eine Mehrheit Sympathien für die Demonstranten hatte. Doch die Verkehrsblockaden oder das Auftauchen von Postern des PKK-Führers Öcalan am Taksim-Platz veränderten schließlich laut Gür die Wahrnehmung in der Bevölkerung. Allgemein habe sich die Zustimmung zur AKP seit 2002 parallel zum Wirtschaftswachstum entwickelt. Da es seit 2002 jedoch kaum wirtschaftlich schwache Zeiten in der Türkei gab, habe die AKP auch kaum Einbußen gehabt.

### International

#### Deutschland und Österreich

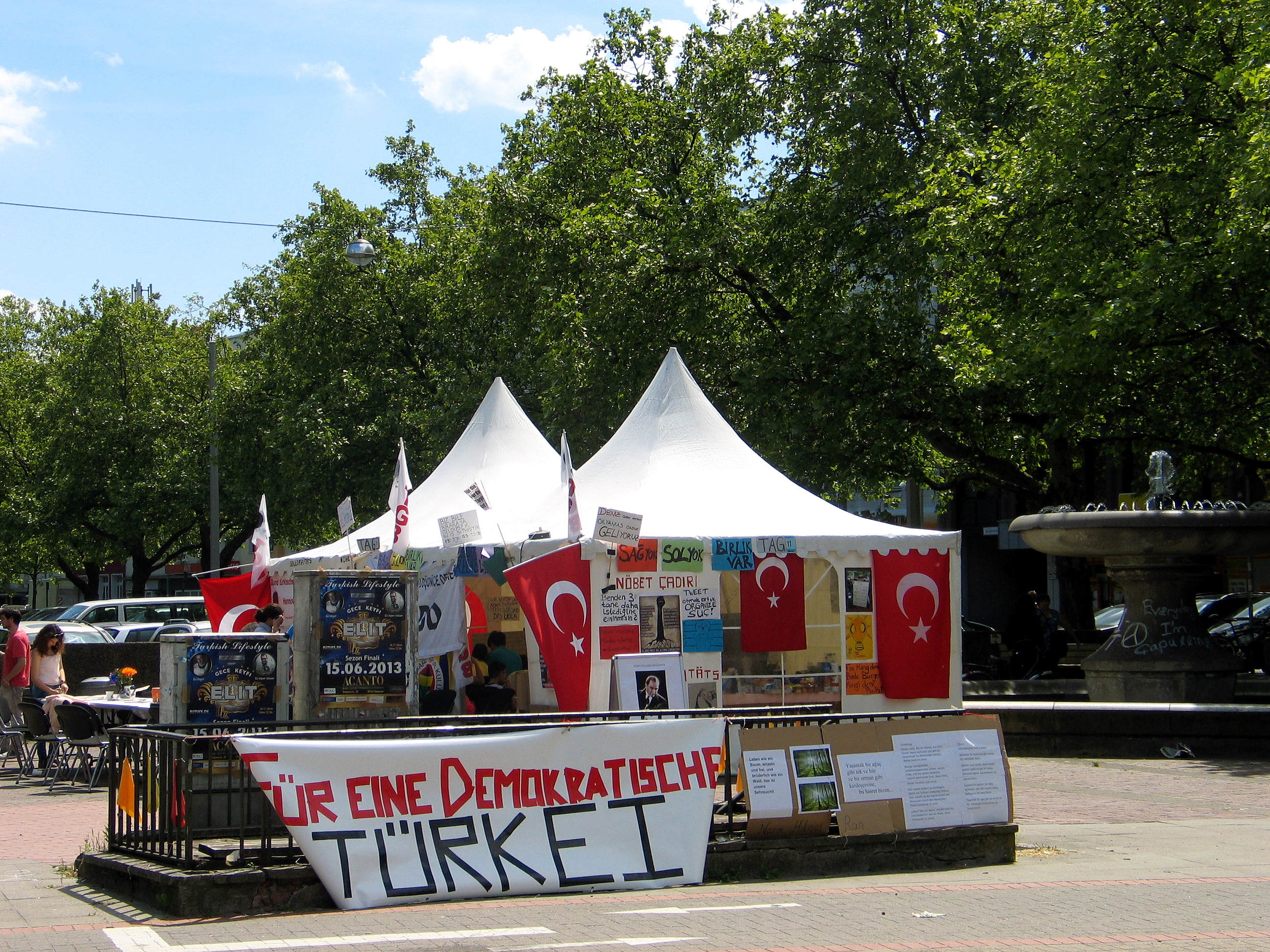
Für eine demokratische Türkei – Auf dem Klagesmarkt in Hannover wurde seit dem 4. Juni eine ständige Mahnwache gehalten.

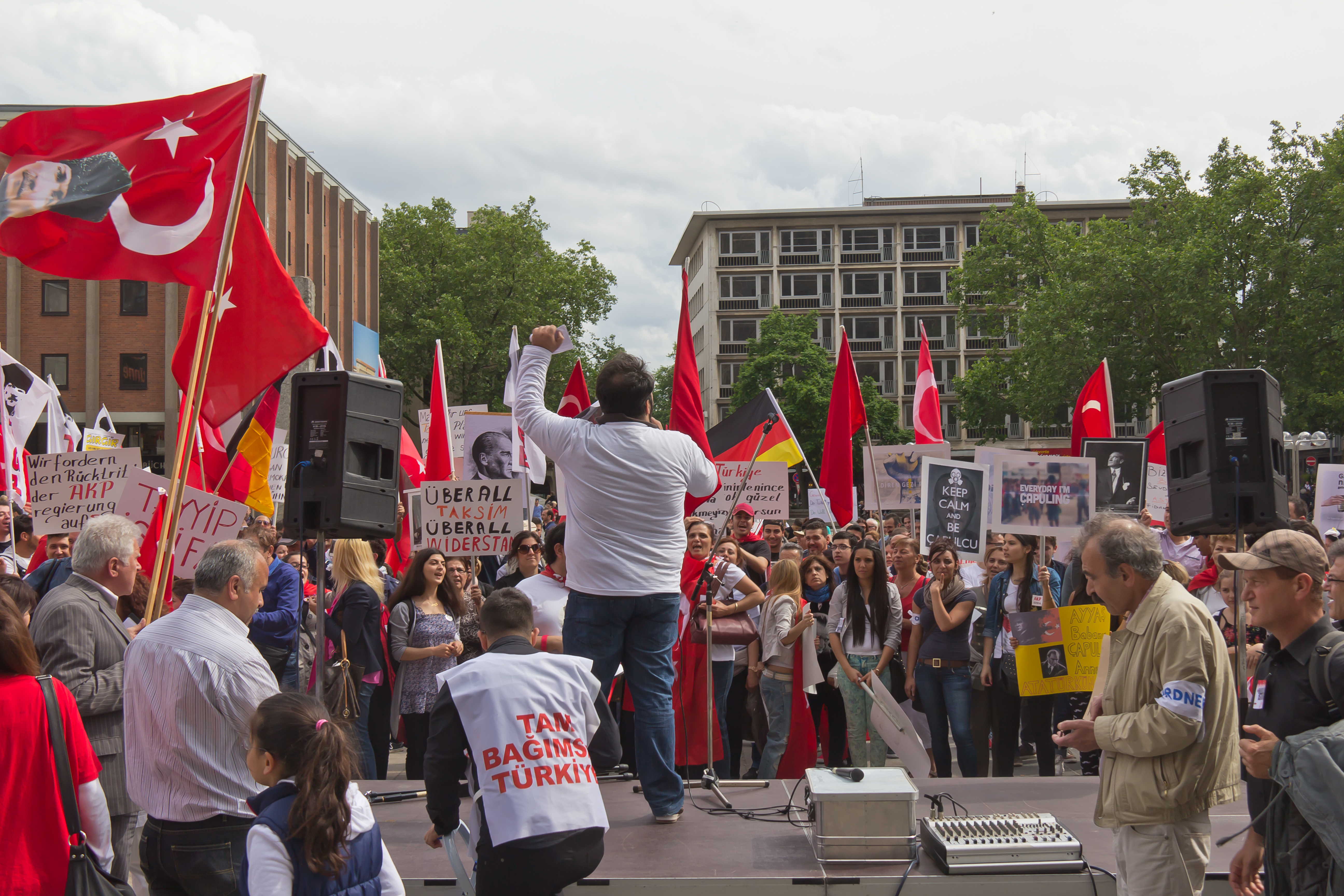
Kundgebung am 15. Juni 2013 auf dem Roncalliplatz in Köln. Angemeldet von einer Privatperson mit dem Thema: „Die momentanen Vorfälle in der Türkei (Istanbul/Taksim)“.

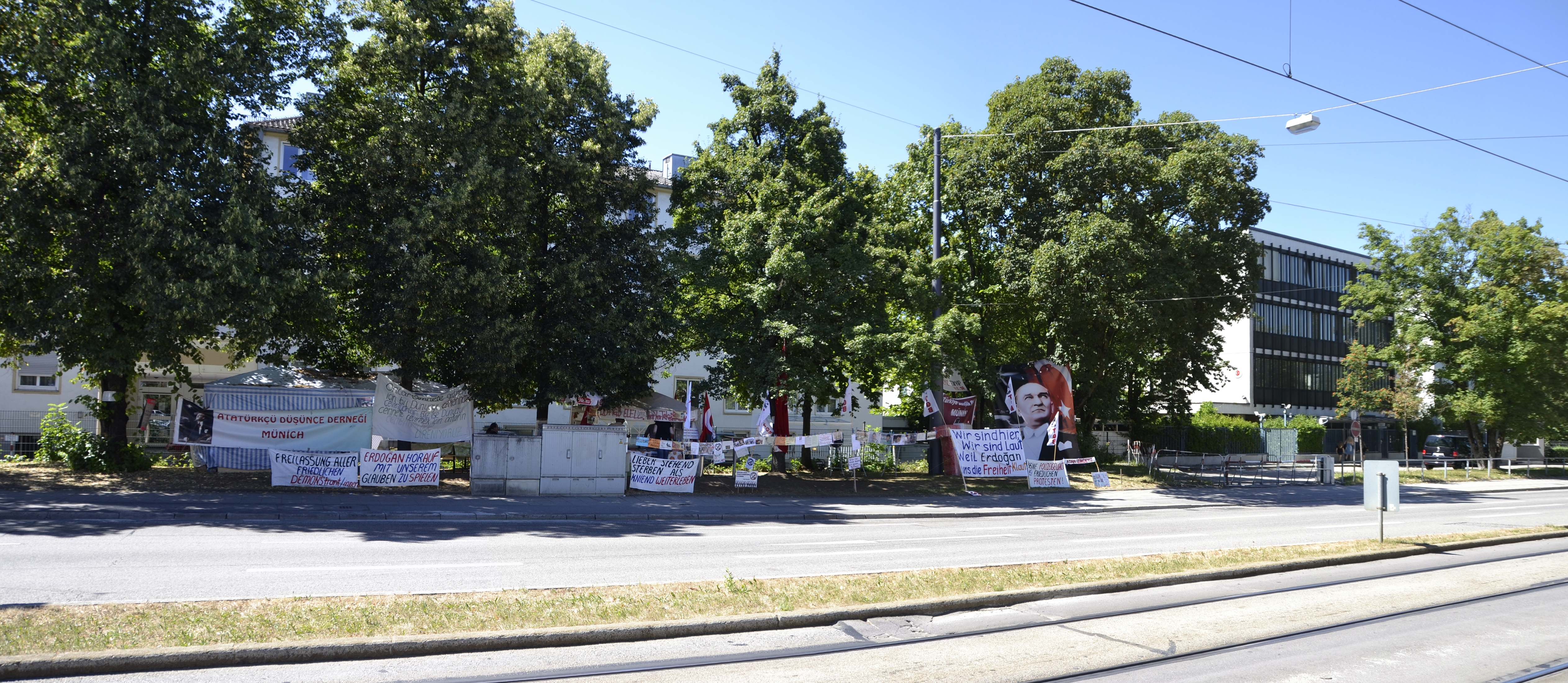
Proteste vor dem türkischen Generalkonsulat in München

In Deutschland kam es bereits ab dem 1. Juni zu einer Vielzahl von Solidaritätskundgebungen, so in Berlin, Hamburg, Stuttgart und Mannheim mit je tausenden sowie in Köln, Duisburg, Frankfurt, München, Oberhausen und Bielefeld mit hunderten Teilnehmern. Auch in Österreich fanden umgehend Protestzüge statt, wie am 1. Juni in Wien mit 1.800 Demonstranten.
Neben den Demonstrationsversammlungen und Protestzügen wurden Mahnwachen organisiert, so die Mahnwache vor dem türkischen Generalkonsulat in Stuttgart seit dem 3. Juni, die ständige Mahnwache der Atatürk-Gesellschaft Hannover am Klagesmarkt vor dem türkischen Generalkonsulat in Hannover seit dem 4. Juni oder die ständige Mahnwache der Alevitischen Gemeinde Deutschland am Kölner Heumarkt seit dem 5. Juni. Die Mahnwachen wurden zum Teil – etwa in Hannover – auch noch bis nach der Räumung des Taksim-Platzes am 22./23. Juni aufrechterhalten.

##### Großdemonstration in Köln
Die Alevitische Gemeinde organisierte am 22. Juni 2013 eine Demonstration in Köln. Die Polizei machte zunächst zur Teilnehmerzahl keine Angabe. Nach Veranstalterangaben sollen statt der zunächst erwarteten 30.000 Teilnehmer mehr als 80.000 Menschen aus ganz Deutschland und aus sieben weiteren europäischen Staaten nach Köln gekommen sein, unter anderem aus Österreich, der Schweiz und Frankreich. Andere Quellen sprachen von 30.000 bis 40.000 Demonstranten. Aufgrund der hohen Teilnehmerzahl wurde der geplante Protestzug durch die Innenstadt aus Sicherheitsgründen von den Veranstaltern abgesagt. Es fand stattdessen eine Kundgebung auf dem zentralen Heumarkt statt. Eine Schweigeminute wurde für all denjenigen abgehalten, die – so die Darstellung auf der Veranstaltung – „ihr Leben für Freiheit und Demokratie geopfert haben“. Auf Transparenten fanden sich Aufschriften wie „Die Revolution hat gerade erst begonnen“, „Europa weiß, was Sache ist – in Ankara regiert ein Faschist“, „Erdoğan geh’ – dann wird alles besser“ oder „Erdoğan, der Wolf im Schafspelz“.
Die Kundgebung sollte nach Angaben der alevitischen Gemeinde ein Zeichen für Menschenrechte, Demokratie und Toleranz in der Türkei setzen. Der türkischen Regierung wurde von Seiten der Aleviten in Deutschland eine autoritäre Politik vorgeworfen. Auf Einladung der Veranstalter kamen unter anderem Gregor Gysi (Die Linke), Rolf Mützenich (SPD), Volker Beck (Bündnis 90/Die Grünen) und Christiane Benner (IG-Metall-Vorstandsmitglied) zu der Protestveranstaltung. Während Gysi und Beck auf der Kundgebung als Redner teilnehmen wollten, rückte die SPD davon ab. Die stellvertretende Bundesvorsitzende der SPD, Aydan Özoğuz, distanzierte sich vom Motto der Veranstaltung: „Die Diktatur Erdoğans abschaffen“. Eine Einstufung Erdoğans als Diktator wies Özoğuz zurück. Özoğuz betonte am 22. Juni im Deutschlandradio Kultur, rund 50 % der Türken hätten Erdoğan und seine Partei AKP gewählt. Das türkische Volk müsse entscheiden, ob die Regierung Erdoğan fortgesetzt werde oder nicht.

#### Weitere Staaten
In New York City demonstrierten 1.000–2.000 Menschen gegen die türkische Regierung, ebenso in Nikosia, London und Boston. Weitere Proteste ereigneten sich unter anderem in Paris, Brüssel, Chicago, San Francisco, Los Angeles, Mailand, Ottawa, Dublin, Tokyo, Peking, Jakarta, Floriana, Baku, Tel Aviv, Sofia und Amsterdam.

## Reaktionen

### Parlamente und Regierungen
- Europäisches Parlament – Präsident des Europäischen Parlamentes in Straßburg Martin Schulz bezeichnete in einer Erklärung am 2. Juni das Verhalten der Polizei als „völlig unangemessen“ und appellierte „dringend an alle zuständigen Stellen in der Türkei, sich um Deeskalation zu bemühen und mit den Demonstranten das Gespräch zu suchen“.[480] Nach der Eskalation am 11. Juni zeigte sich die Vollversammlung des Europäischen Parlaments „zutiefst besorgt“ und kritisierte die „unverhältnismäßige und exzessive“ Gewalt gegen friedliche Demonstranten.[481]
- Deutschland – Die deutsche Bundeskanzlerin Angela Merkel mahnte zur Deeskalation und rief die türkische Regierung am 3. Juni zum Dialog mit den Demonstrierenden auf.[482] Sie erinnerte daran, dass „das Recht der Bürger auf freie Meinungsäußerung und Versammlungsfreiheit […] ein Grundrecht in einer Demokratie“ sei.[483] Regierungssprecher Steffen Seibert sagte, „ein rechtsstaatliches Verständnis [erfordere] auch, dass die Sicherheitsbehörden stets verhältnismäßig und angemessen vorgehen“.[484] Markus Löning, Menschenrechtsbeauftragter der Bundesregierung, forderte eine Achtung der Grundrechte in der Türkei.[480][485] Auf zwei Kleine Anfragen der Fraktion Die Linke im Bundestag hin teilte das Auswärtige Amt mit, Deutschland habe seit 2003, also dem Jahr der Regierungsübernahme der AKP, die türkische Polizei ausgiebig unterstützt und werde auch nach den Erfahrungen aus den Protesten im Jahr 2013 nicht davon abrücken. Die Bundesregierung kam zu dem Urteil, „dass die polizeiliche, justizielle und militärische Zusammenarbeit mit der Türkei in ihrer Gesamtheit die weitere rechtsstaatliche und demokratische Entwicklung des Landes befördert“.[257][486][487][488][489][490]
- Vereinigte Staaten – Die Sprecherin des US-Außenministeriums Jennifer Psaki verwies darauf, dass die Teilnehmer der Demonstration offensichtlich ihre Rechte wahrnehmen wollen, und erklärte, „dass die Stabilität, die Sicherheit und der Wohlstand der Türkei langfristig am besten durch die Beibehaltung der Grundrechte auf freie Meinungsäußerung sowie die Versammlungs- und Vereinigungsfreiheit gewährleistet wird“. Auch die EU-Kommission in Brüssel äußerte sich ähnlich.[480][485] Englischsprachige Medien berichten über zahlreiche kritische Verlautbarungen von US-Ministerien.[491][492]

### Institutionen und Parteien

#### Türkei

##### Stellungnahme der Polizei
Seit dem Beginn der Proteste hat die dem türkischen Innenministerium unterstellte Polizeibehörde mit Ausnahme von Angaben zu Verletzten und getöteten Beamten keine offizielle Stellungnahme abgegeben. Nur in der Todesmeldung für den verstorbenen Polizeibeamten Mustafa Sarı wurde die „illegale Gezi-Park-Demonstration“ namentlich erwähnt.
Laut Interviews einzelner Polizisten und der türkischen Polizeigewerkschaft (Emniyet-Sen) gegenüber Reportern resultiere die „hohe Gewalt“ von seiten der Polizeibeamten insbesondere aus Gründen wie „Überarbeitung“, „Müdigkeit“, „Lustlosigkeit“, „Frust“ und dergleichen. Laut Gewerkschaft kann von einer permanenten Überlastung der Beamten ausgegangen werden. Sechs Polizisten hätten seit dem 9. Juni Suizid begangen. Die Gewerkschaft nahm die Polizeibeamten in Schutz und forderte die Regierung auf, eine friedliche Lösung zu finden. Teilweise wird von über 100 bis 120 Stunden Dienst am Stück berichtet. Der zweite Gewerkschaftsvorsitzende Irfan Celik bezeichnete die Polizeibeamten als „Sklaven“. In den Dienstpausen dürfen die Polizeibeamten laut Celik nicht nach Hause und müssen in Polizeibussen oder dergleichen schlafen. Viele Kollegen seien angespannt, weil sie nicht nach Hause zu ihren Familien dürften. Ein 37-jähriger Polizeibeamter betonte weiter: „Glauben Sie mir, wir haben alle keine Lust mehr“.
Faruk Sezer, der Vorsitzende der Gewerkschaft, gab an, dass die Beamten zu bis zu 120 Stunden langen Dauereinsätzen auf den Straßen gezwungen werden. Hieraus und aus der Gewalt, die die Polizisten selbst von den Angriffen der Demonstranten erfahren, resultiere die hohe Gewalt ihrerseits. Die Gewerkschaft sammle Material, um eine Anklage bei der Staatsanwaltschaft gegen die Dienstherrn (Amirlik) eröffnen zu können. Die Arbeitsbedingungen seien „katastrophal“.
Besonders Polizisten, die aus anderen Städten zu den Einsätzen in Istanbul und Ankara herangezogen wurden, sollen laut Medienberichten unter katastrophalen Bedingungen untergebracht worden sein. Sezer begründet das teilweise brutale Vorgehen von diesen Polizisten als eine Reaktion auf ihre schlechten Bedingungen und Dienstzeiten. Laut Sezer erfahren die Polizeibeamten nicht nur Gewalt von den Demonstranten, sondern ebenso von ihren Vorgesetzten, indem diese sie unter solchen Umständen arbeiten ließen. Es seien von 15 bis 20 Polizeistationen landesweit Polizeikräfte nach Istanbul und Ankara verlegt worden, ohne vorher deren Unterbringung und Verpflegung zu planen. Teilweise seien die Beamten gezwungen, auf der Straße zu schlafen. Mindestens zwei der Polizeibeamten, die Selbstmord begangen haben, seien in den Protesten eingesetzt gewesen.
Ein anonym gebliebener Polizist gab gegenüber der Presse an, viele Polizisten seien tagelang durchgehend im Einsatz gewesen. Viele von ihnen hätten auf den Straßen schlafen müssen. Viele Polizisten sollen dem Druck nicht mehr standgehalten haben. So sei es beispielsweise auch dazu gekommen, dass ein Polizist ungezügelt mit einer Gaspistole in die Menge geschossen habe. Es existiere zudem kein einziges Rehabilitations-Zentrum für Polizeibeamte.

##### Kritik innerhalb der AKP
Während der Proteste trat erstmals eine verdeckte Rivalität zwischen Ministerpräsident Erdoğan und Staatspräsident Abdullah Gül offen zutage. Bereits in den ersten Tagen der Proteste setzten sich Gül und Vizepräsident Arınç mit versöhnlichen Tönen von Erdoğans harter Linie ab. Günter Seufert urteilte dazu für die Stiftung Wissenschaft und Politik: „Die einflussreiche Bewegung um den Prediger Fethullah Gülen steht Gül näher als Erdoğan, und hinter den Kulissen in Ankara heißt es, die Bewegung wolle womöglich eine eigene Partei gründen. Dies wurde zunächst auf Eis gelegt, doch Gülens Medien sparten nicht mit Kritik an Erdoğan.“ Dennoch unterzeichnete Gül am 10. Juni 2013 das umstrittene Gesetz zur Neuregelung des Alkoholverkaufs. Am 24. September grenzte sich Gül durch ein Lob für die ursprünglichen Motive der Demonstranten von der Position Erdoğans ab. In einer Rede in New York, wo er an der Generalversammlung der Vereinten Nationen teilnahm, erklärte er, er sei „stolz“ auf den Beginn der Istanbuler Proteste im Gezi-Park vom Juni. Solche Fragen der Umwelt und Stadtgestaltung würden die Menschen in allen entwickelten Staaten bewegen. In Washington, New York oder London stünde dieselbe Motivation hinter den Protesten wie bei den Gezi-Park-Protesten, bei denen es vor allem um Umweltfragen gegangen sei. Nach seinem Lob für die Anfänge der Demonstrationen rechtfertigte Gül auf der Veranstaltung der Investmentbank Merrill Lynch in New York die Einsätze der türkischen Polizei gegen die Demonstranten. Die Proteste hätten dagegen nichts mit einer Kritik an autoritären Tendenzen oder der Arbeitslosigkeit zu tun und wenn Gewalttäter in New York die Proteste zum Lahmlegen des Stadtzentrums missbrauchen und auf der Fifth Avenue brennende Barrikaden errichten würden, dann werde die New Yorker Polizei ähnlich reagieren wie die Istanbuler und müsse durchgreifen: „Radikale Gruppen haben die Proteste missbraucht“, so Gül, „um illegale Kundgebungen durchzuführen. Was würde wohl die New Yorker Polizei tun, wenn sich hier Menschen versammeln und Plastikreifen in Brand stecken würden? Sie würde genauso reagieren, wie die Istanbuler Polizei.“
Der Istanbuler AKP-Parlamentarier İbrahim Yiğit kritisierte Erdoğan in der in den Vereinigten Staaten herausgegebenen türkischen Zeitung Posta212. Dort fragte Yiğit an Erdoğan gerichtet, ob er versuche, einen Bürgerkrieg zu beginnen und ob die Menschen sich gegenseitig umbringen werden, weil er gesagt hätte, er halte die 50 % nur mit Mühe. Weiterhin teilte Yiğit mit, Erdoğan würde auf Kritik und die Begebenheiten um den Taksim-Platz mit Wut reagieren. Er rate ihm dazu, als Ministerpräsident beschwichtigend und konfliktvermeidend zu reagieren. Dazu erinnerte er ihn, dass es seine Pflicht sei, allen in der Gesellschaft auf gleichwertiger Distanz gegenüberzutreten.
Der AKP-Abgeordnete Erdal Kalkan aus Izmir hatte auf Twitter die Haltung seiner Partei kritisiert, indem er schrieb: „Es reicht! Jetzt spricht die Jugend“.
Ertuğrul Günay, AKP-Abgeordneter und ehemaliger Minister für Kultur und Tourismus, übte Kritik, indem er mitteilte, selbst das Gewissen der AKP könne „es reicht“ sagen. Weiter kritisierte er die Polizeigewalt und stellte Überlegungen darüber an, ob Erdoğan gut informiert sei oder nicht.

##### AGAM-StudieTaksim Olayları Analizi
Im August stellte İdris Bal, Vorsitzender des Forschungszentrums Avrasya Global Araştırmalar Merkezi (AGAM) und Abgeordneter der AKP, die Studie Taksim Olayları Analizi (deutsch etwa: Analyse der Taksim-Vorfälle) gegenüber der Tageszeitung Radikal vor. Laut der Studie sei Erdoğan über die Proteste falsch informiert worden. Der Beginn der Unruhen sei als „strategischer Fehler“ einzuordnen. Das harte Vorgehen der Behörden gegen den ursprünglich lokal begrenzten Protest im Istanbuler Gezi-Park habe die Entwicklung einer landesweiten Krise selbst ausgelöst. Die Istanbuler Behörden hätten schon im Vorfeld bei der Planung von Bauprojekten mehr Kontakt zur Bevölkerung suchen müssen, wodurch Erdoğan zum Akteur der Konfliktlösung geworden wäre. Erdoğan habe aber dann reagiert, als ob nicht die Istanbuler Behörden, sondern er selbst hinter den Bauprojekten im Bezirk Beyoğlu stünde. Da Lokalverwaltungen und Regierung anfangs den Dialog mit den Demonstranten versäumt hätten, habe sich der Ärger zum Ersten gegen den Premierminister, zum Zweiten gegen die AKP, zum Dritten gegen die Regierung und schließlich gegen den Staat gerichtet. Dadurch habe sich für im Hintergrund lauernde, illegale Gruppierungen die Gelegenheit ergeben, Profit aus dem Chaos zu ziehen. Zudem kritisierte die Studie, der Wahlsieg berechtige eine Regierung nicht dazu, bis zur nächsten Wahl omnipotente Macht auszuüben. Im November wurde Bal, gegen den die AKP zuvor ein Ausschlussverfahren eingeleitet hatte, aus der Partei ausgeschlossen. Erdoğan sagte am 22. November, Bal habe sich fortwährend gegen die Regierungslinie gewandt.

##### Kritik religiös-konservativer Unternehmer
Der muslimische Unternehmerverband MÜSİAD, der die AKP zuvor vorbehaltlos unterstützt hatte, kritisierte im Laufe der Unruhen erstmals direkt Erdoğans Führungsstil. Günter Seufert vom SWP stellt dies in Zusammenhang mit dem Unmut in der konservativen Elite, der sich im Juni über die Politik des Erdoğans geregt hatte. Bei den die politische Karriere Erdoğans tragenden Kreisen handele es sich um neu aufgestiegene und wirtschaftlich rational handelnde, sich international öffnende und immer weniger dogmatisch denkende religiös-konservativer Schichten, die von einer Wende der Regierung zu einer autoritären Innen- und konfrontativen Außenpolitik nicht profitieren würden.

##### Konflikt mit Ärztevereinigungen
Insgesamt sechs türkische Ärzteverbände, darunter die TTB, übten scharfe Kritik an dem massiven Einsatz von Tränengas. Auch der Angriff auf Dutzende Notlazarette für verletzte Demonstranten und die Ausübung von Druck auf die TTB, den Behörden die Namen behandelnder Ärzte zu melden, wurde kritisiert.
Am 4. Juni nahm die TTB an einer gemeinsamen Erklärung mit dem türkischen Gewerkschaftsdachverband DİSK, dem türkischen Zusammenschluss von Gewerkschaften im öffentlichen Dienst KESK und der türkischen Kammer für Ingenieure und Architekten TMMOB teil, in der das Vorgehen der Regierung Erdoğan scharf verurteilt und der Begriff „Faschismus“ im Zusammenhang mit der AKP verwendet wurde. Am 13. Juni entgegnete der Zentralrat der TTB öffentlich dem Vorwurf der Illegalität durch das Gesundheitsministerium, dass nicht die Hilfeleistung gegenüber verletzten Demonstranten, sondern das Unterlassen der Hilfeleistung einen Straftatbestand darstelle und verwies dafür auf Artikel 98 des türkischen Strafgesetzbuches sowie auf verschiedene bioethische Konventionen in der Medizin. Am 16. Juni richtete die TTB einen „dringenden Aufruf“ an die internationale Gemeinschaft, in dem es hieß, die Polizei versuche seit dem 31. Mai, die „friedlichen und legitimen Demonstrationen“ zu unterdrücken und setze dazu rigoros „chemische Gase“ gegen schutzlose Massen von Zivilisten ein. In der ‚Desaster‘-Nacht des 15. Juni habe die Polizei die ärztliche Hilfe für verletzte Menschen vollständig blockiert und den Betrieb von Gesundheitsleistungen ausgeschlossen. Von der TTB erhobene Daten würden belegen, dass in der Türkei eine „Hexenjagd“ stattfinde. Die TTB appelliere an die internationale Gemeinschaft, gegen die „brutale Unterdrückung von demokratischen Forderungen“ vorzugehen. Am 19. Juni forderte die TTB in einer „dringenden“ Pressemitteilung des Gösteri Kontrol Ajanları Bilimsel Danışma Kurulu, dass der mit dem Wirkstoff Oleoresin Capsaicin als Pfefferspray bekannte Reizstoff zusammen mit anderen chemischen Kampfstoffen als chemische Waffe betrachtet und unverzüglich verboten wird.
In einer Pressemitteilung vom 21. Juni, die sowohl in englische Sprache übersetzt als auch am 27. Juni mit einem Video über YouTube verbreitet wurde, stellte die TTB ihre Kritik und Forderungen zusammenfassend an die Öffentlichkeit gerichtet dar: Es existiere eine tagtägliche, unproportionale Gewalt gegen Millionen Menschen, die Freiheit, Gleichheit und Achtung fordern würden. Es sei weiterhin zu einer kollektiven und gewaltsame Inhaftierung von Anwälten gekommen, die gegen Unrechtmäßigkeit im Gericht opponierten. Ärzte, Medizinstudenten und Gesundheitspersonal, die dringende Notfallhilfe leisten, würden beschuldigt Straftaten zu verüben. Es würden offizielle Schriften an die TTB und die Ärztekammern von Istanbul, Izmir und Ankara mit der Anfrage versendet, warum sie bei der Leistung von Notfallhilfe nicht um die Erlaubnis des Ministeriums gebeten haben. Es seien die Namen der Ärzte, Medizinstudenten und des Gesundheitspersonals angefragt worden, die in die Leistung von medizinischer Hilfe involviert waren, sowie die Namen der Menschen, die medizinische Hilfe erhalten haben. Ärzte und Gesundheitspersonal seien inhaftiert worden. Der Premierminister habe versucht, die Gesellschaft in zwei Teile zu spalten und den einen als Bedrohung gegen den anderen zu verwenden. Schließlich würden die TTB und Ärzte als Ziel anvisiert und beschimpft und solche Handlungen als Verbrechen kategorisiert, die nach universellem Recht und internationalen Konventionen als Rechte erachtet werden.
Das Verhältnis zwischen der TTB und anderen unabhängigen Ärzteorganisationen zu der Regierung Erdoğan war bereits angespannt, als die massive Protestwelle das Land erfasste: Die TTB hatte in den vorangegangenen Jahren wiederholt Kritik an der Regierung Erdoğan geübt. Ende 2012 hatte die Regierung daraufhin mit der per Dekret erfolgten Gründung einer neuen Ärzteorganisation reagiert, dem Rat der Gesundheitsberufe, in der die Regierung eine strukturelle Mehrheit besaß. Die TTB erklärte daraufhin in einem internationalen Solidaritätsappell, der vom British Medical Journal und anderen medizinischen Fachzeitschriften weltweit verbreitet wurde, dass die Regierung Erdoğan eine zentralisierte Kontrolle über die Ärzteschaft beim Gesundheitsministerium und Einschränkung ihrer autonomen Selbstverwaltung anstrebe.
Während dieses Kampfes um ihre Unabhängigkeit übernahm die TTB bei den Protesten in der Türkei 2013 die medizinische Versorgung tausender verletzter Demonstranten und Passanten. Der Generalsekretär der Istanbuler Sektion der TTB, Hüseyin Demirdizen, erklärte, dass nach Ansicht der TTB das Vorgehen der Sicherheitskräfte gegen Ärzte und anderes medizinisches Personal im unmittelbaren Zusammenhang mit der Gesundheitspolitik der Regierung zu sehen sei. Die von der AKP-Regierung unter Erdoğan und dem Gesundheitsminister Recep Akdağ in den vorangegangenen Jahren durchgeführte Gesundheitsreform, die in kurzem Zeitraum eine flächendeckende medizinische Versorgung in der Türkei gewährleistet hatte und von der WHO als vorbildlich eingestuft worden war, habe nach Ansicht der TTB „infolge der grenzenlosen Privatisierung zu einer Kommerzialisierung im Gesundheitswesen geführt“. Ärzte und Angestellte sowie deren Berufsverbände und Gewerkschaften würden sich „dieser sogenannten Reform und den Verschlechterungen ihrer Arbeitsbedingungen“, so Demirdizen, „widersetzen“. Die Regierung habe auf diesen „Kampf“ mit einer „Kampagne“ reagiert, „mit der die Ärzteschaft und die Bediensteten verunglimpft und diskreditiert werden sollten.“ Das übergriffartige Vorgehen der Regierung gegen die medizinischen Betreuer während der Proteste in der Türkei schließe nun „nahtlos an diese Kampagne an“.
Auf die Frage nach dem „generellen Verhältnis zwischen Staatsmacht und Medizin“ gibt Demirdizen an: „Die TTB widersetzt sich seit Jahren der Gesundheitspolitik der Regierung, die das Gesundheitssystem kommerzialisiert, die Inanspruchnahme von Gesundheitsdiensten vom Einkommen abhängig macht und mit der neoliberalen Politik auch in diesem Bereich eine Flexibilisierung verstärkt. Darüber hinaus sind wir auch allgemein gegen die konservative und nationalistische Politik, die die Gesellschaft polarisiert.“

##### Hochschulen
An den regierungskritischen Demonstrationen beteiligten sich bereits in den ersten Tagen der Proteste türkische Studenten aus allen Landesteilen.
Laut NZZ Campus zeigte sich die ideologische Spaltung der Bevölkerung während der Proteste auch an den akademischen Lehranstalten. Während die Dozenten einiger Universitäten protestierende Studierende kritisierten, verurteilten andere Hochschulen die Polizeieinsätze. So gehörten in Istanbul die Koç-Universität, die Bahçeşehir-Universität, die Galatasaray-Universität, die Boğaziçi-Universität, die Özyeğin-Universität, die Technische Universität Istanbul (ITÜ) und die Mimar-Sinan-Universität, in Ankara die Technische Universität des Nahen Ostens (ODTÜ) und die Hacettepe-Universität zu den Hochschulen, wo die Examenstermine und Projekte aus Rücksicht auf die Demonstranten verschoben wurden, nachdem diese Hochschulen den gewaltsamen Polizeieinsatz im Zuge der landesweiten Proteste verurteilt hatten. Als Entschuldigung für das Fernbleiben sollen Fotos akzeptiert worden sein, auf denen die Studierenden bei der Demonstration zu sehen waren.
Nach Einschätzung von Tobias Heinzelmann, Islamwissenschafter am Asien-Orient-Institut der Universität Zürich, gebe es an den Universitäten ein sehr starkes regierungskritisches Lager. Die Autonomie und Selbstverwaltung der türkischen Universitäten war bereits zu kemalistisch regierten Zeiten, 1981 mit der Gründung des Hochschulrats (YÖK), durch die Militärregierung abgeschafft worden. Der Widerstand unter türkischen Professoren hat sich nach Einschätzung Heinzelmanns bereits verstärkt, seitdem die Türkische Akademie der Wissenschaften (TÜBA) in Ankara als staatliche Forschungsinstitution von der Regierung vereinnahmt worden sei. Während ihre Mitglieder zuvor demokratisch gewählt worden seien, habe die Regierung im Jahr 2011 begonnen, zwei Drittel der Mitglieder zu bestimmen und das Amt des Präsidenten zu vergeben. Mehr als die Hälfte der 137 ursprünglichen Mitglieder der TÜBA seien daraufhin zurückgetreten und hätten als Gegenpol die Independent Science Academy gegründet, die die Unabhängigkeit der Wissenschaft in Gefahr sehe wie etwa in der Thematik Evolutionslehre. Der Wissenschafts- und Technologieforschungsrat (TÜBITAK) vertritt schon länger die Regierungslinie. Anfang Juli 2013 gab er bekannt, er werde keine Projekte im Bereich Evolution unterstützen, da dies ein umstrittenes Thema sei.
Andererseits existierten laut Heinzelmann in wissenschaftlichen Diskussionsgruppen auch vehemente Fürsprecher der Regierungspolitik. Über die Hälfte aller türkischen Universitäten wurde während der Regierungszeit der AKP seit 2003 gegründet. Dabei wurden allerdings auch sehr kleine Universitäten, bis hin zu sogenannten „Ein-Zimmer-Unis“ wie die Ardahan Universität, neugegründet, deren Budgets oft deutlich unter dem traditionsreicher Universitäten lag. Im Umgang mit Stiftungsuniversitäten soll sich die Regierung ihr ideologisch nahestehenden Stiftern besonders zuvorkommend gezeigt haben.

#### Deutschland
Die alevitische Gemeinde in Deutschland protestierte gegen das „harte Vorgehen der türkischen Polizei“ und forderte den Rücktritt der Regierung Erdoğan. Im Juni 2013 organisierte die Alevitische Gemeinde eine Protestdemonstration in Köln, an der mehrere zehntausend Menschen teilnahmen.
Kenan Kolat, der Vorsitzende der Türkischen Gemeinde in Deutschland kritisierte im Juni 2013 das gewaltsame Vorgehen der türkischen Regierung gegenüber den Demonstranten und forderte einen Aufschub der Beitrittsverhandlungen der Republik Türkei mit der Europäischen Union. Das Verhalten des türkischen Ministerpräsidenten Erdoğan im Zuge der Proteste gegen ihn und seine Regierung bezeichnete Kolat als „faschistoid“ und „Willkür-Politik“. „Faschistoid“ sei die Durchsetzung Erdoğans eigener Interessen mit Gewalt.
Die SPD in Deutschland forderte eine sofortige Beendigung der Gewalt in der Türkei. Die Türkei habe „sich in den vergangenen Jahren erheblich modernisiert“. Dieser Erfolg dürfe „durch die aktuellen Vorkommnisse nicht in Frage gestellt werden“. Rainer Brüderle, Fraktionschef der FDP erklärte, „Ministerpräsident Erdoğan [schlage] einen Weg ein, der von der EU wegführt“ und äußerte damit Zweifel an den Beitrittsverhandlungen der Türkei mit der EU. Der CSU-Abgeordnete Thomas Silberhorn forderte im Bundestag eine Aussetzung der Beitrittsverhandlungen. Der Europaparlamentarier Jürgen Klute formulierte für die Partei Die Linke, der Protest sei als Ausdruck einer seit langem eingeforderten Demokratisierung der gesamten türkischen Gesellschaft zu verstehen.
Die Menschenrechtsorganisation Amnesty International kritisierte das Vorgehen der Polizei scharf und forderte mit einer Eilpetition ein umgehendes Ende der Polizeigewalt.
Politiker der Grünen forderten den türkischen Ministerpräsidenten Erdoğan in einem offenen Brief auf, die Gewalt zu beenden und Meinungsfreiheit in der Türkei zuzulassen.
Der Vorsitzende der CDU-Bundestagsfraktion, Volker Kauder, kündigte der Türkei im Juni 2013 ein Aussetzen der EU-Beitrittsverhandlungen an. Er warnte die Republik Türkei davor, gegen Demonstranten Militär einzusetzen. Ein solches Vorgehen würde die Türkei „um Lichtjahre von Europa entfernen“ und äußerte: „Wir sollten die Türkei darin unterstützen, ein modernes Land zu werden, in dem Menschenrechte gelten“.
Der Vorsitzende der Deutsch-Türkischen Parlamentariergruppe, Johannes Kahrs (SPD), hielt Erdoğan für so gut politisch aufgestellt, dass er sich durchsetzen werde. Rund 50 Prozent der Bevölkerung stünden hinter Erdoğans Politik, während sich die Oppositionspartei CHP in einer Schwächephase befinde, doch sei möglicherweise Erdoğans Ziel Staatspräsident zu werden, schwerer erreichbar geworden. Für die EU sei es wichtig, die gute Verbindung zu Erdoğan aufrechterhalten, die Proteste aber zum Anlass zu nehmen, innerhalb des EU-Beitrittsverfahrens Veränderungen in der Türkei im Bereich Rechtsstaatlichkeit als Voraussetzung für einen EU-Beitritt der Türkei zu erheben.
Die Bundesärztekammer (BÄK) forderte die türkische Regierung am 17. Juni im Zusammenhang mit den Protesten auf dem Taksim-Platz in Istanbul auf, die medizinische Versorgung nach den in der EU üblichen Standards zu gewährleisten. BÄK-Präsident Frank Ulrich Montgomery erklärte öffentlich: „Wir brauchen den absoluten Schutz von Hilfspersonen“. Ärzte und Pfleger in den Notlazaretten müssten ohne Ansehen der Person Hilfe leisten können und dürften nicht an ihrer Arbeit gehindert oder zu Kombattanten erklärt werden. Das Vorgehen der türkischen Polizei gegen das medizinische Personal sei nicht mit den in Europa üblichen Standards vereinbar. Montgomery sicherte den Ärzten in der Türkei die volle Solidarität der deutschen Ärzteschaft zu und verurteilte in einem Schreiben an den türkischen Ministerpräsidenten Erdoğan das Vorgehen der Polizeikräfte gegen Ärzte als Verstoß gegen den internationalen Grundsatz der ärztlichen Neutralität, wie sie in der Genfer Konvention festgehalten sei. Ärzte seien gemäß ihrer beruflichen Grundsätze den Patienten gegenüber verpflichtet und könnten daher nicht für die Ausübung ihres Berufs rechtlich verfolgt werden. Montgomery kritisierte den Polizeieinsatz während der Proteste aus Sicht der BÄK: „Der unangemessene Polizeieinsatz in Istanbul und anderen türkischen Städten beunruhigt viele Ärzte in Deutschland. Insbesondere das Vorgehen der Polizeikräfte, verletzten Demonstranten den Zugang zu medizinischer Versorgung vorzuenthalten oder medizinisches Personal, das verletzten Demonstranten zu Hilfe kommt, festzunehmen, ist aus Sicht der Bundesärztekammer völlig inakzeptabel.“
In zwei Kleinen Anfragen stellte die Abgeordnete Sevim Dağdelen der Fraktion Die Linke Fragen zur sicherheitspolitischen Zusammenarbeit der Bundesrepublik Deutschland mit der Türkei vor dem Hintergrund der Proteste um den Gezi-Park am Taksim-Platz. Das Auswärtige Amt teilte daraufhin mit, Deutschland werde nicht von der seit 2003, also dem Jahr der Regierungsübernahme der AKP, bestehenden ausgiebigen Unterstützung der türkischen Polizei abrücken. Die Antworten auf die beiden Kleine Anfragen ergaben, dass die deutsche Bundesregierung seit 2009 Ausfuhren von Reizgasen und Abschussgeräten im Wert von 202.000 Euro in die Türkei genehmigt hat. Unter anderem seien die Capsaicine Oleoresin Capsicum und Pelargonsäurevanillylamid in großem Maßstab an die Türkei verkauft worden. Da Reizgase den Kontrollbestimmungen der Anlage III der Anti-Folter-Verordnung der EU unterliegen, war dafür das Einverständnis des Bundesamts für Wirtschaft und Ausfuhrkontrolle (BAFA) notwendig. Der Antwort der Bundesregierung auf die Kleine Anfragen, weiterhin Tränengas in die Türkei liefern zu und die türkischen Sicherheitskräfte unterstützen zu wollen, entgegnete Dağdelen mit schweren Vorwürfen: „Es ist ein Skandal, dass die türkische Polizei bei der Niederschlagung der demokratischen Proteste gegen das autoritäre Regime Erdogans auf das Know How, die Erfahrung der deutschen Polizei und Pfefferspray aus Deutschland zurückgreifen kann.“ Die paramilitärische türkische Gendarmerie habe deutsche Waffen in Lizenzproduktion gegen friedliche Demonstranten nutzen können. „Diese Ausbildungs- und Ausstattungshilfe“, so Dağdelen weiter in einer Presseerklärung vom 17. Juli, sei „kein Beitrag zu Demokratie und Rechtsstaatlichkeit, sondern ein Beitrag zur Absicherung eines zutiefst menschenverachtenden Regimes.“

#### Europa
Der Menschenrechtskommissar des Europarats, Nils Muižnieks, drängte während eines Besuches in Ankara im Juli auf eine Untersuchung und angemessene Bestrafung aller polizeilichen Instanzen des exzessiven Gewalteinsatzes. Er beklagte den Umstand, dass trotz zahlreicher Anschuldigungen von Amtsmissbrauch nur drei Polizeibeamte suspendiert worden seien. Der einzige Weg, so Muižnieks, Ruhe in die Situation zu bringen, seien unabhängige, unparteiische und effektive Untersuchungen. Zuvor hatte sich Muižnieks fünf Tage in Ankara und Istanbul aufgehalten, um sich ein Bild von der Lage vor Ort zu machen. Es hätten ihn zahlreiche Beschwerden erreicht. Es seien schwere Vorwürfe gegen Ordnungskräfte erhoben worden, die Menschenrechtsverletzungen an Demonstranten begangen haben sollen. Gestützt würden diese durch Zeugenaussagen, Fotos, Videos und forensische Beweise. Die meisten dieser Berichte hätte sich besorgt über übermäßige und unsachgemäße Verwendung von Tränengas und Misshandlungen durch die Polizei während der Festnahmen gezeigt. Mitglieder der Regierung und Sicherheitskräfte würden den Einsatz von Gewalt im Hinblick auf die Aktionen von Randgruppen allerdings als verhältnismäßig betrachten. Es gebe jenseits dieser Fälle auch einzelne Vorfälle, die bereits untersucht würden. Angesichts der türkischen Erfolgsbilanz vor dem Gericht in Straßburg bedürfe es eines neuartigen Ansatzes und der Entschlossenheit aller relevanten Akteure. Es müssten dazu auch Demonstranten, die Gewalt angewendet haben, zur Rechenschaft gezogen werden. Muižnieks betonte, dass gemäß der Rechtsprechung des Europäischen Gerichtshofs für Menschenrechte (EGMR) ein Scheitern wirksamer Untersuchungen des Fehlverhaltens der Sicherheitskräfte selbst eine Verletzung der Menschenrechte darstellen würde. Die Türkei sei bereits mehrfach auf Grund derartiger Vergehen verurteilt worden.

### Einzelstimmen

#### Türkei
Die türkische Rockband Duman veröffentlichte am 1. Juni anlässlich der vergangenen Proteste das Lied Eyvallah, um auf die gewaltsame Niederschlagung der Proteste aufmerksam zu machen. Die Jazzgruppe der Bosporus-Universität komponierte im Anschluss an die Çapulcu-Äußerung Erdoğans das Stück Çapulcu Musun Vay Vay.

##### Gökhan Bacık
Gökhan Bacık, Direktor des Nahost-Instituts an der Zirve-Universität in Gaziantep, schrieb in einem Kommentar, für die von der Fethullah-Gülen-Bewegung verlegte Tageszeitung Zaman, die auflagenstärkste Zeitung der Türkei, es seien die Reaktion der Provinzen abzuwarten, um die Bedeutung der sich – vor allem in Istanbul und Ankara – abspielenden Proteste gegen Erdoğan bewerten zu können. Die Frage, wie die anatolische Öffentlichkeit die Istanbuler Proteste aufnimmt, werde entscheidend sein bei der Klärung der Frage, wie viel Einfluss der Protest auf die türkische Politik hat.

##### Orhan Pamuk

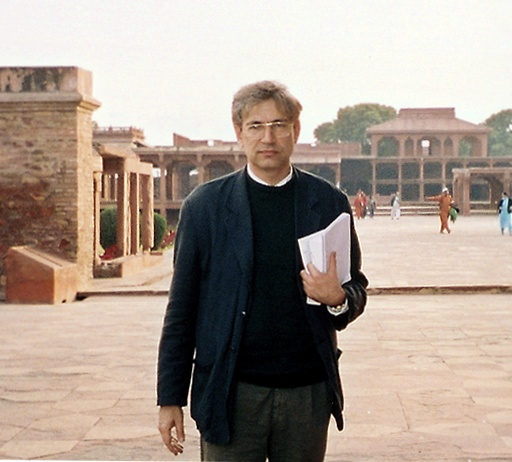
Literaturnobelpreisträger Orhan Pamuk warf der Regierung Erdoğan „rücksichtsloses Verhalten“ und eine „wachsende Neigung zur autoritären Herrschaft“ vor.

Orhan Pamuk, Literaturnobelpreisträger und Menschenrechtler, versteht die Demonstrationen als ein „Zeichen der Hoffnung“. Es erfülle ihn mit „Vertrauen, wenn die Menschen von Istanbul weder auf ihr Recht, politische Demonstrationen auf dem Taksim-Platz abzuhalten, noch auf ihre Erinnerung verzichten“. In seinem Werk Istanbul – Erinnerung an eine Stadt beschreibt Pamuk, wie gegenüber dem Haus seiner Familie eine damals etwa 50 Jahre alte Kastanie stand, die 1957 von der Stadtverwaltung im Zuge einer Straßenerweiterung gefällt werden sollte. Mitglieder seiner Familie hielten an dem Tag, an dem der Baum gefällt werden sollte, „abwechselnd Wache am Baum“. „So schützten wir nicht nur den Baum, sondern schufen auch eine gemeinsame Erinnerung, die jeder in der Familie gerne beschwört und die uns alle miteinander verbindet“, schreibt Pamuk. Da er sich nicht vorstellen könne, dass es Bewohner Istanbuls gebe, die keine Erinnerung an den Taksim-Platz hätten, sei dieser während der Proteste „die Kastanie von Istanbul“. Er nannte es „einen groben Fehler der Regierung Erdoğan“, dass die Bevölkerung nicht darüber gefragt wurde, ob „Platz und Park – Orte der Erinnerung für viele Millionen Menschen – tief greifenden Veränderungen unterworfen werden sollten“.

##### Ajda Pekkan
Die Schauspielerin Ajda Pekkan, die sich von den Gezi-Park-Protestierenden distanziert hatte, berichtete laut Sabah über nachbarschaftlichen Druck von Seiten der Protestbewegung: „Sie haben uns fast gelyncht“.

##### Elif Şafak
Die Schriftstellerin Elif Şafak kritisierte die gewaltsame Niederschlagung der Proteste und stellte einen Vertrauensverlust der türkischen Bürger in ihre Regierung fest.

##### Zülfü Livaneli

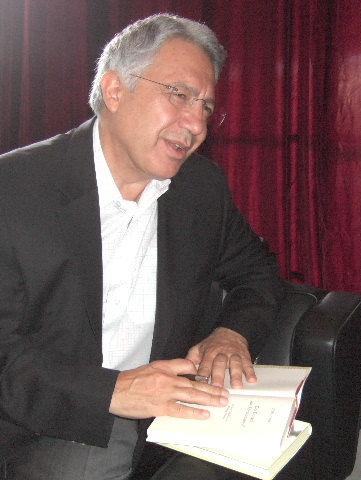
Zülfü Livaneli warf Erdoğan die Errichtung einer „Mehrheitsdiktatur“ und den westlich orientierten Schichten unfassbaren „Hass“ gegenüber der anatolischen Bevölkerung vor.

Der Schriftsteller und Musiker Zülfü Livaneli sah den Lebensstil als von zentraler Bedeutung in der Türkei an, weil dort sehr verschiedene Lebensweisen nebeneinander existierten. Bei den Protesten ginge es darum, dass Erdoğan den jungen Menschen seine Vorstellungen des Lebensstils vorschreiben wolle. Anfänglich sei seine „islamistische Agenda“ von vielen in der Türkei und im Westen nicht erkannt worden und „schwer zu beweisen“ gewesen. Erdoğan habe die „furchtbare Macht“ des Militärs beschnitten, aber den „unschuldigen Wunsch nach mehr Demokratie“ genutzt, um eine „Mehrheitsdiktatur“ „anstelle der des Militärs“ zu errichten. Die Demonstranten hätten einen schweren Fehler begangen, indem sie auf Erdoğans Angebot, ein Referendum über die Zukunft des Gezi-Parks entscheiden zu lassen, nicht eingegangen sind. Wenn sie auf dieses erste Einlenken Erdoğans seit elf Jahren hin das Protestlager abgebrochen hätten, so hätten sie „als strahlende Sieger dagestanden“. Durch ihr Beharren hätten sie dagegen „in den Augen mancher ihre Legitimation verloren“. Erdoğan hingegen habe statt zu schlichten die weitere Polarisierung vorangetrieben. Diese Polarisierung sei eine große Gefahr für das Land, in dem Regionen wie Izmir, Konya oder Diyarbakır sich in den verschiedensten Lebensbereichen wie Kleidung, Brauchtum, Schulen unterscheiden: „Der Hass, den die westlich orientierten Schichten an der Ägäis gegenüber den Anatoliern entgegenbringen“, so Livaneli, sei unfassbar. Auf Seiten der Regierungsgegner existiere weder organisierte Bewegung, noch Partei oder Anführer, sondern lediglich die sozialen Medien. Erdoğan habe durch sein Verhalten viele in Gegnerschaft vereint, die sonst unterschiedliche Ziele vertreten würden, seine Macht sei nun am Schwinden. Es sei für die Menschen in der Türkei nun wichtiger, „Teil der europäischen Zivilgesellschaft“ zu sein als Teil der EU.

##### Abdülhamit Bilici
Abdülhamit Bilici hob in seinem Aufsatz „Penguin conspiracy!“ (zu deutsch etwa: „Verschwörung der Pinguine!“) in der als regierungsnah geltenden Today’s Zaman hervor, es stelle sich die Frage, warum viele Gruppen in der Türkei und im westlichen Ausland, die zuvor die Politik der AKP begrüßt und unterstützt haben, sich danach gegen die türkische Regierung oder gegen die Türkei verschworen haben sollen. Grüne, liberale und sozialdemokratische Mitglieder des Europäischen Parlaments, die Erdoğan nicht mehr als Ansprechpartner akzeptieren würden, hätten der AKP noch zuvor entscheidend dazu verholfen, ihre politische Bewährungsprobe zu überstehen. So hätten Joschka Fischer, Cem Özdemir und Joost Lagendijk Anzeigen in die Zeitungen gesetzt, die die Beschuldigungen des früheren Vorsitzenden des Atatürkçü Düşünce Derneği (ADD), Şener Eruygur, und der YARSAV gegenüber der AKP als falsch bezeichneten und die AKP als eine Partei darstellten, die den Demokratisierungsprozess in der Türkei vorantreibe. Auch die internationalen Medien, einschließlich von Le Monde, The New York Times, Financial Times und The Guardian, die während der Proteste harsch in der Türkei für ihre Berichterstattung kritisiert worden seien, hätten zuvor klar die AKP unterstützt. Ebenso hätten viele demokratische Intellektuelle verschiedener Ideologien zuvor trotz der Anschuldigungen von Seiten der Kemalisten und der „Junta“ zur AKP gestanden. Die AKP sei daher von Gegnern beschuldigt worden, aus den Plänen eines Projektes Großraum Mittlerer Osten („Greater Middle East Project“) hervorgegangen zu sein. Diese Gruppen, die der AKP in deren schwierigster Phase der Etablierung zur Seite gestanden hätten, seien durch Fehler in der Politik der AKP zu Kritikern derselben geworden. Als diese Fehler sieht Bilici unter anderem die Ausstrahlung einer Pinguin-Dokumentation durch Massenmedien während der Taksim-Vorfälle an sowie Erdoğans Beharren auf der Einführung eines präsidentiellen Regierungssystems. Weiterhin zählt er dazu den Regierungsplan zur Regulierung der höheren Justiz und zur Beschneidung der Befugnisse des Rechnungshofs, die „Uludere-Tragödie“ von 2011, die Debatte um die Namensgebung für die dritte Bosporus-Brücke, den Plan zum Bau einer gigantischen Moschee auf dem Çamlıca-Hügel, die Abtreibungsdebatte, die Debatte über den Konsum von Alkohol und Ayran und viele andere Beispiele von Auseinandersetzungen, die Spannungen erzeugt hätten und schon lange von wohlwollenden Gruppen kritisiert worden seien, welche dafür Anfeindungen ausgesetzt worden seien. Wenn eine Verschwörung gegen die Türkei und ihre demokratisch gewählte Regierung tatsächlich existiert, so Bilici, so sollte diese möglichst schnell offengelegt werden. Doch sollten Verschwörungstheorien nicht als Vorwand herhalten, um eine Polarisierung voranzutreiben und real bestehende Probleme zu verbergen.

##### Özden Toker
Die Tochter des zweiten türkischen Staatspräsidenten İsmet İnönü, Özden Toker, erklärte während der Feierlichkeiten zum 90. Jahrestag des Vertrags von Lausanne gegenüber der Presse, dass die jungen Protestteilnehmer, die an den Gezi-Park-Kundgebungen der vorangegangenen zwei Monate teilgenommen hatten, gezeigt hätten, dass die Jugend, von der man zuvor angenommen hätte, dass sie an nichts hänge, wohl unterrichtet sei und den Weg für die gesamte Gesellschaft weise. Man solle der Jugend trauen. Die Jugendlichen erfüllten ihrer Ansicht nach Atatürks Rat, dass die Jugend sich selbst trauen, skeptisch sein, untersuchen und Fragen stellen solle. Die Gezi-Park-Proteste hätten somit bewiesen, dass die Türkische Republik in sicheren Händen sei und stark bleiben werde.

#### International

##### Noam Chomsky

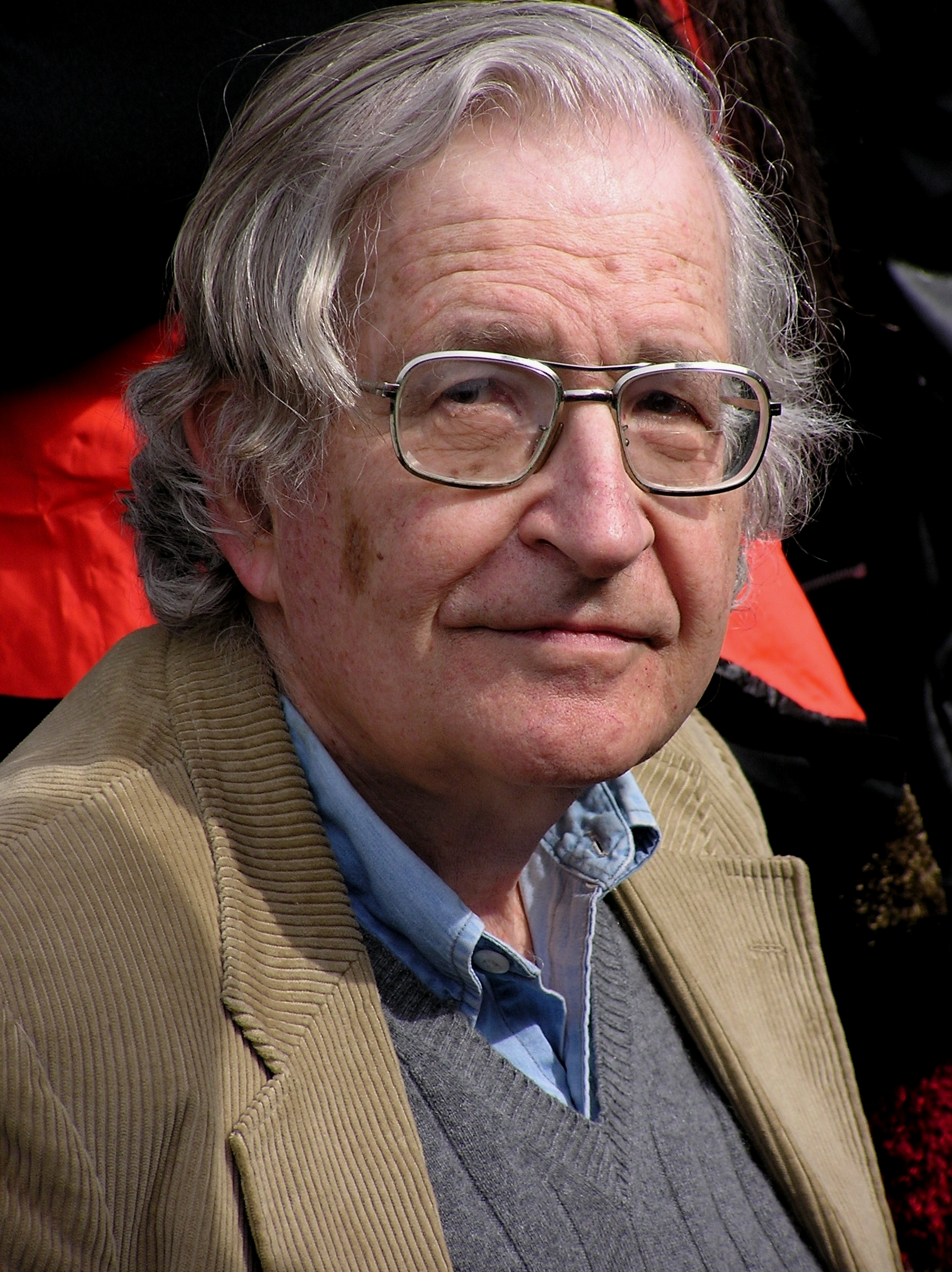
Noam Chomsky bezeichnete sich selbstironisch als Çapulcu, nachdem Erdoğan die Demonstranten Plünderer nannte.

Der Linguist und Philosoph Noam Chomsky schrieb in einem Statement vom 1. Juni, der brutale Einsatz der Polizei im Gezi-Park erinnere an die „schändlichsten Momente der türkischen Geschichte“. Am 4. Juni drückte Chomsky in einer Videobotschaft, sitzend vor einem Plakat mit den Worten „I am also a çapulcu – In solidarity – Resistanbul“ (deutsch: Ich bin auch ein Çapulcu/Plünderer – In Solidarität – Resistanbul), seine Bewunderung für die Demonstranten aus. Mit den Demonstranten erklärte er sich solidarisch: „Überall ist Taksim, überall ist Widerstand“.

##### Slavoj Žižek
Der Philosoph Slavoj Žižek bekundete, über Bülent Somay, Dozent an der Bilgi Universität in Istanbul und Mitglied der Revolutionären Sozialistischen Arbeiterpartei (DSİP), seine Unterstützung für die Demonstranten. Žižek begrüßte die Demonstranten als einen Teil einer globalen Bewegung wie in Spanien, Schweden oder Griechenland, die die etablierte Ordnung erschüttert.

##### Klaus Kreiser
Klaus Kreiser, emeritierter Turkologe der Universität Bamberg, erklärte auf die Frage nach Gemeinsamkeiten der Proteste in der Türkei mit dem sogenannten „Arabischen Frühling“, dass die Protest-Bewegung in der Türkei nicht mit den Revolutionen in den arabischen Staaten vergleichbar sei. Die einzigen Gemeinsamkeiten bestünden in dem Format des Kommunikationswesens unter den Beteiligten und im hohen Anteil an jungen Protestteilnehmern. Im Gegensatz zu den „arabischen Despotien zwischen Tunis und Kairo“ handele es sich in Istanbul um den Widerstand gegen eine legitime Regierung, die in korrekt durchgeführten Wahlen demokratisch gewählt worden sei. Erdoğan selbst habe als Bürgermeister der demographisch, wirtschaftlich und kulturell äußerst bedeutenden Stadt Istanbul eine sehr breite Zustimmung gefunden. Erdoğan folge dem autoritären Führungsstil Adnan Menderes'. Anders als in den arabischen Metropolen stehe aber in der Türkei „kein Autokrat am Pranger, sondern ein korrekt gewählter Regierungschef, der sich als Diener aller Türken sieht, freilich eher die Rolle eines Oberlehrers (in der sich schon Atatürk gefiel) übernommen hat.“
Die regierende AKP arbeite unter Erdoğan nicht nur die klassischen Perioden der osmanischen Geschichte, sondern auch der frühen Republik auf. Dabei werde allerdings der Name Atatürks ausgespart, zu dessen Lebzeiten der Kemalismus in seiner „despotischen“ oder autoritären Phase „atemberaubende Kulturrevolutionen“ durchgeführt hatte. Im Hinblick auf die Erfolge der AKP-Regierung bei der „Milderung von Konflikten zwischen Ethnien, Religionsgruppen und sozialen Schichten“ bezeichnete Kreiser die Regierung Erdoğan als das „kleineren Übel“. Es sei weiterhin „eine deutliche Zurückhaltung kurdischer Gruppen zu spüren“. Bei einer „Destabilisierung des AKP-Regimes“ würde das „bisher erfolgreiche Management kurdischer Ansprüche“ in Gefahr geraten.
Auch in wirtschaftlicher Hinsicht sei Erdoğans Bilanz nicht „kleinzureden“. Unter der AKP-Regierung seien wichtige Infrastrukturprojekte realisiert worden und der Wirtschaft geht es „besser denn je“. Allerdings seien „Erdoğans anhaltende Bemühungen, das Land nach dem Modell einer großen sunnitischen Gebetsgemeinschaft zu formieren, vom laizistischen und alevitischen Teil der Gesellschaft wenig geschätzt“ worden.
Die hochgerüstete Polizei sei inzwischen in der Lage, wie etwa am 1. Mai 2013 um den Taksim-Platz, durch Abriegelung von Stadtteilen mit einer Bevölkerung von mehreren Millionen Menschen einen lokal begrenzten Ausnahmezustand herzustellen, was früher nur der Armee gelungen sei. In Bezug auf das Schicksal der im Zusammenhang der Proteste Inhaftierten müsse man „genauer hinschauen […] als nach 1980, als […] das offizielle Deutschland eher erleichtert reagierte, als Jahre tödlicher Polarisierung schlagartig beendet schienen.“

##### Erik-Jan Zürcher
Der bekannte Historiker Erik-Jan Zürcher diagnostizierte in einem Interview, die (türkische) Zivilgesellschaft habe eine neue Kraft erreicht. Er verglich Erdoğan mit dem ehemaligen Ministerpräsidenten Adnan Menderes, der wie Erdoğan drei Wahlsiege erreichen konnte. Taraf räumte dem Interview mit Zürcher breiten Platz ein.

##### Udo Steinbach
Der Islamwissenschaftler Udo Steinbach erklärt, „der Widerspruch zwischen den Worten des türkischen Ministerpräsidenten und den Bildern vom Taksim-Platz im Herzen Istanbuls könnte kaum größer sein“. Die regierende AKP bekam bei den Parlamentswahlen in der Türkei 2011 fast 50 % der Wählerstimmen. Steinbach ist der Ansicht, Erdoğan habe das missverstanden und denke, das gelte „mindestens bis zur nächsten Wahl“. Die deutliche „Unzufriedenheit vieler Bürger mit ihm und seiner Regierung“ verdränge er schlicht und einfach. Da er sich diese Unzufriedenheit mit seiner Regierungsarbeit nicht vorstellen könne, vermute er, „Linksextremisten und Kräfte aus dem Ausland“ müssten hinter den Protesten stecken. Damit adaptiere Erdoğan die Argumentation des syrischen Diktators Baschar al-Assad. Steinbach weist außerdem auf wesentliche Unterschiede zwischen Staatspräsident Abdullah Gül und Ministerpräsident Erdoğan hin. Während Gül am 3. Juni sein Verständnis äußerte und betonte, Demokratie sei mehr als Wahlen, beruft sich Erdoğan auf seine Legitimation durch die letzten Parlamentswahlen.

##### Yaşar Aydın
Laut Yaşar Aydın, Lehrbeauftragter an der Universität Hamburg und Wissenschaftler bei der Stiftung Wissenschaft und Politik Stiftung Wissenschaft und Politik (SWP), fand in der stark polarisierten türkischen Gesellschaft ein „Kulturkampf“ statt. Ausgangspunkt dessen sei, dass die türkische Modernisierung „von oben nach unten durchgesetzt wurde“ und lange Zeit eine säkulare Elite einen Reformkurs gegenüber der konservativ-religiös orientierten Bevölkerung durchgesetzt habe. Mit der Regierung Erdoğans habe sich diese Konstellation geändert. Die positive Wirtschaftsentwicklung während der zehn Jahre der Regierung unter Erdoğan habe einen tiefgreifenden gesellschaftlichen Wandel bewirkt, bei dem es zu einer Verschiebung der politischen und wirtschaftlichen Machtverhältnisse zuungunsten von säkular-liberal orientierten Bevölkerungsteilen kam. Erdoğans konservativ ausgerichtete AKP habe entsprechenden Teilen der Bevölkerung zunächst eine neue Identität und ein neues Selbstbewusstsein verschafft. Erdoğan versuche als konservativ ausgerichteter Mensch und gläubiger Moslem aber in der Folge, die Gesellschaft nach konservativem Leitbild und im Rahmen eines „Kulturkampfes von oben“ umzustrukturieren. Dabei würde die religiös-konservativen Lebensführungsstile begünstigt und Menschen mit säkularer Lebenseinstellung benachteiligt. Die Durchsetzung des Konservatismus im ganzen Land gelinge jedoch nicht, weil dem in der Türkei eine „ganz breite säkulare und westlich eingestellte Bewegung“ gegenüberstehe, woraus eine Spaltung der Gesellschaft resultiere. Damit habe sich der seit der Republikgründung andauernde Kulturkampf zwischen traditionell-konservativen und säkular-liberalen Lebensweisen unter Erdoğans AKP-Regierung radikalisiert.
Als Grundvoraussetzung für die Ausbildung der Protestbewegung sieht Aydın die vorangegangene Reformpolitik Erdoğans an. Unter Erdoğan habe eine Demokratisierung zwischen 2003 und 2006, eine Politik der Null-Toleranz gegenüber Folter, eine Vorantreibung der Annäherung an die EU, sowie ein Wirtschaftswachstum stattgefunden, in dessen Zuge in der Türkei ein Mittelstand entstanden sei, der nun mehr Demokratie, Autonomie und Pluralismus fordere. Somit seien die Proteste von 2013 ein Ergebnis der erfolgreichen Wirtschaftsleistung der vorangegangenen zehn Jahre unter Erdoğans Führung.
Erdoğans Regierungsstil sei mit weiteren Wahlerfolgen jedoch autoritärer geworden. Die drei Jahre vor den Protesten mit großer Mehrheit durchgesetzte konservative Verfassungsänderung habe gezeigt, dass er nicht auf die liberalen und säkularen Wählerschichten angewiesen ist, sondern sich allein auf die konservativen Schichten stützen kann, die rund 60 Prozent der Bevölkerung ausmachen und die Erdoğan nicht an nationalistische Parteien verlieren wolle. Das Abweichen vom Reformkurs und der eingeschlagene autoritäre Führungsstil sind nach Ansicht Aydıns keine Anzeichen für einen erstarkenden Islamismus. Es gebe in der Türkei „keine ernstzunehmende islamistische Bewegung“.
Die Protestbewegung setze sich zwar aus politisch und kulturell unterschiedliche Gruppierungen mit jeweils eigenen Forderungen zusammen, die aber einheitlich den autoritären und polarisierenden Politikstil Erdoğans ablehnen würden. Die meisten Demonstranten gehörten der Mittelschicht an, seien jung, urban, weltoffen, gebildet, hätten von der positiven Wirtschaftsentwicklung profitiert und seien potentielle Wähler der oppositionellen CHP. Viele würden jedoch das gesamte System der etablierten Parteien ablehnen. Bis auf eine „kleine, linksradikale Minderheit, die gegen die EU ist, weil sie dort kapitalistische Ausbeutung am Werke sieht“, sei die „ganz große Mehrheit der Demonstranten“ pro-europäisch und westlich orientiert. Also ganz entgegengesetzt zum Jahr 2007, als säkular nationalistische Eliten gegen Erdoğan und die Annäherung an die EU protestierten.

##### Erklärung von Naturwissenschaftlern in derSciencevom 19. Juli
Am 19. Juli erschien in der Science eine Erklärung von 25 internationalen Wissenschaftlern, die die türkische Regierung aufforderten, bei der Behandlung von Protestteilnehmern und medizinisch betreuendem Personal internationales Recht zu befolgen und in einen gutgläubigen Dialog mit der Protestbewegung zu treten. Unter den Unterzeichnern befanden sich vier Nobelpreisträger, namentlich Robert F. Curl (Chemie, 1996), Paul Greengard (Physiologie oder Medizin, 2000), Roald Hoffmann (Chemie, 1981) und Richard R. Schrock (Chemie, 2005). Ärzte und Pfleger, die Patienten behandelt hätten, welche durch „Tränengas und andere Polizeibrutalität“ geschädigt worden seien, sowie der Generalsekretär der Istanbuler Ärztekammer seien von der Polizei festgenommen worden. Dies stelle einen klaren Verstoß gegen übliches internationales Recht dar („a clear violation of customary international and human rights law“). Sie verwiesen darauf, dass weltweit bereits mehr als 4000 Akademiker eine Petition unterzeichnet hätten, um gegen die „Polizeibrutalität“ zu protestieren.

##### Offener Brief inThe Timesvom 24. Juli
Eine Gruppe renommierter Künstler und anderer internationaler Prominenter verurteilte die harte Vorgehensweise gegenüber den Gezi-Park-Protesten durch die türkischen Behörden in einem ganzseitigen, an den Ministerpräsidenten Erdoğan adressierten, offenen Brief, der am 24. Juli in der London Times veröffentlicht wurde. Die Unterzeichner verglichen die türkische Regierung in dem Brief mit einer Diktatur, kritisierten Erdoğans kompromisslose Haltung gegenüber den Forderungen der Demonstranten und warfen ihm „Propaganda im Nazi-Stil“ (Süddeutsche Zeitung) vor. Der Vergleich mit dem nationalsozialistischen Dritten Reich besteht darin, dass Erdoğan im Brief direkt vorgehalten wird, er habe wenige Tage nach der „auf unbeschreiblich brutale Polizeigewalt vertrauenden Räumung des Taksim-Platzes und des Gezi-Parks“ und in „völliger Missachtung der fünf Toten“, deren „einziges Verbrechen“ darin bestanden habe, sich seiner „diktatorischen Herrschaft“ widersetzt zu haben, in Istanbul eine Massenkundgebung abgehalten, die an den Nürnberger Reichsparteitag erinnere. Mit dem Brief werden die Unterzeichner Erdoğan vor, seine Anordnungen hätten zum Tod von „fünf unschuldigen Jugendlichen“ geführt und fordern, er solle dafür vor dem Europäischen Gerichtshofs für Menschenrechte zur Verantwortung gezogen werden.
Zu den 30 Unterzeichnern des Briefes gehörten neben für ihren Aktivismus bekannten Persönlichkeiten wie Sean Penn, Susan Sarandon, Ben Kingsley oder dem Filmregisseur David Lynch auch der türkische Starpianist Fazıl Say, die irische Schriftstellerin Edna O’Brien, der britische Historiker David Starkey, der britische Historiker und Atatürk-Biograph Andrew Mango, der türkischstämmige britische Regisseur Fuad Kavur, der ungarische Kameramann Vilmos Zsigmond, der britische Dramatiker Tom Stoppard und die britischen Schauspieler Julian Fellowes, Vanessa Redgrave und James Fox.
Der türkische EU-Minister Egemen Bağış verurteilte den offenen Brief als Verbrechen gegen die Menschlichkeit und als Volksverhetzung. Erdoğans politischer Chefberater Yalçın Akdoğan bezeichnete es als Hate crime, „den Willen der 1,5 Millionen“ auf der Kundgebung in Kazlıçeşme mit den – so Akdoğan – „Nürnberger Prozessen“ zu vergleichen. Erdoğan kündigte an, die Unterzeichner und die Times gerichtlich zu belangen.
Fazıl Say verteidigte seine Entscheidung den Brief zu unterzeichnen. Er könne sich nicht erinnern, wer ihm die Unterzeichnung vorgeschlagen habe, habe den Brief jedoch gelesen und dem Inhalt zugestimmt.

##### James F. Jeffrey
James F. Jeffrey, ein früherer US-Botschafter in der Türkei, sagte auf einem Politikforum des Washington Institute for Near East Policy (WINEP) über die Gezi-Park-Proteste, es dürfe bei der Kritik an der Türkei nicht übersehen werden, dass es sich um einen demokratischen Staat handele. Tatsächlich seien gewisse Aspekte der Reaktion von Seiten der Regierung auf die Unruhen kaum verschieden von solchen in Europa und in den USA. Der Einsatz von Tränengas, Riot Police und Wasserwerfern sei alltäglich für Gipfeltreffen des IMF und der G-89 (Weltwirtschaftsgipfel), während Länder wie Deutschland über eine lange Tradition verfügen würden, gewaltsamen Demonstrationen mit körperlicher Polizeigewalt zu begegnen. Überzogenes Durchgreifen sei überall falsch, doch die Türkei stehe in dieser Hinsicht nicht alleine da.

##### Soner Çağaptay
Soner Çağaptay, der Leiter des Turkish Research Program des WINEP, weist für die Charakterisierung der Proteste in der Türkei darauf hin, dass sie kein Signal für ein Abrutschen des Rückhalts der AKP in der Bevölkerung seien, die weiterhin bei ca. 50 % liege. Zweitens seien die Proteste auch nicht ein bloßes wiederholtes Erscheinen der Kluft zwischen Säkularismus und Islamismus, die die politischen Auseinandersetzungen der vergangenen Jahre in der Türkei bestimmt hatte. Obwohl die meisten Demonstranten säkular seien, würden die Kundgebungen nicht den Säkularismus an sich, sondern die weitere Beschaffenheit der türkischen Demokratie betreffen. Es handele sich um die erste massive politische Graswurzelbewegung der Türkei. Frühere anti-islamistische Proteste seien oft Top-down organisiert worden, wobei das Militär eine bedeutende Rolle gespielt habe. Die AKP sei gewissermaßen Opfer ihres eigenen Erfolgs geworden, indem ihre umsichtige Wirtschaftspolitik erstmals eine mehrheitliche Mittelklasse-Gesellschaft in der Türkei geschaffen habe. Dieser soziale Block erhebe nun typische Forderungen der Mittelklasse wie individuelle Rechte, Pressefreiheit, Versammlungsrecht, Umweltschutz, und besonders, die Berücksichtigung disparater Stimmen durch die Regierung. Nach Einschätzung Çağaptays sei es wahrscheinlich, dass sich Erdoğan die Unterstützung der etwa 60 % ausmachenden, rechtsgerichteten Wählerschaft – von Mitte-rechts-Fraktionen bis zu Islamisten – für die AKP sichern werde, die mit der ausgeprägt säkularen, liberalen und linksgerichteten Opposition kein gemeinsames Lager bilden wolle und von den Gewaltbildern der radikalen Linken am Taksim-Platz abgeschreckt würde.

##### Amnesty-International-Bericht vom 2. Oktober
Die Menschenrechtsorganisation Amnesty International erhob in ihrem Bericht vom 2. Oktober schwere Vorwürfe gegen die Sicherheitskräfte. Es sei zu unverhältnismäßigen Reaktionen von Polizeibeamten auf gewaltbereite Einzeltäter gekommen. Es gebe starke Indizien, dass drei der fünf im Verlauf der Proteste bis Ende August zu Tode gekommenen Personen in Zusammenhang mit unverhältnismäßiger Gewaltanwendung der Polizei gestorben sind. Demonstranten sei zudem wiederholt und willkürlich das Recht auf friedliche Versammlungsfreiheit verwehrt worden und die Polizeigewalt gegen Demonstranten sei unrechtmäßig gewesen. Die Sicherheitsbehörden hätten gegen diese Einzelpersonen, nicht aber gegen die friedliche Menge vorgehen müssen, da eine friedliche Versammlung nach OSZE-Richtlinien nicht automatisch wegen einer geringen Anzahl gewaltanwendender Personen innerhalb der Versammlung die Qualität einer unfriedlichen Versammlung annehme.

##### Cem Özdemir
Auf der Diversity Konferenz 2013 in Berlin sagte Cem Özdemir (Grüne) Ende November, er glaube nicht daran, dass sich aus den Gezi-Park-Protesten eine Reformbewegung entwickeln könne. Liberale Kräfte seien in der Türkei in der Minderheit und hätten nahezu keine Chance in der Politik. Das Land habe zudem nach dem unvergessenen Verlust des Osmanischen Reiches ein historisch bedingtes, „imperiales Bewusstsein“ entwickelt, das nichts mit Erdoğans „Männlichkeit“ zu tun habe.

### Solidaritätsaktionen

Das Kollektiv Anonymous hat Hackerangriffe auf die Webseiten der türkischen Regierung zugegeben.

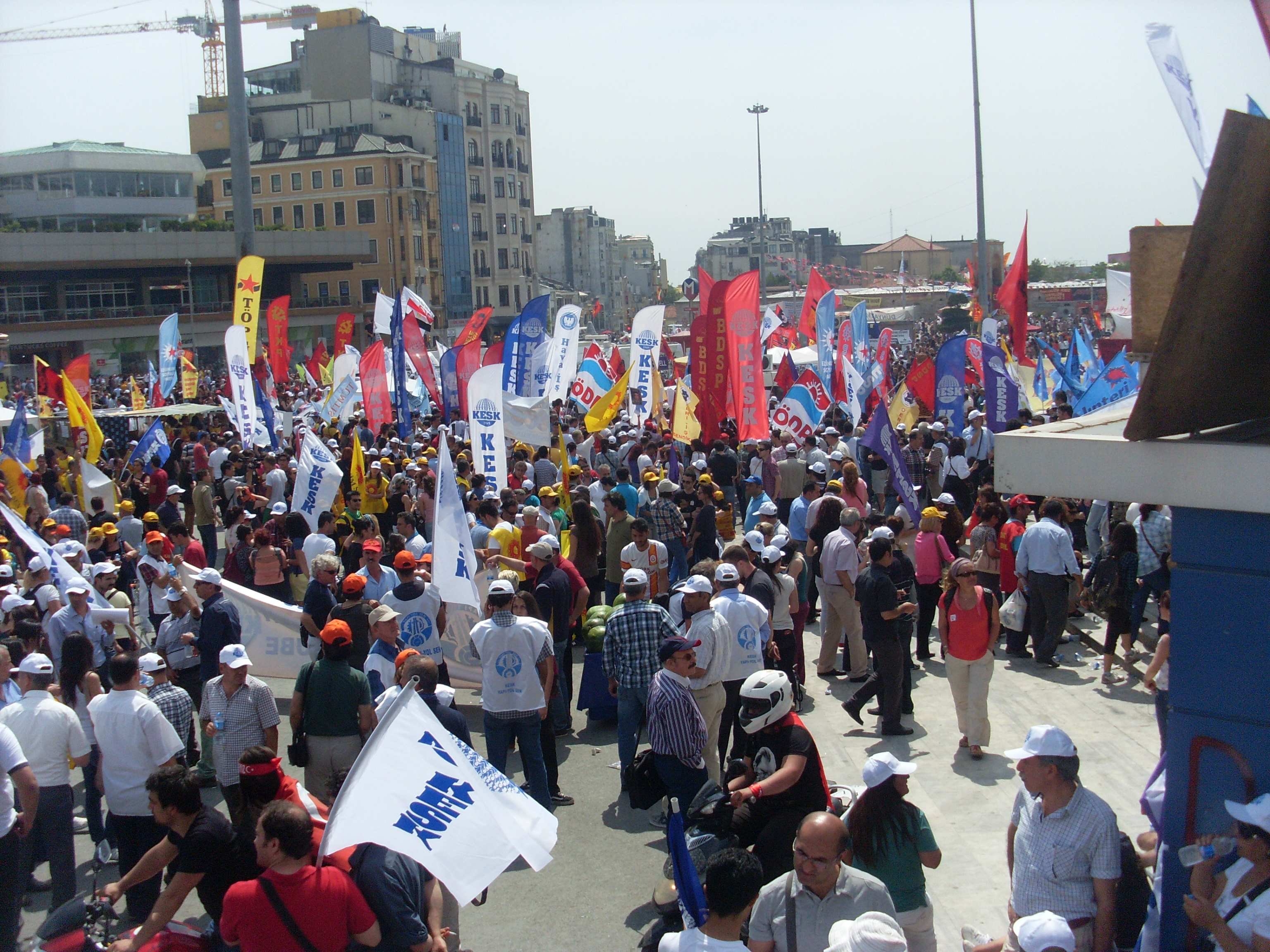
Streikende KESK-Mitglieder auf dem Taksim-Platz am 5. Juni.

Das Kollektiv Anonymous führte am 2. und 3. Juni 2013 Hackerangriffe auf verschiedene Webseiten – hauptsächlich solche der Regierung – durch und brachte diese zum Absturz; darunter die der Resmî Gazete, des Nachrichtensenders NTV sowie des Staatspräsidenten Abdullah Gül, der Regierungspartei AKP, des Büros des Gouverneurs sowie der Polizei Istanbul. Anonymous sei „schockiert über die Auswüchse der Polizeigewalt“ und verkündete, „Erdoğan solle das Schicksal des ehemaligen ägyptischen Präsidenten Mubarak als abschreckendes Beispiel nehmen und zurücktreten“.
Am 5. Juni hackte sich Anonymous in das Mailnetzwerk der Webseite des Ministerpräsidenten und veröffentlichte alle Namen der dort registrierten Benutzerkonten. Die Syrian Electronic Army veröffentlichte am gleichen Tag die dazugehörigen Passwörter von über 60 Benutzerkonten.
Über das soziale Netzwerk Facebook wurde für den 3. Juni eine Veranstaltung namens Black Monday organisiert, bei der als Protestaktion den ganzen Tag über schwarze Kleidung getragen werden sollte. Über 150.000 Benutzer kündigten ihre Teilnahme an der Veranstaltung an. Im Laufe des Tages wurde die Veranstaltung aus dem Netzwerk entfernt.
Der Zusammenschluss öffentlicher Gewerkschaften in der Türkei KESK teilte am 3. Juni mit, am 4. und 5. Juni einen Generalstreik gegen die Regierung durchzuführen. In der Erklärung war von „Staatsterrorismus“ die Rede. Die rund 240.000 Mitglieder wurden dazu aufgerufen, sich am 5. Juni schwarz zu kleiden. Eğitim Sen, die Gewerkschaft der Lehrpersonen und anderer Ausbildungsarbeitskräfte, verkündete, sich diesem Streik anschließen zu wollen. Nach der Eskalation am 11. Juni gab KESK bekannt, bei einem weiteren unverhältnismäßigen Polizeieinsatz einen längeren Generalstreik durchzuführen.
Der Hamburger Filmregisseur Fatih Akın rief den türkischen Staatspräsidenten Abdullah Gül in einem offenen Brief am 16. Juni auf, die Gewalt zu beenden. „Ich appelliere an Ihr Gewissen: Stoppen Sie diesen Irrsinn!“, schrieb er in dem auf Deutsch und Türkisch verfassten Schreiben.
Eine Initiative von rund 40 Kulturschaffenden in Deutschland forderte am 16. Juni in einem an Bundeskanzlerin Angela Merkel gerichteten offenen Brief: „Bitte schauen Sie nicht zu“. Zu den Erstunterzeichnern gehören Film- und Theaterregisseure wie Fatih Akın, Dani Levy, René Pollesch, Sebastian Nübling und Lukas Langhoff, Schauspieler wie Sibel Kekilli, Jan Josef Liefers und Anna Loos ebenso wie der Schriftsteller Maxim Biller, der Dramatiker Moritz Rinke, der Präsident der Akademie der Künste, Klaus Staeck, der Kameramann Michael Ballhaus sowie die Autorin Hatice Akyün.

### Gegendemonstrationen und gegenläufige Aktionen

#### Kazlıçeşme-Demonstration vom 16. Juni
Am 16. Juni sprach Erdoğan auf einer Massenveranstaltung vor Hunderttausenden bis rund einer Million Anhängern der AKP auf dem Kazlıçeşme-Platz in Istanbul-Zeytinburnu. Erdoğan warf an diesem Tag in Istanbul ausländischen Medien wie BBC und CNN vor, seit Tagen das hohe Ausmaß des Rückhalts der AKP in der Bevölkerung zu unterschlagen. Seine Anhänger repräsentierten jedoch, so Erdoğan, „das Gesicht der wahren Türkei“. Tatsächlich gab CNN im Rahmen einer Bildergalerie ein Foto der AKP-Großveranstaltung in Kazlıçeşme als Aufnahme eines „Antiregierungs-Protests“ aus und bezeichnete dies Wochen später in einem geheimen Treffen mit Vertretern der türkischen Regierung als „technische Panne“.
In der deutschen Presse kam es anlässlich der Rede zu scharfen Verurteilungen Erdoğans, der zum Beispiel als „Volkstribun und Demagoge“ tituliert wurde, der eine Rhetorik pflege, die „in Westeuropa außer Mode gekommen“ sei (Michael Martens, FAZ). Ende Juli zog eine Gruppe renommierter Künstler und anderer internationaler Prominenter die Kundgebung für einen Vergleich mit nationalsozialistischen Massenkundgebungen im faschistischen Dritten Reich heran. Erdoğan habe wenige Tage nach der „Räumung des Taksim-Platzes und des Gezi-Parks“ in Istanbul eine Massenkundgebung abgehalten, die an den Nürnberger Reichsparteitag erinnere.

#### Angriffe auf Demonstranten
Am 6. Juli griffen in Istanbul, Amateurvideos zufolge, mehrere Männer mit machetenartigen Messern Demonstranten und Passanten an, die vor dem Tränengaseinsatz der Polizei flüchteten. Die Polizei, die bei diesen Angriffen anwesend war, griff nicht dagegen ein. Einer der Täter, der als Besitzer eines Geschäfts am Taksim-Platz identifiziert wurde, war über das Internet durch das Video bekannt geworden, das zeigte, wie er in der Nähe des Taksim-Platzes einer Frau in den Rücken trat und sie möglicherweise mit der flachen Seite der Klinge schlug. Erst nach öffentlicher Empörung bei Veröffentlichung des Videomaterials in den Medien wurde er in Polizeigewahrsam genommen. Vor Gericht sagte er aus, sein Geschäft sei durch die Gezi-Park-Proteste geschädigt worden und die letzte Demonstration habe ihn wütend gemacht. Seine Freilassung aus dem Polizeigewahrsam sorgte für erneute öffentlichen Entrüstung und Kritik an den Justizbehörden, die seine Freilassung aus dem Polizeigewahrsam damit begründet hatten, dass keine Fluchtgefahr bestehe.
Ein ähnlicher Fall folgte nach seiner Freilassung am 10. Juli in der Dikmenstraße in Ankara, wo Demonstranten von einer mit Macheten bewaffneten Gruppe angegriffen wurden. Die Demonstranten, die anlässlich des Todes von Ali İsmail Korkmaz demonstrierten, wurden durch Polizei-Barrikaden daran gehindert, zum Kızılay-Platz zu marschieren, wo am 1. Juni Ethem Sarısülük von einem Polizisten erschossen worden war. Als die Straße für den Verkehr gesperrt worden war, stiegen einige Leute mit Macheten aus ihren Wagen aus und griffen Demonstranten an. Wiederum hielt die Polizei die Machetenangreifer nicht von den Attacken ab, was erneut öffentliche Empörung hervorrief.
Am folgenden Abend, am 11. Juli, griff in Istanbul eine mit Macheten bewaffnete Gruppe Demonstranten an, die an einem abendlichen Forum im Stadtteil Kocamustafapaşa in Istanbuls Bezirk Fatih teilnahmen.
Mitte Juli veröffentlichte ein türkischer Fernsehsender Fotos, die mit Holzknüppeln bewaffnete Männer zeigten, die in der Nähe des Taksim-Platzes Journalisten und Demonstranten angriffen. Es wurde die Vermutung geäußert, dass es sich um Unterstützer Erdoğans gehandelt habe. In der deutschen Presse wurde von „Schlägertrupps“ gesprochen und ein Vergleich mit den Machetenangriffen der vorangegangenen Woche in Istanbul und Ankara gezogen, während derer die Polizei untätig zugesehen habe.

#### Pro-Erdoğan-Demonstration und Türkei-Debatte in Österreich
Am 22. Juni nahmen in Wien laut Behördenangaben mehr als 8000 Menschen an einer Demonstration für den türkischen Ministerpräsidenten Erdoğan teil, auf der neben der türkischen Nationalflagge auch Fahnen der AKP getragen wurden. Demonstranten skandierten den Namen des türkischen Regierungschefs und Slogans wie „Yalla Bismillah, Allahu Akbar“ („Los geht’s im Namen Gottes, Gott ist allmächtig“). Von Seiten der Demonstranten wurden Nachrichtensender wie BBC und CNN für ihre einseitige Berichterstattung kritisiert, in der die türkische Polizei zu Unrecht als kriminell und die Regierung als Diktatur dargestellt werde. Der österreichischen Demonstration für Solidarität mit der türkischen Regierung folgte eine hitzige und polemisch geführte, innenpolitische Türkei-Debatte in Österreich, bei der nach verschiedenen Politikern der Grünen auch solche der FPÖ und der BZÖ die Erdoğan-Unterstützer scharf angriffen.

### Gründung neuer Parteien

#### HDP
Ende Oktober 2013 wurde mit dem Generalkongreß der Halkların Demokratik Partisi (HDP) vom 27. Oktober 2013 in Ankara die Gründung der Partei „als politische Fortsetzung der Gezi-Proteste“ dargestellt. Die Tagesschau bezeichnete die HDP als „Gezi-Partei“.
Tatsächlich handelte es sich bei der kurz zuvor gegründeten HDP um eine Dachorganisation prokurdischer und sozialistischer Parteien von Aktivisten aus der Gewerkschafts-, Frauen-, Homosexuellen- und Umweltbewegung sowie von Vertretern religiöser und ethnischer Minderheiten. Als Initiator für die Gründung der HDP gilt der inhaftierte Vorsitzende der PKK, Abdullah Öcalan, der die BDP aufgefordert hatte, „die kurdische Bewegung und die Linke der Türkei zusammenzubringen“.

#### GZP
Am 24. Oktober meldete Hürriyet Daily News die offizielle Gründung einer neuen Partei, die sich an die Gezi-Park-Bewegung anlehnte. Den Vorsitz der Gezi Partisi (Akronym: GZP; deutsch: „Gezi-Partei“) führte zunächst Reşit Cem Köksal, ein Gitarrenmusiker. Das Logo der Partei stellt einen Baum dar, auf dem ein Mensch mit ausgebreiteten Armen den Stamm und die Äste symbolisiert. Die Partei wurde über soziale Medien wie Facebook und Twitter organisiert. Die Gründer legten dem Innenministerium am 1. Oktober eine Gründungspetition vor, die am 9. Oktober genehmigt wurde.

### Gründung neuer Interessenverbände und Vereine
Die Familien der bei den Polizeiinterventionen während der Gezi-Park-Proteste Umgekommenen sowie während der Proteste Verletzte verkündeten am 21. Januar 2014 die Gründung eines gemeinsamen Verein. Die Gezi Şehitleri ve Gazileri Platformu (deutsch etwa: „Plattform der Gezi-Märtyrer und -Veteranen“) wurde formell nach einem Treffen in der Istanbuler Rechtsanwaltskammer (İstanbul Barosu) gegründet. Die Familien der Opfer wurden dabei von dem älteren Bruder des Todesopfers Mehmet Ayvalıtaş vertreten, der als erster Demonstrant gestorben war. Zu den Gründungsmitgliedern zählen mehrere Verletzte, die ein Auge während der Proteste verloren haben, wie (Barış) Hakan Yaman, Hülya Arslan, Murat Can Top und Erdal Sarıkaya. Auch die Eltern des im Juni 2013 von einem Tränengaskanister am Kopf verletzten und seitdem im Koma liegenden Teenagers Berkin Elvan nahmen an dem Treffen teil.

## Rolle der Medien

### Medien in der Türkei
Während den großen Medienkonzernen in der Türkei während der ersten Wochen der Proteste auffallende Zurückhaltung bei der Berichterstattung nachgesagt wurde, berichteten einige wenige Sender wie beispielsweise Halk TV 24 Stunden pro Tag live über die Proteste. Laut der Tageszeitung Hürriyet habe dieser erst mit der Berichterstattung während der Proteste populär gewordene Sender inoffiziell durch finanzielle Unterstützung insbesondere bis zum Jahr 2010 der Oppositionspartei CHP nahegestanden.
Der Oberste Rat für Hörfunk und Fernsehen in der Türkei (RTÜK) belegte nach rund zwei Wochen der Proteste die türkischen TV-Sender Halk TV, Ulusal TV, Cem TV und EM TV mit einer Geldstrafe von jeweils etwa 1000 Euro. Die TV-Aufsicht warf den Sendern vor, sie hätten gegen die Sendeprinzipien verstoßen und mit ihrem Programm „die geistige und moralische Entwicklung junger Menschen gefährdet“. Die Verurteilung zu einer Geldstrafe für Halk-TV und zwei weitere kleine türkische Sender durch die staatliche Medienaufsichtsbehörde RTÜK am 11. Juni erfolgte wegen „Aufhetzung zu Provokationen“.

#### Vorwurf der Zensur

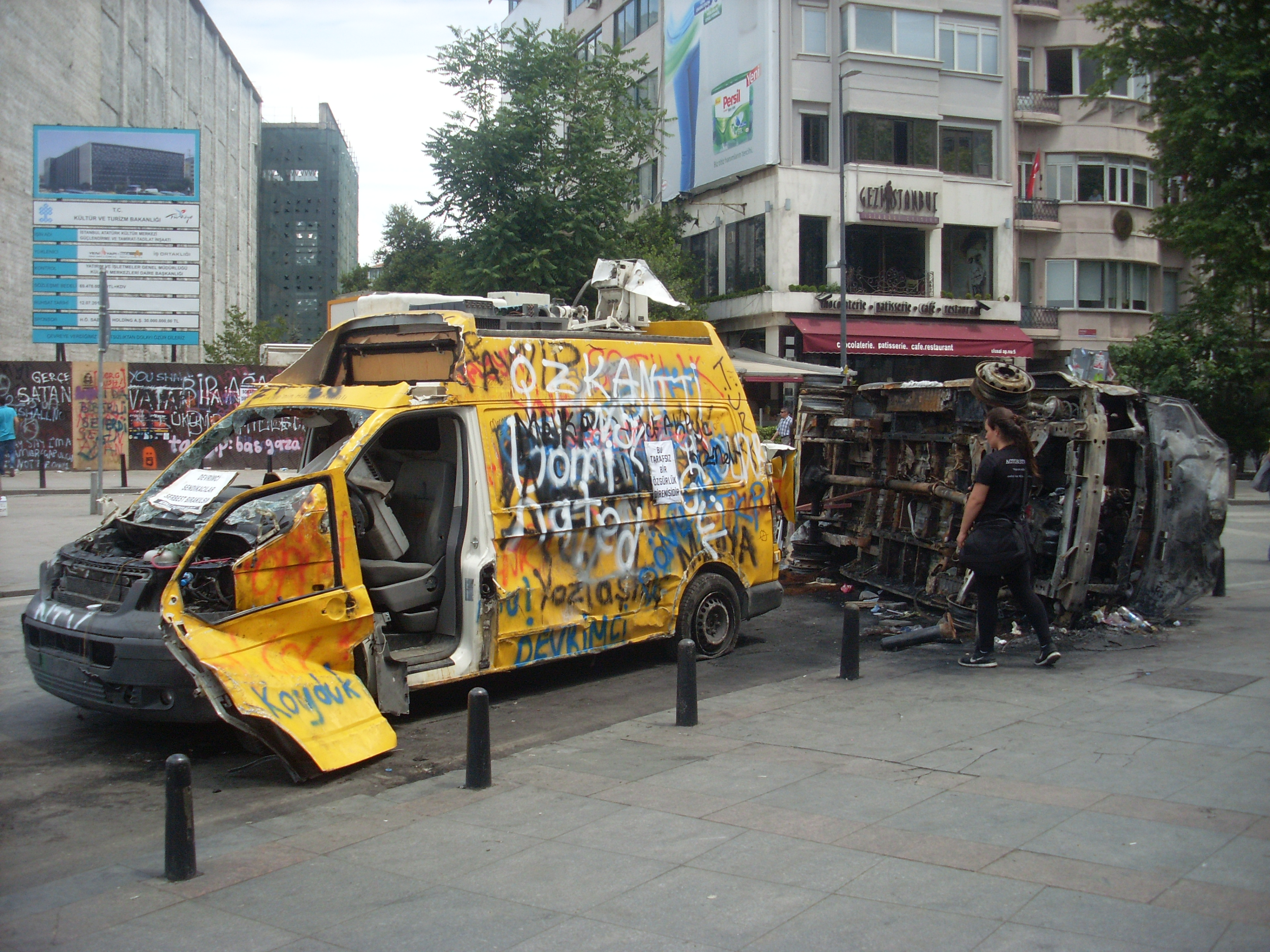
Zerstörter Van des Nachrichtensenders NTV mit dem Graffito Medien, Verkauf von privat; dem Sender wird – wie auch anderen – vorgeworfen, nicht ausreichend über die Proteste berichtet zu haben.

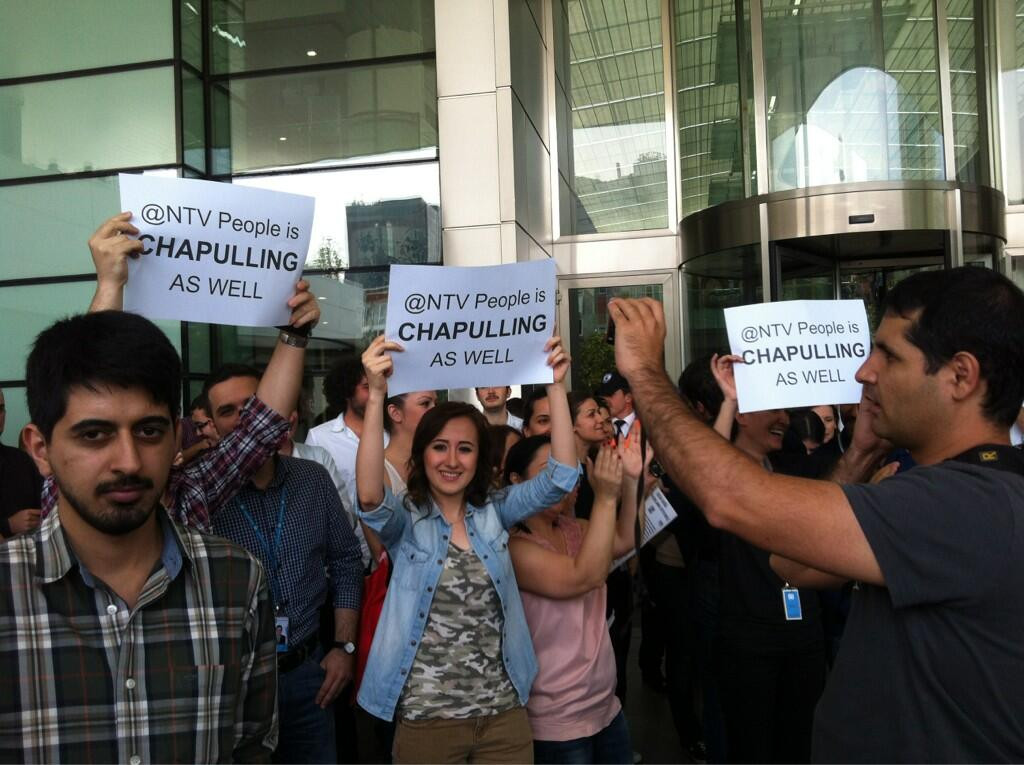
Demonstrationen von Arbeitern des türkischen Senders NTV

Karen Krüger resümierte für die Frankfurter Allgemeine Zeitung am 4. Juni 2013, dass türkische Medien über die Situation in Istanbul nicht vollständig berichteten und warf dem Ministerpräsidenten Recep Tayyip Erdoğan Zensur vor.
Die Anzahl der inhaftierten Journalisten in der Türkei ist laut Reporter ohne Grenzen die höchste seit dem Ende des Militärregimes 1983. Nach der von dieser Organisation geführten weltweiten Rangliste der Pressefreiheit belegt die Türkei aktuell den 154. Platz von insgesamt 179 Plätzen, fast unmittelbar gefolgt von als autoritär regiert geltenden Staaten wie Belarus und Saudi-Arabien. Die Türkei gilt als das Land mit der weltweit höchsten Anzahl inhaftierten Journalisten. Im März 2013 hatte Amnesty International kritisiert, die türkischen Gesetze würden zur Unterdrückung missliebiger Meinungen missbraucht werden. Im Oktober 2012 war der Regierung Erdoğan von der Europäischen Kommission vorgeworfen worden, dass die Medien oft nicht frei berichten könnten und Gerichte nicht unparteiisch urteilen würden. Laut dem Jahresbericht 2012 des Committee to Protect Journalists (CPJ; deutsch: „Komitee zum Schutz von Journalisten“) waren am 1. Dezember 2012 von den weltweit 232 inhaftierten Journalisten 49 in türkischen Gefängnissen. Im Jahr 2011 wurden nach Angaben des Komitees rund 5000 Prozesse gegen Journalisten in der Türkei geführt. Das Strafgesetzbuch sei, so die Süddeutsche Zeitung, bewusst abstrakt gehalten, so dass unter Umständen schon eine journalistische Anfrage zu einem gerichtlichen Prozess dazu führen kann, dass der anfragende Journalist juristisch belangt werden könne. 2009 habe Premierminister Erdoğan die größte türkische Medienagentur, die Doğan Media Group, zu der auch die auflagenstarke Tageszeitung Hürriyet und CNN Türk gehören, mit Al Capone verglichen. Die Mediengruppe wurde daraufhin mit einer Strafe von zwei Milliarden Euro belegt.
Die Rundfunkbehörde RTÜK verhängte eine Geldstrafe von 1000 Euro gegen die regierungskritischen Fernsehsender Halk TV, Ulusal TV, Cem TV und EM TV, die vollständig über die Proteste berichtet hatten. Der Vorwurf an die Sender lautet Verstoß gegen Sendeprinzipien und die Gefährdung der geistigen und moralischen Entwicklung junger Menschen.
Die türkische Journalistengewerkschaft TGS hatte am 21. Juli angegeben, es seien 22 Journalisten während der Proteste entlassen und 37 weitere Journalisten wegen ihrer kritischen Berichterstattung gemobbt und zur Kündigung gedrängt worden.

#### Vorwurf der Selbstzensur
Die Zeit konstatierte am 4. Juni 2013 Selbstzensur vieler türkischer Medien „aus Angst vor staatlicher Gängelung“. Die in der Türkei in der Bedeutung weit über Printmedien stehenden TV-Sender hätten eine „Parallelwelt im Wohnzimmer“ erschaffen. Am 3. Juni protestierten Tausende aufgebrachte Bürger vor dem Gebäude des Medienkonzerns der Doğuş-Unternehmensgruppe in Istanbul, zu der neben dem „Massensender“ Star TV auch der Nachrichtensender NTV gehört, und forderten Live-Übertragungen und eine solide Berichterstattung.
Während der Eskalation der Lage auf dem Taksim-Platz am 31. Mai hatten im Gegensatz zu Sendern wie CNN International weder NTV, noch CNN Türk als türkische Nachrichtensender Live-Berichte über die Situation gebracht. Erst am Abend des 3. Juni sendete der Nachrichtensender CNN Türk live vom Taksim-Platz. Mit Empörung und Spott wurde aufgenommen, dass CNN Türk während der gewaltsamen Auseinandersetzungen zwischen Polizei und Demonstranten statt einer aktuellen Berichterstattung eine Dokumentation über Pinguine ausstrahlte. Am Hauptsitz des zweiten wichtigen Nachrichtensender NTV demonstrierten auf dem Höhepunkt der zweiten Protestwoche Angestellte aus dem umliegenden Bankenviertel und, so kommentierte Jürgen Gottschlich in der taz, „erinnerten die Macher des Senders daran, für wen sie eigentlich arbeiten.“ Nachdem sich der NTV-Chef daraufhin öffentlich für das Versagen des Senders entschuldigte, verlor er kurz darauf seine Stelle in dem Sender. Als Hintergrund wird die Zugehörigkeit von NTV zur Doğuş Holding angesprochen, die sich als einer der führenden Konzerne der Türkei durch ihre Berichterstattung nicht lukrative Geschäfte mit der türkischen Regierung verderben wolle, wie die kurz zuvor gewonnene Ausschreibung für den Bau und Betrieb des Galataports, des zukünftigen Kreuzfahrtterminals von Istanbul.
Das ZfTI sah in dem Verhalten der türkischen Medien in den ersten Tagen der Proteste eine Bestätigung der „Gleichschaltung der Berichterstattung“ in der Türkei. Diese sei subtiler organisiert als zu Zeiten des Kemalismus und wirke weniger über direkte Repressionen als darüber, dass die oft mit großen Unternehmenskonglomeraten zusammenhängenden Mediengruppen Sorge vor wirtschaftlichen Nachteilen hätten, wenn sie bei der Berichterstattung nicht Wohlverhalten gegenüber der Regierung zeigen würden. Auch der Medienexperte Yavuz Baydar vertrat den Standpunkt, der etablierte Journalismus in der Türkei habe am Anfang der Berichterstattung versagt, weil die Besitzer der Medienkonglomerate wirtschaftliche Interessen von der Bau- bis zur Energiebranche verfolgen würden und den Erhalt großer Staatsaufträge nicht riskieren wollten. Einige Tage nach Beginn der Proteste erfolgte auch bei Fernsehanstalten wie CNN Türk eine Umorientierung und die Berichterstattung über die Proteste erfolgte kontinuierlich. Am 27. Juni urteilte Sabine Küper-Büsch in der Jungle World, türkische und internationale Medien würden „mittlerweile bei jedem kollektiven Husten live vom Taksim-Platz“ berichten.
Der freie Journalist Eren Güvercin vertrat in den ersten Tagen der Proteste die Ansicht, dass es sich bei dem „Versagen“ der türkischen Massenmedien um vorauseilenden Gehorsam der Medien einerseits und um „Machttrunkenheit“ der AKP auf der anderen Seite handele.
Der deutsche Islamwissenschaftler Udo Steinbach, angesprochen auf die Auswirkungen der Krise auf einen möglichen EU-Beitritt der Türkei, stellte sich bereits am 5. Juni auf den Standpunkt, die Berichterstattung in den Medien der Türkei über die Demonstrationen sei durchaus differenziert und „das harte Vorgehen einfach noch ein Rest einer undemokratischen, staatsbezogenen Tradition der türkischen Polizei“:

„Da ist ein klares Bewusstsein da, dass Herr Erdogan in seiner Politik doch zu weit gegangen ist, dass seine Herrschaft mehr und mehr autokratische Züge angenommen hat, dass sich die Gesellschaft in ihrem Lebensstil berührt fühlt. Der Begriff ‚Lebensstil‘ taucht beispielsweise in allen türkischen Zeitungen auf. Das heißt, dass zum Beispiel die immer schärfere Gesetzgebung in Sachen Alkohol als Angriff auf den säkular-liberalen Lebensstil vieler Türken gesehen wird. Das wird von den Medien sehr wohl reflektiert.“

### Ausländische Medien
Der Journalist Jürgen Gottschlich warf dem deutschen Auslandssender Deutsche Welle (DW) in der taz Kooperation mit dem türkischen „Zensursender“ NTV vor. Während die BBC die Kooperation mit dem NTV-Fernsehen „wegen Zensurversuchen beendet“ habe, nachdem NTV sich geweigert hatte, einen Beitrag zu senden, in dem die Berichterstattung der türkischen Medien thematisiert worden war, habe die DW die Zusammenarbeit im Bereich von Rundfunksendung mit NTV fortgesetzt. Auf Anfrage der taz habe DW-Pressesprecher Johannes Hoffmann erklärt, die DW könne ihre Sendungen ohne inhaltliche Beeinträchtigung ausstrahlen und würde von der Kooperation nicht abrücken, solange es keine Versuche geben würde, die Sendungen inhaltlich zu beeinflussen. Es sei wichtig, in der Türkei unabhängige Informationen aus deutscher und europäischer Perspektive zu verbreiten.
Die Polizei in Ankara verfasste einen 190-seitigen Bericht, in dem westliche Medien beschuldigt werden, den Protest angestachelt zu haben. Vor allem CNN, BBC und der Economist seien verantwortlich für die Demonstrationen gewesen. Die regierungsnahe Zeitung Takvim druckte ein fiktives Interview mit einer CNN-Korrespondentin, in dem diese behauptete, für falsche Angaben bezahlt worden zu sein.
Der türkische Vizeministerpräsident Bülent Arınç und der Chefberater Erdoğans, İbrahim Kalın, drückten auf einem auf Initiative von CNN abgehaltenen, geheimen Treffen mit der Verantwortlichen für die Auslandsberichterstattung des Senders CNN International, Parisa Khosravi, am 2. Juli die Unzufriedenheit der türkischen Regierung mit der Berichterstattung von CNN über die Gezi-Park-Proteste aus und warfen dem US-amerikanischen Nachrichtensender vor, die Ereignisse zu übertreiben und nicht objektiv darzustellen. CNN hatte zuvor ein Foto einer Großveranstaltung der AKP vom 16. Juni in Kazlıçeşme veröffentlicht und im Rahmen einer Bildergalerie als Aufnahme eines „Antiregierungs-Protests“ ausgegeben. Khosravi, zugleich Vizepräsidentin von CNN Worldwide, bezeichnete den Vorfall als „technische Panne“, dem kein „böswilliges“ Vorgehen zugrunde gelegen habe. Sie entschuldigte sich für den Fehler und betonte die Wichtigkeit der Türkei für den Sender.
Der freie Journalist und Autor Eren Güvercin warf den westlichen Medien bereits zu Beginn der Proteste Einseitigkeit vor: „Auf das brutale Vorgehen gegen die Occupy-Bewegung in den USA und Europa wurde nicht so engagiert reagiert, wie jetzt im Falle von Istanbul“. Er kritisierte, die westlichen Medien hätten in den 1980er und 1990er Jahren zu wenig Engagement gezeigt, als die damaligen kemalistischen Regierungen „gegen Muslime in der Türkei brutal vorgegangen“ seien.
Auch der Historiker Fikret Adanır, Professor für die Geschichte Südosteuropas an der Ruhr-Universität Bochum und Professor an der privaten Sabanci-Universität in Istanbul, kam zu dem Urteil, dass die westliche Berichterstattung „ohne Augenmaß“ und in Diskrepanz zu den beobachtbaren Vorgängen erfolgt sei. Die türkische Polizei sei als brutal beschrieben worden, ohne darauf hinzuweisen, dass die Polizei in anderen europäischen Ländern vergleichbar vorgehe. Westliche Medien wie FAZ, Spiegel, SZ, Guardian und andere hätten „recht einseitig berichtet“. Der soziale, klassenbezogene Hintergrund der Konflikte in der 10-Millionenmetropole Istanbul sei in den Medien nicht thematisiert worden. Die westlichen Medien hätten dagegen „voreingenommen“ die Perspektive der elitären Schicht der Protestteilnehmer und ihr Bild von der Türkei übernommen. Bei den Protestteilnehmern habe es sich jedoch vornehmlich um Studierende einiger weniger, privater, englischsprachiger Universitäten gehandelt, darunter nahezu zur Hälfte junge Frauen. Sie seien Bewohner der Stadtteile der oberen Mittelklasse in der Nähe des Taksim-Platzes und würden weniger über ein anatolisch-türkisches, als über ein kosmopolitisches Selbstverständnis verfügen. Während die Bevölkerung der überwiegenden Mehrheit der Istanbuler Stadtteile sich trotz vergleichbaren Zugangs zu Informationen aus dem Internet nicht an den Protesten beteiligt habe, hätten die westlichen Medien somit ein „verzerrtes“ Bild vermittelt, durch das der Eindruck beziehungsweise die „Erwartung“ eines Bürgerkrieges und nahenden Endes der Regierung Erdoğan erzeugt worden sei. Damit sei bei den Taksim-Gezi-Protesten eine „intellektuelle Minderheit“ zu Wort gekommen, über welche die Kommunikation mit Europa vermittelt werde. Diese „einseitige Anti-Erdoğan-Berichterstattung in den internationalen Medien“ diene Erdoğan aber dazu, den schon vor den Protesten nachlassenden Rückhalt von Seiten der AKP wieder für die kommenden Wahlen zu festigen.
Nach Ansicht von Adil Gür von der Umfrageagentur A&G ist die Überraschung über die stabile oder sogar leicht anwachsende Zustimmung in der Bevölkerung zur AKP während und nach den Gezi-Park-Protesten ein Ergebnis des „durch Fernsehbilder von Massendemonstrationen und gut gemeinte, aber nicht unbedingt gute Medienberichterstattung genährtes (ausländisches) Missverständnis, dass die Mehrheit der Türken mit der Protestbewegung im Gezi-Park und auf dem Taksim-Platz sympathisiert habe.“ Er selbst habe schon früh darauf hingewiesen, dass die Proteste nur wenig Einfluss auf das Wahlverhalten der Türken haben würden, wie sich durch die Umfrageergebnisse bestätigt habe.

### Soziale Medien
Vor dem Hintergrund der als mangelhaft empfundenen Berichterstattung in den konventionellen Medien haben soziale Medien wie Twitter, Facebook oder Blogging-Plattformen wie Tumblr eine besondere Bedeutung für die Verbreitung von aktuellen Informationen. Die Zeitung Hürriyet zitierte Erdoğan mit folgenden Worten:

„Es gibt da diese neue Bedrohung namens Twitter. Man findet dort unvorstellbare Lügen. Für mich ist Twitter der größte Unruhestifter für heutige Gesellschaften.“

Tatsächlich kam es zur Verbreitung von Gerüchten und Fehlmeldungen über die sozialen Netzwerke. Beispielsweise deklarierten viele Aktivisten ein während eines Marathonlaufes von 2012 geschossenes Foto von der Bosporus-Brücke in Istanbul als Menge von Demonstranten, die sich auf dem Weg zum Taksim-Platz befinde. Ein anderes Beispiel ist das Gerücht, die Polizei habe Agent Orange eingesetzt. Weiterhin beschreibt Hakan Tanriverdi in der Süddeutschen Zeitung, dass die „am meisten über soziale Netzwerke verbreitete Analyse zu den Protesten“, nämlich dass es „um viel mehr ginge als um einen grünen Park“, nicht vor Ort entstand, sondern von einer außerhalb der Türkei befindlichen türkischen Bloggerin stamme. Die Aktivisten erwarteten eine solche Analyse von den türkischen Medien, was jedoch ausblieb. Der Journalist und Autor Eren Güvercin warnte zu Beginn der Proteste vor der Gefahr, dass verschieden politisch orientierte Gruppen, von politisch links bis rechts, die unübersichtliche Situation nutzen wollten, um mit „Falschinformationen und Fakebildern (Bilder vom Istanbul-Marathon etc)“ bewusst die politische Spannung aufzuladen.
Anfang Juni waren einige der weltweit führenden Twitter-Trends in türkischer Sprache verfasst wie beispielsweise Tayyipsanagülegüle („Tschüß, Tayyip“). Ganz im Gegensatz zu den ebenfalls in den Medien als „Online-Revolutionen“ titulierten Protestbewegungen des sogenannten „arabischen Frühlings“, wo tatsächlich viele der Tweets aus westlichen Ländern kamen, stammten 90 Prozent der Tweets zu den Gezi-Park-Protest-verwandten Ereignissen aus der Türkei selbst, 50 Prozent allein aus Istanbul.
Am 27. Juni wurde gemeldet, Facebook sei in Verdacht geraten, im Zusammenhang mit den Protesten in der Türkei Daten weitergegeben zu haben und somit mitverantwortlich für die Verhaftung türkischer Internetaktivsten zu sein. Das US-Unternehmen stritt in einer online veröffentlichten Erklärung die Weitergabe von Nutzerdaten an türkische Behörden „bezüglich Regierungsanfragen im Rahmen der Proteste“ ab, nachdem es am 26. Juni von türkischen Behörden für „seit langer Zeit“ – so der türkische Verkehrsminister Binali Yıldırım – problemlose Zusammenarbeit gelobt worden war.
Der Kurznachrichtendienst Twitter war dagegen in den vorangegangenen Wochen mehrmals von türkischen Regierungsvertretern dafür kritisiert worden, die Identität von Usern, die regierungskritische Kommentare gepostet hatten, nicht preiszugeben. Twitter habe, so Binali Yıldırım am 26. Juni, trotz „notwendiger Warnungen“ nicht dieselbe „positive Einstellung“ gezeigt wie Facebook.
Die türkische Schriftstellerin Elif Şafak schrieb den Sozialen Medien in ihrem Vortrag auf der Digital-Life-Design-Konferenz DLD Women in München eine ambivalente Rolle bei der Protestwelle in der Türkei zu:
Einerseits hätten sich die sozialen Netzwerke als effektive Instrumente erwiesen, politische Ereignisse zu teilen. Facebook habe während der zeitgleichen Demonstrationen in der Türkei und in Brasilien die Menschen verbunden und über Religion und Kulturgrenzen hinweg den Austausch von Solidaritätsnachrichten gefördert und ein weltweites Zusammengehörigkeitsgefühl vermittelt.
Auf der anderen Seite hätten die sozialen Netzwerke aber auch falsche Informationen, „Geschwätz“ und „Hassreden“ verbreitet. Facebook habe neben seiner vereinenden Funktion auch ein gefährliches Potential zur Aufsplittung und Polarisierung in ein Gefühl von „Wir und Ihnen“.
Insgesamt hätten die sozialen Netzwerke den Protest beeinflusst und verändert. Facebook, YouTube, Twitter und andere sozialen Medien hätten für die Bevölkerung die Funktion einer Plattform für ihre Meinung und einer „friedlichen Waffe“ erfüllt, mit der sie aktiv an der Politikgestaltung mitwirken könne. Während Politik in der Vergangenheit in die Zuständigkeit der Elite gefallen sei, habe das Internet die politik spontaner, dezentralisierter und „aufkochender“ gemacht.
Nach Angaben des türkischen Innenministeriums von Mitte September hatten während der Proteste 20 Twitter-User mehrere Proteste organisiert, indem sie 5000 Tweets posteten.
Mitte September erschien die Meldung in der deutschsprachigen Online-Ausgabe des Wall Street Journal, die AKP stelle nach eigenen Angaben ein 6.000 Personen starkes „soziales Medienteam“ zusammen, das mit Hilfe von sozialen Medien wie dem Kurznachrichtendienst Twitter, dem sozialen Netzwerk Facebook und dem Fotodienst Instagram neuen Massenprotesten im Land mit ausgewählten Nachrichten und Fotos entgegenwirken solle. Dazu beabsichtige die AKP, sukzessive junge und technikerfahrene Parteimitglieder (laut Wall Street Journal) in Ankara beziehungsweise in über 900 Bezirken (laut Deutscher Welle) als freiwillige „Repräsentanten für Soziale Netzwerke“ zu schulen. Ziel sei es, in der bislang von oppositionellen Gruppen beherrschten Domäne der sozialen Medien die Perspektiven der AKP zu fördern und Diskussionen im Internet zu verfolgen. Die Propagandainitiative solle sich insbesondere auf jene Städte konzentrieren, in denen die regierungskritischen Proteste und die damit verbundene Verwendung sozialer Medien am stärksten waren. Künftig sollten 1.000 AKP-Mitglieder in Istanbul, 600 in Ankara, 400 in Izmir und der Rest im übrigen Land verteilt ihren sozialen Medienauftrag erfüllen. Laut Eylem Yanardağoğlu, Kommunikationswissenschaftlerin an der Universität Kadir Has in Istanbul, habe die AKP eingesehen, dass sie vor den Lokal- und Präsidentschaftswahlen von 2014 soziale Medien gezielter einsetzen müsse, nachdem sie „völlig unvorbereitet angesichts der Explosion sozialer Medien während der Gezi-Proteste“ in Folge der Social-Media-Kampagne der Opposition gewesen sei.
Tayfun Kahraman, Architekt und Sprecher der Taksim-Solidaritätsplattform, zu deren stärksten Mitgliedern die Architektenkammer gehört und die als eine der größten Kritiker der Baupläne für den Gezi-Park während der Gezi-Park-Proteste zu den aktivsten Twitter-Nutzern zählte und eine Führungsrolle als Organisator der Massendemonstrationen über die Sozialen Medien einnahm, sieht in der Kampagne der türkischen Regierung eine angemessene Reaktion auf die dominante Bedeutung der sozialen Medien in modernen Demokratien gegenüber Printpresse oder Fernsehen.

## Symbole und Formen des Protestes
Im Verlauf der Demonstrationen entwickelte besonders die Gruppe der säkularen Mittelschichten für die Türkei neue gewaltfreie Aktions- und Organisationsformen. Aus den Reihen der jüngeren Generation entstand eine Vielzahl an persiflierenden und kreativen Protestformen. Der taz-Kolumnist Deniz Yücel beschrieb als ein Charakteristikum der jungen landesweiten Gezi-Park-Protestierenden, das sie von früheren Protestgenerationen in der Türkei unterscheide, ihren „Witz und ihre Ironie, mit der sie die Herrschenden der Lächerlichkeit preisgeben“.
Während der Zeit der Besetzung des Gezi-Parks durch die Protestbewegung dekorierte man die Bushaltestellen im Umkreis mit Polstern und Vorhängen und gestaltete sie so zu einladenden Ruheplätzen.
Als einfallsreiche Formen des Protests wurden auch protestunspezifische Handlungen wie öffentliches Trinken und Küssen bezeichnet, die „als Verspottung der Islamisten“ aufgefasst wurden.
Nach der gewaltsamen Räumung des Gezi-Parks in Istanbul am 16. Juni zog sich der Protest nicht nur dezentraler in die neu gebildeten „Parkforen“ zurück. Es entwickelten sich auch weitere neue Protestformen wie der „stehende Mann“, das kollektive politische Fastenbrechen seit Beginn des Ramadan oder die mit politischem Pathos inszenierte Hochzeit von Nuray und Özgür im Gezi-Park.

### Identifikation als „Çapulcu“
Erdoğans herabsetzend verwendete Bezeichnung der Demonstranten als Çapulcu (deutsch: Lumpen bzw. Plünderer) wurde von der Protestbewegung als Geusenwort positiv und ironisch umgedeutet und zur Eigenidentifikation verwendet. Es fand darauf schnell in Liedern oder als T-Shirtaufdruck der Demonstranten Verbreitung. So wurde der LMFAO-Song Party Rock Anthem mit seinem Refrain Every day I’m shufflin zu Everyday I’m çapuling (deutsch: Jeden Tag bin ich am Plündern) abgewandelt und als protestzelebrierendes Lied in Videos verbreitet.

### „Frau in Rot“(lady in red)
Internationale Bekanntheit als Symbol für die unverhältnismäßige Gewaltanwendung der Staatsmacht erlangte eine vom Reuters-Fotografen Osman Orsal fotografierte Szene vom 28. Mai im Gezi-Park: Aus unmittelbarer Nähe und offenbar unprovoziert wird eine junge Frau in einem roten Sommerkleid von einem Polizisten aus einem großen Reizstoffsprühgerät beschossen. Das als „woman in red“ oder als „lady in red“ und ähnlichen Bezeichnungen bekannt gewordene Bild zeigt, wie der Reizstoffschwall sie direkt ins Gesicht trifft und ihr Haar hochwehen lässt. Später wurde bekannt, dass es sich bei der inzwischen namentlich identifizierten Frau um eine Dozentin an der Fakultät für Architektur und Stadtplanung der Technischen Universität Istanbul handelt. Im Anschluss auf den Beschuss brach sie auf einer Bank zusammen, nahm jedoch bereits am nächsten Tag wieder an den Protesten teil. Das Foto wurde vielfach in den internationalen Medien wiedergegeben sowie mehrfach für Protestzwecke umgestaltet und verwendet. Der 23 Jahre alte Polizeibeamte wurde im Januar 2014 zu 3 Jahren Gefängnis verurteilt.
Der Fotograf des berühmt gewordenen Bildes, Osman Orsal, wurde am 29. Mai von einer CS-Gas-Hülse am Kopf getroffen, woraufhin das Bild, das den Fotografen mit blutüberströmtem Kopf zeigt, internationale Bekanntheit erlangte.

### „CNN-Pinguine“

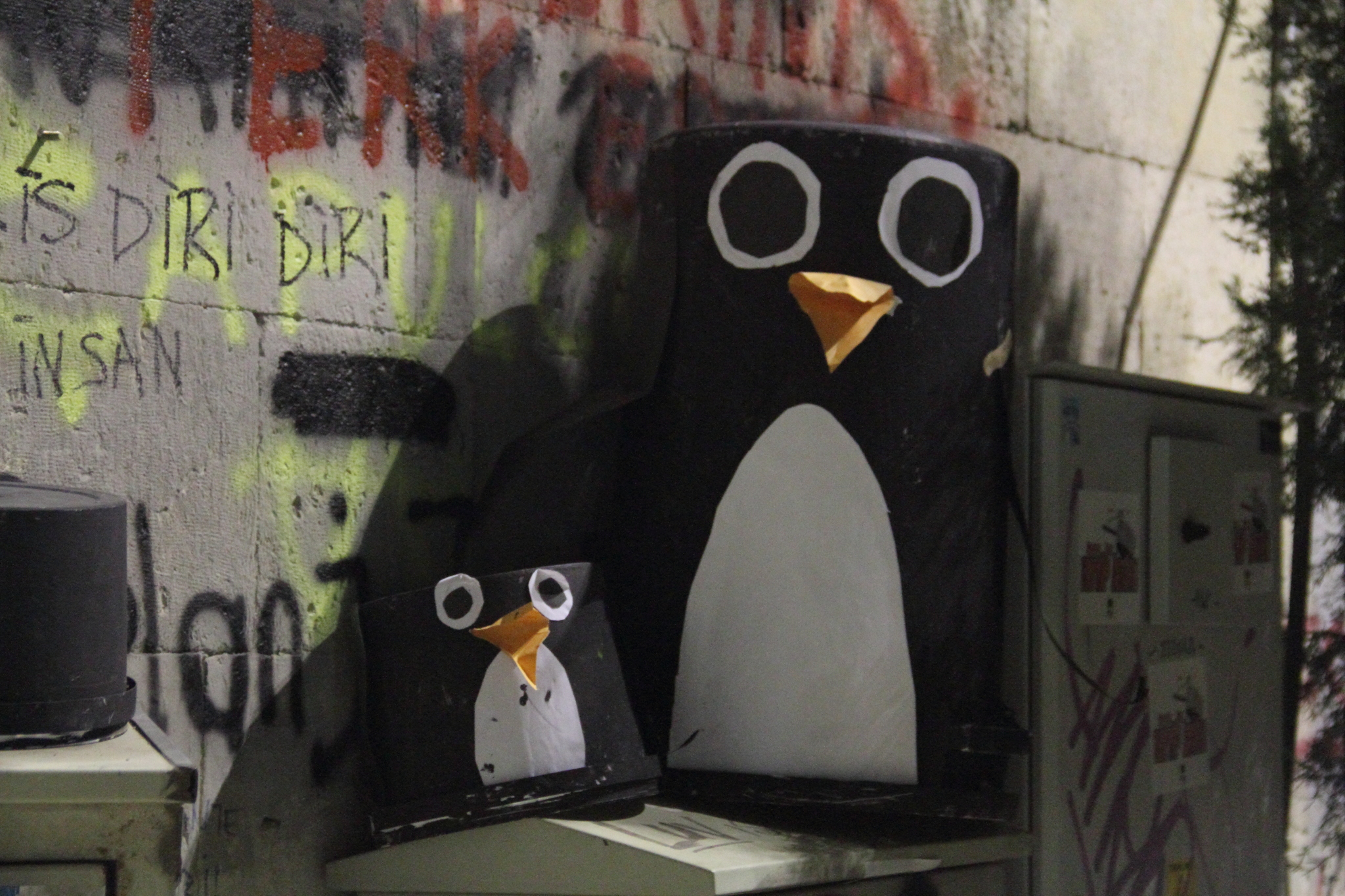
Pinguinfiguren im Gezi-Park, die an die kritisierte Informationspolitik von CNN Türk zu Beginn der Proteste erinnern.

Spottende Protestformen entstanden auch aus der Kritik der Protestbewegung gegenüber der zu Beginn der Proteste ausbleibenden Live-Berichterstattung über die Massenproteste von Nachrichtensendern wie CNN Türk, der am 1. Juni eine Dokumentation über Pinguine zeigte, während bei den Protesten an diesem Tag bereits sechs Menschen ihr Augenlicht verloren und einer durch einen Schuss der Polizei tödlich verletzt wurde. Dieses Symbol unzulänglicher Berichterstattung ging, wie der deutsche Journalist Thomas Seibert in Istanbul es ausdrückte, rasch „in den Legendenschatz der Nation“ ein.
So begannen Demonstranten nun beispielsweise wie Pinguine zu marschieren. Den Demonstranten als staatsnahe Medien geltende Sender wurden als „Pinguinsender“ apostrophiert. In sozialen Netzwerken wurden „CNN-Pinguine“ zu einem ironischen Symbol der Protestbewegung, und der Pinguin hatte, wie es die Süddeutsche Zeitung spotthaft ausdrückte, „Chancen zum Wappentier der türkischen Protestbewegung zu werden“. Auch in deutschen Medien selbst wurde die anfänglich ausbleibende Berichterstattung der Sendeanstalten spöttelnd als „Pinguin- [anstatt von] Protestnachrichten“ kritisiert.
Bekanntheit und Beliebtheit erlangte die spottende Reaktion eines Anrufers, der sich am 2. Juni, dem Tag nach der Ausstrahlung der Pinguin-Dokumentation, bei CNN Türk meldete:

„Sie haben gestern eine tolle Dokumentation über Pinguine gezeigt. Ich hab’s leider verpasst, weil ich auf den Straßen unterwegs war. Warten Sie mit der Neuausstrahlung auf einen erneuten Volksaufstand oder gibt’s demnächst eine Wiederholung?“

### „Töpfe und Pfannen“(tencere tava)
Mit dem Schlagen auf Töpfe und Pfannen oder ähnliche Küchengeräte zur Lärmerzeugung signalisierten Menschen ihre Unterstützung der Demonstranten bereits seit Beginn der Demonstrationen auch von ihren Wohnungen oder Balkonen aus. Es handelt sich dabei um eine traditionelle Form des Protestes in der Türkei. Die aus lateinamerikanischen Ländern auch als Cacerolazo bekannte Protestform der Mittelschichten wurde von Erdoğan bereits Anfang Juni als Lärmbelästigung eingestuft und im Juli öffentlich als Straftat bezeichnet. Laut Amnesty-International-Bericht von Anfang Oktober wurde in diesem Zusammenhang mindestens eine Strafsache eröffnet.
Nachdem Erdoğan sich verächtlich über die Verwendung von Töpfen und Pfannen durch die Demonstranten geäußert haben soll, brachte das bekannte polyglotte türkische Musikensemble Kardeş Türküler ein neues Lied mit dem Titel „Tencere tava havası“ (deutsch etwa „Der Klang von Töpfen und Pfannen“) zu einer Musik von Fehmiye Çelik und einem Text von Calik und Ahmet Akkaya heraus. Darin greifen sie Erdoğans Äußerung „Tencere, tava hep aynı hava.“ („Töpfe und Pfannen – immer der gleiche Rhythmus“) auf, spielen seine Worte am Anfang des Liedes ein und thematisieren musikalisch wie inhaltlich die Gezi-Park-Proteste und das rhythmische Schlagen von Töpfen und Pfannen während der Demonstrationen als Protestkultur und Widerstandsform. Ein von der Gruppe erstelltes Video wurde schnell von der Gruppe ab dem 6. Juni über soziale Medien verfügbar gemacht. Neben englischen Untertiteln des Textes und Bildern der Auseinandersetzungen zwischen Polizei und Demonstranten zeigt das Video auch Bilder der in der Protestbewegung symbolhaft verwendeten Pinguine, die zu dem Text „Komm, langsam, langsam, der Boden ist nass“ auf dem Eis ausrutschen oder einbrechen.

### „Stehender Mann“(duran adam)

Eine Karikatur des am 18. Juni bekannt gewordenen duran adam (dt.: (still-)stehender Mann).

Nachdem am 17. Juni ein stadtweites Demonstrationsverbot über Istanbul verhängt worden war, stellte sich der Künstler Erdem Gündüz in der folgenden Nacht stundenlang auf den Taksim-Platz und blickte in einer Art Steh-Performance in Richtung des vom Abriss bedrohten Atatürk-Kulturzentrums. Dieses Verhalten wurde rasch über Twitter als duran adam (also (still-)stehender Mann) bekannt und als stiller Appell für das Fortbestehen der Türkei als ein laizistischer Staat in der von Atatürk vertretenen Weise gedeutet, also ohne Einfluss der Religion auf die Politik. In der Folge verbreitete es sich als passive Widerstandsform in der gesamten Türkei auf öffentlichen Plätzen.
AKP-Mitglieder versuchten mit der Nachahmung des Verhaltens auf dem Taksim-Platz eine entgegengerichtete Demonstrationsform, indem sie sich unter dem auf ihren T-Shirts aufgedruckten Motto „Stehende Männer stehen gegen den stehenden Mann“ mit dem Rücken zum Atatürk-Kulturzentrum positionierten und in Richtung der Demonstranten blickten.
Laut der linksgerichteten Zeitung Jungle World nahmen im Laufe der Zeit abends auch Kopftuchträgerinnen an den Stehprotesten auf dem Taksim-Platz oder in den Parks teil.

### „Gasmann-Festival“(Gazdanadam festivali)
Bei dem von Hunderttausenden Menschen besuchten Protest-Konzert im Istanbuler Bezirk Kadıköy am 7. Juli parodierten Demonstranten die Polizeieinsätze, spritzten mit Wasserpistolen und fuhren in Anspielung an die regelmäßigen Polizeieinsätze die Attrappe eines Wasserwerfers durch die Menschenmenge. Der Name der Veranstaltung 1. Gazdanadam festivali (deutsch etwa: „1. Aus-Gas-gemachter-Mann-Festival“) spielte satirisch auf den Einsatz von Tränengas während der Gezi-Park-Proteste an. Auf Werbeplakaten für das Festival wurde die bekannte Darstellung der Evolutionsstufen in der Entwicklung des Menschen vom gebückt sich fortbewegenden Affen zum aufrecht gehenden Menschen mit dem Endzustand eines eine Gasmaske tragenden Mannes mit einer rauchenden Tränengaspatrone in der Hand persifliert. In Trailern wurde auch der Typus der Superheldenfigur mit einem eine Atemschutzmaske tragenden Mann in einem Kostüm mit Gasmaskenlogo auf der Brust parodiert.

### Politisches Fastenbrechen
Während der Ramadan-Zeit etablierte sich im Juli laut Bericht der Tagesthemen eine allabendliche politische Form des Fastenbrechen gegen die Regierung in vielen Stadtteilen Istanbuls mit zunehmender Teilnehmerzahl.
Während die Istanbuler Stadtgemeinde Beyoğlu am Taksim-Platz für das abendliche Ramadan-Fastenbrechen (Iftar) die alljährliche Iftar-Tafel mit rund 1500 Plätzen zur Speisung anbot, war diese Form der politischen Demonstration nach einem Aufruf der Antikapitalistischen Muslime und Revolutionären Muslime aus Protest gegen die Regierung zunächst auf der Unabhängigkeitsstraße eingeführt worden. Eine rund 500 Meter lange Speisetafel, die bis zum Taksim-Platz führte, war dort auf dem Boden errichtet worden. Hunderte Protestteilnehmer nahmen dort das Iftar-Mahl ein und nutzten das Zusammenkommen auch zum Skandieren von Protest-Slogans gegen Erdoğan und die AKP oder zu gemeinsamen Demonstrationen am Gezi-Park nach Beendigung des Iftars.
Nach einer Deutung von Deniz Yücel in der taz kündigte das öffentliche politische Fastenbrechen „das Prinzip auf, dass wer fromm und sunnitisch ist, politisch rechts steht“.

### Hochzeitsfeier im Gezi-Park
Das Paar „Nuray und Özgür“ wurde in der türkischen Presse als „die Liebesgeschichte des Aufstands“ gefeiert. Es hatte öffentlich alle „çapulcu“ zu ihrer Hochzeitsfeier in den Gezi-Park, den symbolischen Ort der Protestbewegung, eingeladen. Auf der Einladungskarte war eine Karikatur des Brautpaares zu sehen, auf der die Braut anstelle eines Schleiers eine Atemschutzmaske trug. Am Tag der Hochzeit wurden über Twitter Bilder verbreitet, die die Braut im weißen Hochzeitskleid mit weißen Schutzhelm und einer mit Blumen geschmückten Gasmaske zeigte. Braut und Bräutigam hatten nach Medienberichten beide einen medizinischen Ausbildungshintergrund und sollen sich in den ersten Tagen der Proteste kennengelernt haben, als die spätere Braut ihr Haus zu einem Behelfshospital zur Behandlung verletzter Demonstranten umgestaltet hatte. Das Paar heiratete im Bezirk Şişli unter Verwendung von Symbolen der Protestbewegung. So wurde berichtet, der Standesbeamte habe das Paar bei der amtlichen Trauung gefragt, ob es glücklich miteinander leben und Widerstand leisten wolle, bis der Tod es scheide, während die Hochzeitsgäste in Abwandlung des bekannten Protestslogans der Gezi-Park-Bewegung gerufen hätten: „Überall ist Widerstand, überall ist Liebe“. Ein LGBT-Aktivist, der den Brautschleier gehalten habe, habe das Paar versprechen lassen, nicht ärgerlich zu werden, falls das Kind des Paares einmal homosexuell werden sollte. In den türkischen Medien wurde für die Hochzeit der Eindruck eines politisch motivierten Protests (miting) erweckt. In den deutschen Tagesthemen wurde die Hochzeit als eine der spontanen und dezentralen Protestformen bezeichnet, die die großen Massendemonstrationen in Istanbul ersetzt hätten. CNN international sah die Hochzeit als Bestandteil regelmäßiger Wochenendproteste in Istanbul-Beyoğlu an.
Am 20. Juli, dem Tag der Hochzeitsfeier, sperrte die Polizei den Zugang zum Gezi-Park im Voraus ab, als sich die Menge dort zur Hochzeitsfeier ansammelte, und gab bekannt, dass sie die Ausrichtung der Hochzeitsfeier dort nicht erlauben werde. Sie drängte die Menge zur Einmündung der Unabhängigkeitsstraße am Taksim-Platz zurück. Die ursprünglich als Hochzeit geplante Veranstaltung wandelte sich zu einer Demonstration, und als sich die Menge weigerte, sich aufzulösen, setzte die Polizei Wasserwerfer ein. Einige Stunden nach der Polizeiintervention wurde der Gezi-Park wieder geöffnet. Trotz der mehrstündigen Absperrung des Gezi-Parks zu Beginn und des Einsatzes von Wasserwerfern gegen die Menge hatte die Polizei der Gruppe später gewährt, für kurze Zeit den Park zu betreten, um Fotos zu machen. Nach Darstellung des Spiegels hatte die Polizei die Hochzeitsgesellschaft und hunderte Demonstranten zunächst zum Feiern in den Gezi-Park eingelassen. Als offenbar Hochzeitsgesellschaft und Protestmenge jedoch begonnen hätten, regierungskritische Parolen zu skandieren, sei die Hochzeitsgesellschaft „zwischen die Fronten von Polizei und Demonstranten“ (Der Spiegel) geraten, und die Polizei hätte den Park gewaltsam geräumt.
Bei der Auflösung der Menge von rund 1000 Teilnehmern der Hochzeitsgesellschaft und Demonstration soll die Polizei einigen Medienberichten zufolge Tränengas, Plastikgeschosse und Wasserwerfer eingesetzt haben.
Die Bedeutung der „Hochzeit mit den Insignien des Widerstands“ sieht Deniz Yücel in der taz im Verstoß „gegen die auch unter Linken und Liberalen verbreitete Norm, Liebesbeziehungen, Ehe und Familie in mehr oder minder althergebrachter Weise zu regeln.“ Seiner Meinung nach weist das Versprechen des Brautpaares unter dem Beifall der Gäste, gegebenenfalls auch die Homosexualität ihres zukünftigen Kindes zu akzeptieren, darauf hin, „wie sehr die Gezi-Bewegung die Gesellschaft bereits verändert hat“.